# 新潟市の行政区域の変遷
新潟市の行政区域の変遷（にいがたしのぎょうせいくいきのへんせん）では、新潟県新潟市の前身である新潟町の成立から過去の市町村合併及び、政令指定都市移行構想について記載する。
新潟市は、信濃川西岸の新潟区および関屋村と萬代橋でつながる東岸の沼垂町が合併して出来た旧新潟市が中心となって発展してきた。昭和の大合併において周辺市町村を次々と合併し、平成の大合併においても周辺の14市町村と合併し、現在の市域となった。

## 沿革
- 永正年間（1504年 - 1521年） - 赤塚村、佐潟周辺に湊があり、土生田（はにゅうだ）の里の内にして「新賀田」と称う。
- 天文年間（1532年 - 1555年） - 河海の変遷により、今の青山村の地に移転[注 1]。
- 元和3年（1617年） - 関屋村と寄居村の間の土地に移転[注 2]。
- 明暦元年（1655年） - 古新潟から現在の古町の区域で新しい新潟町を形成する[1]。

### 新潟町移転後
- 寛延年間（1748年 - 1750年） - 1731年に阿賀野川の松ヶ崎堀割が決壊して阿賀野川の本流になったことで、信濃川河口に発生した砂洲が発達して島になる[2]。
- 宝暦8年（1758年） - 寛延年間にできた島である「毘沙門島」が開発され、新潟町の一部になる[2]。
- 宝暦10年（1760年） - 寛延年間にできた島である「上島 (かみじま)」が松浦久兵衛と本間次右衛門に開発され、新潟町の一部になる[2]。
- 明和年間 - 寛延年間にできた島である「下島 (しもじま)」が松浦久兵衛と本間次右衛門に開発され、新潟町の一部になる[2]。
- 弘化元年（1844年） - 寛延年間にできた島である「厩島（うまやじま）」が開発され、新潟町の一部になる[2]。
- 明治12年（1879年）4月9日 - 郡区町村編制法の新潟県での施行により、蒲原郡のうち新潟町・寄居白山新田村の区域をもって行政区域としての新潟区が発足。
- 明治20年（1887年） - 中蒲原郡出来島新田から西鳥屋野島（現：白山浦）を新潟区に編入。

### 市制施行後

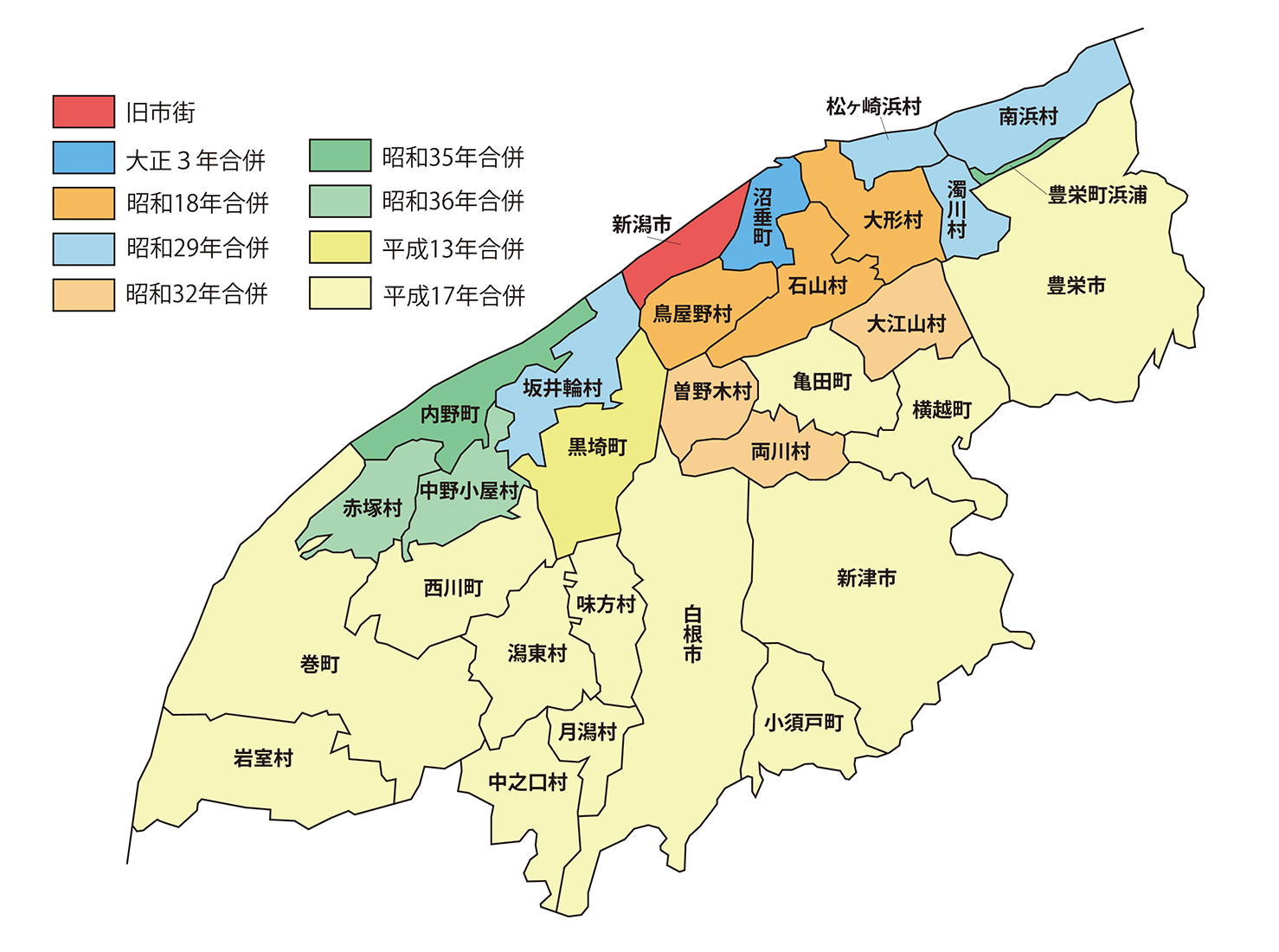
市制施行から現在までの合併の経緯

- 明治22年（1889年）4月1日 - 市制の施行により新潟区235町および西蒲原郡関屋村古新田の区域をもって新潟市が発足。
- 大正3年（1914年）4月1日 - 中蒲原郡沼垂町を編入。
- 大正8年（1919年） - 石山村馬越・鴉俣の一部を編入。
- 昭和18年（1943年）6月1日 - 中蒲原郡大形村を編入。
- 昭和18年（1943年）12月8日 - 中蒲原郡石山村・鳥屋野村を編入。
- 昭和29年（1954年）4月5日 - 北蒲原郡松ヶ崎浜村を編入。
- 昭和29年（1954年）11月1日 - 北蒲原郡南浜村・濁川村、西蒲原郡坂井輪村を編入。
- 昭和32年（1957年）5月3日 - 中蒲原郡大江山村・曽野木村・両川村を編入。
- 昭和35年（1960年）1月11日 - 西蒲原郡内野町を編入。
- 昭和35年（1960年）4月1日 - 豊栄町浜浦地区（現：北区白勢町、松栄町、東栄町）を編入。
- 昭和36年（1961年）6月1日 - 西蒲原郡中野小屋村・赤塚村を編入。
- 昭和63年（1988年）12月24日 - 中蒲原郡横越村と境界変更。
- 平成元年（1989年）12月15日 - 西蒲原郡黒埼町と境界変更。
- 平成2年（1990年）5月1日 - 豊栄市と境界変更。
- 平成3年（1991年）3月20日 - 西蒲原郡巻町と境界変更。
- 平成3年（1991年）12月13日 - 豊栄市と境界変更。
- 平成9年（1997年）12月27日 - 中蒲原郡横越町と境界変更。
- 平成13年（2001年）1月1日 - 西蒲原郡黒埼町を編入。
- 平成17年（2005年）3月21日 - 12市町村を編入（#平成の合併参照）。
- 平成17年（2005年）10月10日 - 西蒲原郡巻町を編入。
- 平成20年（2008年）1月30日 - 燕市と境界変更。
- 平成24年（2012年）3月14日 - 燕市と境界変更。

### 変遷表
- 住居表示や区画整理事業、飛地等で必ずしも行政区と旧自治体の境界線が一致しているとは限らないことに注意する必要がある。

| 明治12年 時点での 所属郡 | 明治以前             | 明治以前             | 明治初年 - 明治11年          | 明治12年 - 明治22年        | 明治12年 - 明治22年        | 明治12年 - 明治22年        | 明治22年 4月1日 町村制施行 | 明治22年 - 明治33年              | 明治34年 - 明治45年        | 大正元年 - 大正15年          | 昭和元年 - 昭和20年          | 昭和21年 - 昭和30年          | 昭和21年 - 昭和30年         | 昭和21年 - 昭和30年          | 昭和31年 - 昭和64年          | 昭和31年 - 昭和64年          | 昭和31年 - 昭和64年         | 昭和41年 - 昭和64年         | 平成元年 - 現在            | 平成元年 - 現在               | 現在   | 現在の 行政区 |
| ------------------------ | -------------------- | -------------------- | ---------------------------- | -------------------------- | -------------------------- | -------------------------- | -------------------------- | -------------------------------- | -------------------------- | ---------------------------- | ---------------------------- | ---------------------------- | --------------------------- | ---------------------------- | ---------------------------- | ---------------------------- | --------------------------- | --------------------------- | -------------------------- | ----------------------------- | ------ | ------------- |
| 中蒲原郡                 | 北山新田             | 北山新田             | 北山新田                     | 北山新田                   | 北山新田                   | 北山新田                   | 山通村                     | 山通村                           | 明治34年11月1日 大江山村   | 大江山村                     | 大江山村                     | 大江山村                     | 大江山村                    | 大江山村                     | 昭和32年5月3日 新潟市に編入  | 新潟市                       | 新潟市                      | 新潟市                      | 新潟市                     | 新潟市                        | 新潟市 | 江南区        |
| 中蒲原郡                 | 丸山新田             | 丸山新田             | 丸山新田                     | 丸山新田                   | 丸山新田                   | 丸山新田                   | 山通村                     | 山通村                           | 明治34年11月1日 大江山村   | 大江山村                     | 大江山村                     | 大江山村                     | 大江山村                    | 大江山村                     | 昭和32年5月3日 新潟市に編入  | 新潟市                       | 新潟市                      | 新潟市                      | 新潟市                     | 新潟市                        | 新潟市 | 江南区        |
| 中蒲原郡                 | 茗荷谷新田           | 茗荷谷新田           | 明治10年 茗荷谷新田          | 茗荷谷新田                 | 茗荷谷新田                 | 茗荷谷新田                 | 山通村                     | 山通村                           | 明治34年11月1日 大江山村   | 大江山村                     | 大江山村                     | 大江山村                     | 大江山村                    | 大江山村                     | 昭和32年5月3日 新潟市に編入  | 新潟市                       | 新潟市                      | 新潟市                      | 新潟市                     | 新潟市                        | 新潟市 | 江南区        |
| 中蒲原郡                 | 江崎新田             |                      | 明治10年 茗荷谷新田          | 茗荷谷新田                 | 茗荷谷新田                 | 茗荷谷新田                 | 山通村                     | 山通村                           | 明治34年11月1日 大江山村   | 大江山村                     | 大江山村                     | 大江山村                     | 大江山村                    | 大江山村                     | 昭和32年5月3日 新潟市に編入  | 新潟市                       | 新潟市                      | 新潟市                      | 新潟市                     | 新潟市                        | 新潟市 | 江南区        |
| 中蒲原郡                 | 西山新田             | 西山新田             | 明治10年 西山新田            | 西山新田                   | 西山新田                   | 西山新田                   | 山通村                     | 山通村                           | 明治34年11月1日 大江山村   | 大江山村                     | 大江山村                     | 大江山村                     | 大江山村                    | 大江山村                     | 昭和32年5月3日 新潟市に編入  | 新潟市                       | 新潟市                      | 新潟市                      | 新潟市                     | 新潟市                        | 新潟市 | 江南区        |
| 中蒲原郡                 | 金鉢山新田           |                      | 明治10年 西山新田            | 西山新田                   | 西山新田                   | 西山新田                   | 山通村                     | 山通村                           | 明治34年11月1日 大江山村   | 大江山村                     | 大江山村                     | 大江山村                     | 大江山村                    | 大江山村                     | 昭和32年5月3日 新潟市に編入  | 新潟市                       | 新潟市                      | 新潟市                      | 新潟市                     | 新潟市                        | 新潟市 | 江南区        |
| 中蒲原郡                 | 松山村               | 松山村               | 松山村                       | 松山村                     | 松山村                     | 松山村                     | 山岡村                     | 山岡村                           | 明治34年11月1日 大江山村   | 大江山村                     | 大江山村                     | 大江山村                     | 大江山村                    | 大江山村                     | 昭和32年5月3日 新潟市に編入  | 新潟市                       | 新潟市                      | 新潟市                      | 新潟市                     | 新潟市                        | 新潟市 | 江南区        |
| 中蒲原郡                 | 直り山村             | 直り山村             | 直り山村                     | 直り山村                   | 直り山村                   | 直り山村                   | 山岡村                     | 山岡村                           | 明治34年11月1日 大江山村   | 大江山村                     | 大江山村                     | 大江山村                     | 大江山村                    | 大江山村                     | 昭和32年5月3日 新潟市に編入  | 新潟市                       | 新潟市                      | 新潟市                      | 新潟市                     | 新潟市                        | 新潟市 | 江南区        |
| 中蒲原郡                 | 笹山村               | 笹山村               | 笹山村                       | 笹山村                     | 笹山村                     | 笹山村                     | 山岡村                     | 山岡村                           | 明治34年11月1日 大江山村   | 大江山村                     | 大江山村                     | 大江山村                     | 大江山村                    | 大江山村                     | 昭和32年5月3日 新潟市に編入  | 新潟市                       | 新潟市                      | 新潟市                      | 新潟市                     | 新潟市                        | 新潟市 | 江南区        |
| 中蒲原郡                 | 蔵岡村               | 蔵岡村               | 蔵岡村                       | 蔵岡村                     | 蔵岡村                     | 蔵岡村                     | 山岡村                     | 山岡村                           | 明治34年11月1日 大江山村   | 大江山村                     | 大江山村                     | 大江山村                     | 大江山村                    | 大江山村                     | 昭和32年5月3日 新潟市に編入  | 新潟市                       | 新潟市                      | 新潟市                      | 新潟市                     | 新潟市                        | 新潟市 | 江南区        |
| 中蒲原郡                 | 細山村               | 細山村               | 細山村                       | 細山村                     | 細山村                     | 細山村                     | 山岡村                     | 山岡村                           | 明治34年11月1日 大江山村   | 大江山村                     | 大江山村                     | 大江山村                     | 大江山村                    | 大江山村                     | 昭和32年5月3日 新潟市に編入  | 新潟市                       | 新潟市                      | 新潟市                      | 新潟市                     | 新潟市                        | 新潟市 | 江南区        |
| 中蒲原郡                 | 大淵村               | 大淵村               | 大淵村                       | 大淵村                     | 大淵村                     | 大淵村                     | 大淵村                     | 大淵村                           | 明治34年11月1日 大江山村   | 大江山村                     | 大江山村                     | 大江山村                     | 大江山村                    | 大江山村                     | 昭和32年5月3日 新潟市に編入  | 新潟市                       | 新潟市                      | 新潟市                      | 新潟市                     | 新潟市                        | 新潟市 | 江南区        |
| 中蒲原郡                 | 西野新田             | 西野新田             | 西野新田                     | 西野新田                   | 西野新田                   | 西野新田                   | 大淵村                     | 大淵村                           | 明治34年11月1日 大江山村   | 大江山村                     | 大江山村                     | 大江山村                     | 大江山村                    | 大江山村                     | 昭和32年5月3日 新潟市に編入  | 新潟市                       | 新潟市                      | 新潟市                      | 新潟市                     | 新潟市                        | 新潟市 | 江南区        |
| 中蒲原郡                 | 江口村               | 江口村               | 江口村                       | 江口村                     | 江口村                     | 江口村                     | 江口村                     | 江口村                           | 明治34年11月1日 大江山村   | 大江山村                     | 大江山村                     | 大江山村                     | 大江山村                    | 大江山村                     | 昭和32年5月3日 新潟市に編入  | 新潟市                       | 新潟市                      | 新潟市                      | 新潟市                     | 新潟市                        | 新潟市 | 江南区        |
| 中蒲原郡                 | 割野村               | 割野村               | 割野村                       | 割野村                     | 割野村                     | 割野村                     | 割野村                     | 割野村                           | 明治34年11月1日 両川村     | 両川村                       | 両川村                       | 両川村                       | 両川村                      | 両川村                       | 昭和32年5月3日 新潟市に編入  | 新潟市                       | 新潟市                      | 新潟市                      | 新潟市                     | 新潟市                        | 新潟市 | 江南区        |
| 中蒲原郡                 | 酒屋村               | 酒屋村               | 酒屋村                       | 酒屋村                     | 酒屋村                     | 酒屋村                     | 酒屋村                     | 酒屋村                           | 明治34年11月1日 両川村     | 両川村                       | 両川村                       | 両川村                       | 両川村                      | 両川村                       | 昭和32年5月3日 新潟市に編入  | 新潟市                       | 新潟市                      | 新潟市                      | 新潟市                     | 新潟市                        | 新潟市 | 江南区        |
| 中蒲原郡                 | 舞潟村               | 舞潟村               | 舞潟村                       | 舞潟村                     | 舞潟村                     | 舞潟村                     | 和舞村                     | 和舞村                           | 明治34年11月1日 両川村     | 両川村                       | 両川村                       | 両川村                       | 両川村                      | 両川村                       | 昭和32年5月3日 新潟市に編入  | 新潟市                       | 新潟市                      | 新潟市                      | 新潟市                     | 新潟市                        | 新潟市 | 江南区        |
| 中蒲原郡                 | 平賀村               | 平賀村               | 平賀村                       | 平賀村                     | 平賀村                     | 平賀村                     | 和舞村                     | 和舞村                           | 明治34年11月1日 両川村     | 両川村                       | 両川村                       | 両川村                       | 両川村                      | 両川村                       | 昭和32年5月3日 新潟市に編入  | 新潟市                       | 新潟市                      | 新潟市                      | 新潟市                     | 新潟市                        | 新潟市 | 江南区        |
| 中蒲原郡                 | 花ノ牧村             | 花ノ牧村             | 花ノ牧村                     | 花ノ牧村                   | 花ノ牧村                   | 花ノ牧村                   | 和舞村                     | 和舞村                           | 明治34年11月1日 両川村     | 両川村                       | 両川村                       | 両川村                       | 両川村                      | 両川村                       | 昭和32年5月3日 新潟市に編入  | 新潟市                       | 新潟市                      | 新潟市                      | 新潟市                     | 新潟市                        | 新潟市 | 江南区        |
| 中蒲原郡                 | 上和田村             | 上和田村             | 上和田村                     | 上和田村                   | 上和田村                   | 上和田村                   | 和舞村                     | 和舞村                           | 明治34年11月1日 両川村     | 両川村                       | 両川村                       | 両川村                       | 両川村                      | 両川村                       | 昭和32年5月3日 新潟市に編入  | 新潟市                       | 新潟市                      | 新潟市                      | 新潟市                     | 新潟市                        | 新潟市 | 江南区        |
| 中蒲原郡                 | 下和田村             | 下和田村             | 明治8年 和田村               | 和田村                     | 和田村                     | 和田村                     | 和舞村                     | 和舞村                           | 明治34年11月1日 両川村     | 両川村                       | 両川村                       | 両川村                       | 両川村                      | 両川村                       | 昭和32年5月3日 新潟市に編入  | 新潟市                       | 新潟市                      | 新潟市                      | 新潟市                     | 新潟市                        | 新潟市 | 江南区        |
| 中蒲原郡                 | 庚村                 |                      | 明治8年 和田村               | 和田村                     | 和田村                     | 和田村                     | 和舞村                     | 和舞村                           | 明治34年11月1日 両川村     | 両川村                       | 両川村                       | 両川村                       | 両川村                      | 両川村                       | 昭和32年5月3日 新潟市に編入  | 新潟市                       | 新潟市                      | 新潟市                      | 新潟市                     | 新潟市                        | 新潟市 | 江南区        |
| 中蒲原郡                 | 嘉瀬村               | 嘉瀬村               | 明治10年 嘉瀬村              | 嘉瀬村                     | 嘉瀬村                     | 嘉瀬村                     | 嘉瀬村                     | 嘉瀬村                           | 明治34年11月1日 両川村     | 両川村                       | 両川村                       | 両川村                       | 両川村                      | 両川村                       | 昭和32年5月3日 新潟市に編入  | 新潟市                       | 新潟市                      | 新潟市                      | 新潟市                     | 新潟市                        | 新潟市 | 江南区        |
| 中蒲原郡                 | 中谷内村             |                      | 明治10年 嘉瀬村              | 嘉瀬村                     | 嘉瀬村                     | 嘉瀬村                     | 嘉瀬村                     | 嘉瀬村                           | 明治34年11月1日 両川村     | 両川村                       | 両川村                       | 両川村                       | 両川村                      | 両川村                       | 昭和32年5月3日 新潟市に編入  | 新潟市                       | 新潟市                      | 新潟市                      | 新潟市                     | 新潟市                        | 新潟市 | 江南区        |
| 中蒲原郡                 | 横越村               | 一部                 | 横越村                       | 横越村                     | 横越村                     | 横越村                     | 横越村                     | 横越村                           | 明治34年11月1日 横越村     | 横越村                       | 横越村                       | 横越村                       | 横越村                      | 横越村                       | 横越村                       | 横越村                       | 横越村                      | 横越村                      | 平成8年11月1日 町制 横越町 | 平成17年3月21日 新潟市に編入  | 新潟市 | 江南区        |
| 中蒲原郡                 | 横越村               | 一部                 | 横越村                       | 横越村                     | 横越村                     | 横越村                     | 横越村                     | 横越村                           | 明治34年11月1日 横越村     | 横越村                       | 横越村                       | 横越村                       | 横越村                      | 横越村                       | 横越村                       | 横越村                       | 横越村                      | 横越村                      | 平成8年11月1日 町制 横越町 | 平成17年3月21日 新潟市に編入  | 新潟市 | 北区          |
| 中蒲原郡                 | 小杉村               | 一部                 | 小杉村                       | 小杉村                     | 小杉村                     | 小杉村                     | 小杉村                     | 小杉村                           | 明治34年11月1日 横越村     | 横越村                       | 横越村                       | 横越村                       | 横越村                      | 横越村                       | 横越村                       | 横越村                       | 横越村                      | 横越村                      | 平成8年11月1日 町制 横越町 | 平成17年3月21日 新潟市に編入  | 新潟市 | 北区          |
| 中蒲原郡                 | 小杉村               | 一部                 | 小杉村                       | 小杉村                     | 小杉村                     | 小杉村                     | 小杉村                     | 小杉村                           | 明治34年11月1日 横越村     | 横越村                       | 横越村                       | 横越村                       | 横越村                      | 横越村                       | 横越村                       | 横越村                       | 横越村                      | 横越村                      | 平成8年11月1日 町制 横越町 | 平成17年3月21日 新潟市に編入  | 新潟市 | 江南区        |
| 中蒲原郡                 | 沢海村               | 沢海村               | 沢海村                       | 沢海村                     | 沢海村                     | 沢海村                     | 沢海村                     | 沢海村                           | 明治34年11月1日 横越村     | 横越村                       | 横越村                       | 横越村                       | 横越村                      | 横越村                       | 横越村                       | 横越村                       | 横越村                      | 横越村                      | 平成8年11月1日 町制 横越町 | 平成17年3月21日 新潟市に編入  | 新潟市 | 江南区        |
| 中蒲原郡                 | 下木津村             | 下木津村             | 明治10年 木津村              | 木津村                     | 木津村                     | 木津村                     | 木津村                     | 木津村                           | 明治34年11月1日 横越村     | 横越村                       | 横越村                       | 横越村                       | 横越村                      | 横越村                       | 横越村                       | 横越村                       | 横越村                      | 横越村                      | 平成8年11月1日 町制 横越町 | 平成17年3月21日 新潟市に編入  | 新潟市 | 江南区        |
| 中蒲原郡                 | 中木津村             |                      | 明治10年 木津村              | 木津村                     | 木津村                     | 木津村                     | 木津村                     | 木津村                           | 明治34年11月1日 横越村     | 横越村                       | 横越村                       | 横越村                       | 横越村                      | 横越村                       | 横越村                       | 横越村                       | 横越村                      | 横越村                      | 平成8年11月1日 町制 横越町 | 平成17年3月21日 新潟市に編入  | 新潟市 | 江南区        |
| 中蒲原郡                 | 上木津村             |                      | 明治10年 木津村              | 木津村                     | 木津村                     | 木津村                     | 木津村                     | 木津村                           | 明治34年11月1日 横越村     | 横越村                       | 横越村                       | 横越村                       | 横越村                      | 横越村                       | 横越村                       | 横越村                       | 横越村                      | 横越村                      | 平成8年11月1日 町制 横越町 | 平成17年3月21日 新潟市に編入  | 新潟市 | 江南区        |
| 中蒲原郡                 | 二本木村             | 二本木村             | 明治10年 二本木村            | 二本木村                   | 二本木村                   | 二本木村                   | 二本木村                   | 二本木村                         | 明治34年11月1日 横越村     | 横越村                       | 横越村                       | 横越村                       | 横越村                      | 横越村                       | 横越村                       | 横越村                       | 横越村                      | 横越村                      | 平成8年11月1日 町制 横越町 | 平成17年3月21日 新潟市に編入  | 新潟市 | 江南区        |
| 中蒲原郡                 | 虫見堂新田           |                      | 明治10年 二本木村            | 二本木村                   | 二本木村                   | 二本木村                   | 二本木村                   | 二本木村                         | 明治34年11月1日 横越村     | 横越村                       | 横越村                       | 横越村                       | 横越村                      | 横越村                       | 横越村                       | 横越村                       | 横越村                      | 横越村                      | 平成8年11月1日 町制 横越町 | 平成17年3月21日 新潟市に編入  | 新潟市 | 江南区        |
| 中蒲原郡                 | 浦新田               |                      | 明治10年 二本木村            | 二本木村                   | 二本木村                   | 二本木村                   | 二本木村                   | 二本木村                         | 明治34年11月1日 横越村     | 横越村                       | 横越村                       | 横越村                       | 横越村                      | 横越村                       | 横越村                       | 横越村                       | 横越村                      | 横越村                      | 平成8年11月1日 町制 横越町 | 平成17年3月21日 新潟市に編入  | 新潟市 | 江南区        |
| 中蒲原郡                 | 亀田町               | 亀田町               | 明治10年 亀田町              | 亀田町                     | 亀田町                     | 亀田町                     | 亀田町                     | 亀田町                           | 明治34年11月1日 亀田町     | 大正14年7月1日 亀田町        | 亀田町                       | 亀田町                       | 亀田町                      | 亀田町                       | 亀田町                       | 亀田町                       | 亀田町                      | 亀田町                      | 亀田町                     | 平成17年3月21日 新潟市に編入  | 新潟市 | 江南区        |
| 中蒲原郡                 | 高山新田             |                      | 明治10年 亀田町              | 亀田町                     | 亀田町                     | 亀田町                     | 亀田町                     | 亀田町                           | 明治34年11月1日 亀田町     | 大正14年7月1日 亀田町        | 亀田町                       | 亀田町                       | 亀田町                      | 亀田町                       | 亀田町                       | 亀田町                       | 亀田町                      | 亀田町                      | 亀田町                     | 平成17年3月21日 新潟市に編入  | 新潟市 | 江南区        |
| 中蒲原郡                 | 船戸山新田           | 船戸山新田           | 船戸山新田                   | 船戸山新田                 | 船戸山新田                 | 船戸山新田                 | 亀田町                     | 亀田町                           | 明治34年11月1日 亀田町     | 大正14年7月1日 亀田町        | 亀田町                       | 亀田町                       | 亀田町                      | 亀田町                       | 亀田町                       | 亀田町                       | 亀田町                      | 亀田町                      | 亀田町                     | 平成17年3月21日 新潟市に編入  | 新潟市 | 江南区        |
| 中蒲原郡                 | 荻曽根新田           | 荻曽根新田           | 荻曽根新田                   | 荻曽根新田                 | 荻曽根新田                 | 荻曽根新田                 | 亀田町                     | 亀田町                           | 明治34年11月1日 亀田町     | 大正14年7月1日 亀田町        | 亀田町                       | 亀田町                       | 亀田町                      | 亀田町                       | 亀田町                       | 亀田町                       | 亀田町                      | 亀田町                      | 亀田町                     | 平成17年3月21日 新潟市に編入  | 新潟市 | 江南区        |
| 中蒲原郡                 | 貝塚新田             | 貝塚新田             | 貝塚新田                     | 貝塚新田                   | 貝塚新田                   | 貝塚新田                   | 亀田町                     | 亀田町                           | 明治34年11月1日 亀田町     | 大正14年7月1日 亀田町        | 亀田町                       | 亀田町                       | 亀田町                      | 亀田町                       | 亀田町                       | 亀田町                       | 亀田町                      | 亀田町                      | 亀田町                     | 平成17年3月21日 新潟市に編入  | 新潟市 | 江南区        |
| 中蒲原郡                 | 砂崩新田             | 砂崩新田             | 砂崩新田                     | 砂崩新田                   | 砂崩新田                   | 砂崩新田                   | 袋津村                     | 袋津村                           | 明治34年11月1日 亀田町     | 大正14年7月1日 亀田町        | 亀田町                       | 亀田町                       | 亀田町                      | 亀田町                       | 亀田町                       | 亀田町                       | 亀田町                      | 亀田町                      | 亀田町                     | 平成17年3月21日 新潟市に編入  | 新潟市 | 江南区        |
| 中蒲原郡                 | 横越村               | 一部                 | 横越村                       | 横越村                     | 明治16年 起立 袋津村       | 明治16年 起立 袋津村       | 袋津村                     | 袋津村                           | 明治34年11月1日 亀田町     | 大正14年7月1日 亀田町        | 亀田町                       | 亀田町                       | 亀田町                      | 亀田町                       | 亀田町                       | 亀田町                       | 亀田町                      | 亀田町                      | 亀田町                     | 平成17年3月21日 新潟市に編入  | 新潟市 | 江南区        |
| 中蒲原郡                 | 横越村               | 一部                 | 横越村                       | 横越村                     | 明治16年 起立 城所村       | 明治16年 起立 城所村       | 茅ノ城村                   | 明治23年3月14日 改称 茅城島村    | 明治34年11月1日 亀田町     | 大正14年7月1日 亀田町        | 亀田町                       | 亀田町                       | 亀田町                      | 亀田町                       | 亀田町                       | 亀田町                       | 亀田町                      | 亀田町                      | 亀田町                     | 平成17年3月21日 新潟市に編入  | 新潟市 | 江南区        |
| 中蒲原郡                 | 茅野山村             | 茅野山村             | 茅野山村                     | 茅野山村                   | 茅野山村                   | 茅野山村                   | 茅ノ城村                   | 明治23年3月14日 改称 茅城島村    | 明治34年11月1日 早通村     | 大正14年7月1日 亀田町        | 亀田町                       | 亀田町                       | 亀田町                      | 亀田町                       | 亀田町                       | 亀田町                       | 亀田町                      | 亀田町                      | 亀田町                     | 平成17年3月21日 新潟市に編入  | 新潟市 | 江南区        |
| 中蒲原郡                 | 上早通村             | 上早通村             | 明治10年 早通村              | 早通村                     | 早通村                     | 早通村                     | 早通村                     | 早通村                           | 明治34年11月1日 早通村     | 大正14年7月1日 亀田町        | 亀田町                       | 亀田町                       | 亀田町                      | 亀田町                       | 亀田町                       | 亀田町                       | 亀田町                      | 亀田町                      | 亀田町                     | 平成17年3月21日 新潟市に編入  | 新潟市 | 江南区        |
| 中蒲原郡                 | 下早通村             |                      | 明治10年 早通村              | 早通村                     | 早通村                     | 早通村                     | 早通村                     | 早通村                           | 明治34年11月1日 早通村     | 大正14年7月1日 亀田町        | 亀田町                       | 亀田町                       | 亀田町                      | 亀田町                       | 亀田町                       | 亀田町                       | 亀田町                      | 亀田町                      | 亀田町                     | 平成17年3月21日 新潟市に編入  | 新潟市 | 江南区        |
| 中蒲原郡                 | 泥潟村               | 泥潟村               | 泥潟村                       | 泥潟村                     | 泥潟村                     | 泥潟村                     | 早通村                     | 早通村                           | 明治34年11月1日 早通村     | 大正14年7月1日 亀田町        | 亀田町                       | 亀田町                       | 亀田町                      | 亀田町                       | 亀田町                       | 亀田町                       | 亀田町                      | 亀田町                      | 亀田町                     | 平成17年3月21日 新潟市に編入  | 新潟市 | 江南区        |
| 中蒲原郡                 | 鵜ノ子村             | 鵜ノ子村             | 鵜ノ子村                     | 鵜ノ子村                   | 鵜ノ子村                   | 鵜ノ子村                   | 早通村                     | 早通村                           | 明治34年11月1日 早通村     | 大正14年7月1日 亀田町        | 亀田町                       | 亀田町                       | 亀田町                      | 亀田町                       | 亀田町                       | 亀田町                       | 亀田町                      | 亀田町                      | 亀田町                     | 平成17年3月21日 新潟市に編入  | 新潟市 | 江南区        |
| 中蒲原郡                 | 長潟村               | 長潟村               | 長潟村                       | 長潟村                     | 長潟村                     | 長潟村                     | 早通村                     | 早通村                           | 明治34年11月1日 早通村     | 大正14年7月1日 亀田町        | 亀田町                       | 亀田町                       | 亀田町                      | 亀田町                       | 亀田町                       | 亀田町                       | 亀田町                      | 亀田町                      | 亀田町                     | 平成17年3月21日 新潟市に編入  | 新潟市 | 江南区        |
| 中蒲原郡                 | 丸潟村               | 丸潟村               | 丸潟村                       | 丸潟村                     | 丸潟村                     | 丸潟村                     | 早通村                     | 早通村                           | 明治34年11月1日 早通村     | 大正14年7月1日 亀田町        | 亀田町                       | 亀田町                       | 亀田町                      | 亀田町                       | 亀田町                       | 亀田町                       | 亀田町                      | 亀田町                      | 亀田町                     | 平成17年3月21日 新潟市に編入  | 新潟市 | 江南区        |
| 中蒲原郡                 | 小須戸町             | 小須戸町             | 小須戸町                     | 小須戸町                   | 小須戸町                   | 小須戸町                   | 小須戸町                   | 小須戸町                         | 明治34年11月1日 小須戸町   | 小須戸町                     | 小須戸町                     | 小須戸町                     | 小須戸町                    | 小須戸町                     | 小須戸町                     | 小須戸町                     | 小須戸町                    | 小須戸町                    | 小須戸町                   | 平成17年3月21日 新潟市に編入  | 新潟市 | 秋葉区        |
| 中蒲原郡                 | 水田村               | 水田村               | 水田村                       | 水田村                     | 水田村                     | 水田村                     | 横水村                     | 横水村                           | 明治34年11月1日 小須戸町   | 小須戸町                     | 小須戸町                     | 小須戸町                     | 小須戸町                    | 小須戸町                     | 小須戸町                     | 小須戸町                     | 小須戸町                    | 小須戸町                    | 小須戸町                   | 平成17年3月21日 新潟市に編入  | 新潟市 | 秋葉区        |
| 中蒲原郡                 | 小向村               | 小向村               | 小向村                       | 小向村                     | 小向村                     | 小向村                     | 横水村                     | 横水村                           | 明治34年11月1日 小須戸町   | 小須戸町                     | 小須戸町                     | 小須戸町                     | 小須戸町                    | 小須戸町                     | 小須戸町                     | 小須戸町                     | 小須戸町                    | 小須戸町                    | 小須戸町                   | 平成17年3月21日 新潟市に編入  | 新潟市 | 秋葉区        |
| 中蒲原郡                 | 横川浜村             | 横川浜村             | 横川浜村                     | 横川浜村                   | 横川浜村                   | 横川浜村                   | 横水村                     | 横水村                           | 明治34年11月1日 小須戸町   | 小須戸町                     | 小須戸町                     | 小須戸町                     | 小須戸町                    | 小須戸町                     | 小須戸町                     | 小須戸町                     | 小須戸町                    | 小須戸町                    | 小須戸町                   | 平成17年3月21日 新潟市に編入  | 新潟市 | 秋葉区        |
| 中蒲原郡                 | 新保村               | 新保村               | 新保村                       | 新保村                     | 新保村                     | 新保村                     | 新保村                     | 新保村                           | 明治34年11月1日 小須戸町   | 小須戸町                     | 小須戸町                     | 小須戸町                     | 小須戸町                    | 小須戸町                     | 小須戸町                     | 小須戸町                     | 小須戸町                    | 小須戸町                    | 小須戸町                   | 平成17年3月21日 新潟市に編入  | 新潟市 | 秋葉区        |
| 中蒲原郡                 | 竜玄新田             | 竜玄新田             | 竜玄新田                     | 竜玄新田                   | 竜玄新田                   | 竜玄新田                   | 新保村                     | 新保村                           | 明治34年11月1日 小須戸町   | 小須戸町                     | 小須戸町                     | 小須戸町                     | 小須戸町                    | 小須戸町                     | 小須戸町                     | 小須戸町                     | 小須戸町                    | 小須戸町                    | 小須戸町                   | 平成17年3月21日 新潟市に編入  | 新潟市 | 秋葉区        |
| 中蒲原郡                 | 鎌倉新田             | 鎌倉新田             | 鎌倉新田                     | 鎌倉新田                   | 鎌倉新田                   | 鎌倉新田                   | 矢代田村                   | 矢代田村                         | 明治34年11月1日 小須戸町   | 小須戸町                     | 小須戸町                     | 小須戸町                     | 小須戸町                    | 小須戸町                     | 小須戸町                     | 小須戸町                     | 小須戸町                    | 小須戸町                    | 小須戸町                   | 平成17年3月21日 新潟市に編入  | 新潟市 | 秋葉区        |
| 中蒲原郡                 | 矢代田村             | 矢代田村             | 矢代田村                     | 矢代田村                   | 矢代田村                   | 矢代田村                   | 矢代田村                   | 矢代田村                         | 明治34年11月1日 小須戸町   | 小須戸町                     | 小須戸町                     | 小須戸町                     | 小須戸町                    | 小須戸町                     | 小須戸町                     | 小須戸町                     | 小須戸町                    | 小須戸町                    | 小須戸町                   | 平成17年3月21日 新潟市に編入  | 新潟市 | 秋葉区        |
| 中蒲原郡                 | 天ヶ沢新田           | 一部を除く           | 天ヶ沢新田                   | 天ヶ沢新田                 | 天ヶ沢新田                 | 天ヶ沢新田                 | 矢代田村                   | 矢代田村                         | 明治34年11月1日 小須戸町   | 小須戸町                     | 小須戸町                     | 小須戸町                     | 小須戸町                    | 小須戸町                     | 小須戸町                     | 小須戸町                     | 小須戸町                    | 小須戸町                    | 小須戸町                   | 平成17年3月21日 新潟市に編入  | 新潟市 | 秋葉区        |
| 中蒲原郡                 | 天ヶ沢新田           | 一部                 | 天ヶ沢新田                   | 天ヶ沢新田                 | 天ヶ沢新田                 | 天ヶ沢新田                 | 津島村                     | 津島村                           | 明治34年11月1日 金津村     | 金津村                       | 金津村                       | 金津村                       | 昭和30年4月1日 新津市に編入 | 新津市                       | 新津市                       | 新津市                       | 新津市                      | 新津市                      | 新津市                     | 平成17年3月21日 新潟市に編入  | 新潟市 | 秋葉区        |
| 中蒲原郡                 | 金津村               | 金津村               | 金津村                       | 金津村                     | 金津村                     | 金津村                     | 津島村                     | 津島村                           | 明治34年11月1日 金津村     | 金津村                       | 金津村                       | 金津村                       | 昭和30年4月1日 新津市に編入 | 新津市                       | 新津市                       | 新津市                       | 新津市                      | 新津市                      | 新津市                     | 平成17年3月21日 新潟市に編入  | 新潟市 | 秋葉区        |
| 中蒲原郡                 | 西島村               | 西島村               | 西島村                       | 西島村                     | 西島村                     | 西島村                     | 津島村                     | 津島村                           | 明治34年11月1日 金津村     | 金津村                       | 金津村                       | 金津村                       | 昭和30年4月1日 新津市に編入 | 新津市                       | 新津市                       | 新津市                       | 新津市                      | 新津市                      | 新津市                     | 平成17年3月21日 新潟市に編入  | 新潟市 | 秋葉区        |
| 中蒲原郡                 | 東島村               | 東島村               | 東島村                       | 東島村                     | 東島村                     | 東島村                     | 津島村                     | 津島村                           | 明治34年11月1日 金津村     | 金津村                       | 金津村                       | 金津村                       | 昭和30年4月1日 新津市に編入 | 新津市                       | 新津市                       | 新津市                       | 新津市                      | 新津市                      | 新津市                     | 平成17年3月21日 新潟市に編入  | 新潟市 | 秋葉区        |
| 中蒲原郡                 | 古津村               | 古津村               | 古津村                       | 古津村                     | 古津村                     | 古津村                     | 津島村                     | 津島村                           | 明治34年11月1日 金津村     | 金津村                       | 金津村                       | 金津村                       | 昭和30年4月1日 新津市に編入 | 新津市                       | 新津市                       | 新津市                       | 新津市                      | 新津市                      | 新津市                     | 平成17年3月21日 新潟市に編入  | 新潟市 | 秋葉区        |
| 中蒲原郡                 | 朝日村               | 朝日村               | 朝日村                       | 朝日村                     | 朝日村                     | 朝日村                     | 津島村                     | 津島村                           | 明治34年11月1日 金津村     | 金津村                       | 金津村                       | 金津村                       | 昭和30年4月1日 新津市に編入 | 新津市                       | 新津市                       | 新津市                       | 新津市                      | 新津市                      | 新津市                     | 平成17年3月21日 新潟市に編入  | 新潟市 | 秋葉区        |
| 中蒲原郡                 | 割町村               | 割町村               | 割町村                       | 割町村                     | 割町村                     | 割町村                     | 津島村                     | 津島村                           | 明治34年11月1日 金津村     | 金津村                       | 金津村                       | 金津村                       | 昭和30年4月1日 新津市に編入 | 新津市                       | 新津市                       | 新津市                       | 新津市                      | 新津市                      | 新津市                     | 平成17年3月21日 新潟市に編入  | 新潟市 | 秋葉区        |
| 中蒲原郡                 | 塩谷村               | 塩谷村               | 塩谷村                       | 塩谷村                     | 塩谷村                     | 塩谷村                     | 津島村                     | 津島村                           | 明治34年11月1日 金津村     | 金津村                       | 金津村                       | 金津村                       | 昭和30年4月1日 新津市に編入 | 新津市                       | 新津市                       | 新津市                       | 新津市                      | 新津市                      | 新津市                     | 平成17年3月21日 新潟市に編入  | 新潟市 | 秋葉区        |
| 中蒲原郡                 | 中村                 | 中村                 | 中村                         | 中村                       | 中村                       | 中村                       | 津島村                     | 明治26年9月8日 分立 中島村       | 明治34年11月1日 金津村     | 金津村                       | 金津村                       | 金津村                       | 昭和30年4月1日 新津市に編入 | 新津市                       | 新津市                       | 新津市                       | 新津市                      | 新津市                      | 新津市                     | 平成17年3月21日 新潟市に編入  | 新潟市 | 秋葉区        |
| 中蒲原郡                 | 程島村               | 程島村               | 程島村                       | 程島村                     | 程島村                     | 程島村                     | 津島村                     | 明治26年9月8日 分立 中島村       | 明治34年11月1日 金津村     | 金津村                       | 金津村                       | 金津村                       | 昭和30年4月1日 新津市に編入 | 新津市                       | 新津市                       | 新津市                       | 新津市                      | 新津市                      | 新津市                     | 平成17年3月21日 新潟市に編入  | 新潟市 | 秋葉区        |
| 中蒲原郡                 | 大鹿新田             | 大鹿新田             | 大鹿新田                     | 大鹿新田                   | 大鹿新田                   | 大鹿新田                   | 小鹿村                     | 小鹿村                           | 明治34年11月1日 小合村     | 小合村                       | 小合村                       | 小合村                       | 昭和30年4月1日 新津市に編入 | 新津市                       | 新津市                       | 新津市                       | 新津市                      | 新津市                      | 新津市                     | 平成17年3月21日 新潟市に編入  | 新潟市 | 秋葉区        |
| 中蒲原郡                 | 小戸新田             | 一部                 | 小戸新田                     | 小戸新田                   | 小戸新田                   | 小戸新田                   | 小鹿村                     | 小鹿村                           | 明治34年11月1日 小合村     | 小合村                       | 小合村                       | 小合村                       | 昭和30年4月1日 新津市に編入 | 新津市                       | 新津市                       | 新津市                       | 新津市                      | 新津市                      | 新津市                     | 平成17年3月21日 新潟市に編入  | 新潟市 | 秋葉区        |
| 中蒲原郡                 | 小戸新田             | 一部                 | 小戸新田                     | 小戸新田                   | 小戸新田                   | 小戸新田                   | 小梅村                     | 小梅村                           | 明治34年11月1日 小合村     | 小合村                       | 小合村                       | 小合村                       | 昭和30年4月1日 新津市に編入 | 新津市                       | 新津市                       | 新津市                       | 新津市                      | 新津市                      | 新津市                     | 平成17年3月21日 新潟市に編入  | 新潟市 | 秋葉区        |
| 中蒲原郡                 | 梅木村               | 梅木村               | 梅木村                       | 梅木村                     | 梅木村                     | 梅木村                     | 小梅村                     | 小梅村                           | 明治34年11月1日 小合村     | 小合村                       | 小合村                       | 小合村                       | 昭和30年4月1日 新津市に編入 | 新津市                       | 新津市                       | 新津市                       | 新津市                      | 新津市                      | 新津市                     | 平成17年3月21日 新潟市に編入  | 新潟市 | 秋葉区        |
| 中蒲原郡                 | 出戸村               | 出戸村               | 出戸村                       | 出戸村                     | 出戸村                     | 出戸村                     | 小梅村                     | 小梅村                           | 明治34年11月1日 小合村     | 小合村                       | 小合村                       | 小合村                       | 昭和30年4月1日 新津市に編入 | 新津市                       | 新津市                       | 新津市                       | 新津市                      | 新津市                      | 新津市                     | 平成17年3月21日 新潟市に編入  | 新潟市 | 秋葉区        |
| 中蒲原郡                 | 四ツ興野             | 四ツ興野             | 四ツ興野                     | 四ツ興野                   | 四ツ興野                   | 四ツ興野                   | 小梅村                     | 小梅村                           | 明治34年11月1日 小合村     | 小合村                       | 小合村                       | 小合村                       | 昭和30年4月1日 新津市に編入 | 新津市                       | 新津市                       | 新津市                       | 新津市                      | 新津市                      | 新津市                     | 平成17年3月21日 新潟市に編入  | 新潟市 | 秋葉区        |
| 中蒲原郡                 | 蕨曽根新田           | 蕨曽根新田           | 蕨曽根新田                   | 蕨曽根新田                 | 蕨曽根新田                 | 蕨曽根新田                 | 小梅村                     | 小梅村                           | 明治34年11月1日 小合村     | 小合村                       | 小合村                       | 小合村                       | 昭和30年4月1日 新津市に編入 | 新津市                       | 新津市                       | 新津市                       | 新津市                      | 新津市                      | 新津市                     | 平成17年3月21日 新潟市に編入  | 新潟市 | 秋葉区        |
| 中蒲原郡                 | 新津村               | 新津村               | 新津村                       | 新津村                     | 新津村                     | 新津村                     | 新津町                     | 新津町                           | 明治34年11月1日 新津町     | 新津町                       | 新津町                       | 昭和26年1月1日 市制 新津市   | 昭和26年1月1日 市制 新津市  | 新津市                       | 新津市                       | 新津市                       | 新津市                      | 新津市                      | 新津市                     | 平成17年3月21日 新潟市に編入  | 新潟市 | 秋葉区        |
| 中蒲原郡                 | 田家村               | 田家村               | 田家村                       | 田家村                     | 田家村                     | 田家村                     | 新津町                     | 新津町                           | 明治34年11月1日 新津町     | 新津町                       | 新津町                       | 昭和26年1月1日 市制 新津市   | 昭和26年1月1日 市制 新津市  | 新津市                       | 新津市                       | 新津市                       | 新津市                      | 新津市                      | 新津市                     | 平成17年3月21日 新潟市に編入  | 新潟市 | 秋葉区        |
| 中蒲原郡                 | 柄目木新田           | 柄目木新田           | 柄目木新田                   | 柄目木新田                 | 柄目木新田                 | 柄目木新田                 | 新津町                     | 新津町                           | 明治34年11月1日 新津町     | 新津町                       | 新津町                       | 昭和26年1月1日 市制 新津市   | 昭和26年1月1日 市制 新津市  | 新津市                       | 新津市                       | 新津市                       | 新津市                      | 新津市                      | 新津市                     | 平成17年3月21日 新潟市に編入  | 新潟市 | 秋葉区        |
| 中蒲原郡                 | 飯柳新田             | 飯柳新田             | 飯柳新田                     | 飯柳新田                   | 飯柳新田                   | 飯柳新田                   | 新津町                     | 新津町                           | 明治34年11月1日 新津町     | 新津町                       | 新津町                       | 昭和26年1月1日 市制 新津市   | 昭和26年1月1日 市制 新津市  | 新津市                       | 新津市                       | 新津市                       | 新津市                      | 新津市                      | 新津市                     | 平成17年3月21日 新潟市に編入  | 新潟市 | 秋葉区        |
| 中蒲原郡                 | 古田新田             | 古田新田             | 明治8年 古田新田             | 古田新田                   | 古田新田                   | 古田新田                   | 新津町                     | 新津町                           | 明治34年11月1日 新津町     | 新津町                       | 新津町                       | 昭和26年1月1日 市制 新津市   | 昭和26年1月1日 市制 新津市  | 新津市                       | 新津市                       | 新津市                       | 新津市                      | 新津市                      | 新津市                     | 平成17年3月21日 新潟市に編入  | 新潟市 | 秋葉区        |
| 中蒲原郡                 | 市右衛門新田         |                      | 明治8年 古田新田             | 古田新田                   | 古田新田                   | 古田新田                   | 新津町                     | 新津町                           | 明治34年11月1日 新津町     | 新津町                       | 新津町                       | 昭和26年1月1日 市制 新津市   | 昭和26年1月1日 市制 新津市  | 新津市                       | 新津市                       | 新津市                       | 新津市                      | 新津市                      | 新津市                     | 平成17年3月21日 新潟市に編入  | 新潟市 | 秋葉区        |
| 中蒲原郡                 | 金沢新田             | 金沢新田             | 明治8年 金沢新田             | 金沢新田                   | 金沢新田                   | 金沢新田                   | 新津町                     | 新津町                           | 明治34年11月1日 新津町     | 新津町                       | 新津町                       | 昭和26年1月1日 市制 新津市   | 昭和26年1月1日 市制 新津市  | 新津市                       | 新津市                       | 新津市                       | 新津市                      | 新津市                      | 新津市                     | 平成17年3月21日 新潟市に編入  | 新潟市 | 秋葉区        |
| 中蒲原郡                 | 向新保新田           |                      | 明治8年 金沢新田             | 金沢新田                   | 金沢新田                   | 金沢新田                   | 新津町                     | 新津町                           | 明治34年11月1日 新津町     | 新津町                       | 新津町                       | 昭和26年1月1日 市制 新津市   | 昭和26年1月1日 市制 新津市  | 新津市                       | 新津市                       | 新津市                       | 新津市                      | 新津市                      | 新津市                     | 平成17年3月21日 新潟市に編入  | 新潟市 | 秋葉区        |
| 中蒲原郡                 | 北上興野             | 北上興野             | 北上興野                     | 北上興野                   | 北上興野                   | 北上興野                   | 三興野村                   | 三興野村                         | 明治34年11月1日 新津町     | 新津町                       | 新津町                       | 昭和26年1月1日 市制 新津市   | 昭和26年1月1日 市制 新津市  | 新津市                       | 新津市                       | 新津市                       | 新津市                      | 新津市                      | 新津市                     | 平成17年3月21日 新潟市に編入  | 新潟市 | 秋葉区        |
| 中蒲原郡                 | 下興野               | 下興野               | 下興野                       | 下興野                     | 下興野                     | 下興野                     | 三興野村                   | 三興野村                         | 明治34年11月1日 新津町     | 新津町                       | 新津町                       | 昭和26年1月1日 市制 新津市   | 昭和26年1月1日 市制 新津市  | 新津市                       | 新津市                       | 新津市                       | 新津市                      | 新津市                      | 新津市                     | 平成17年3月21日 新潟市に編入  | 新潟市 | 秋葉区        |
| 中蒲原郡                 | 善道興野             | 善道興野             | 善道興野                     | 善道興野                   | 善道興野                   | 善道興野                   | 三興野村                   | 三興野村                         | 明治34年11月1日 新津町     | 新津町                       | 新津町                       | 昭和26年1月1日 市制 新津市   | 昭和26年1月1日 市制 新津市  | 新津市                       | 新津市                       | 新津市                       | 新津市                      | 新津市                      | 新津市                     | 平成17年3月21日 新潟市に編入  | 新潟市 | 秋葉区        |
| 中蒲原郡                 | 大蔵新田             | 大蔵新田             | 大蔵新田                     | 大蔵新田                   | 大蔵新田                   | 大蔵新田                   | 満日村                     | 満日村                           | 満日村                     | 大正14年11月1日 新津町に編入 | 新津町                       | 昭和26年1月1日 市制 新津市   | 昭和26年1月1日 市制 新津市  | 新津市                       | 新津市                       | 新津市                       | 新津市                      | 新津市                      | 新津市                     | 平成17年3月21日 新潟市に編入  | 新潟市 | 秋葉区        |
| 中蒲原郡                 | 七日町村             | 七日町村             | 七日町村                     | 七日町村                   | 七日町村                   | 七日町村                   | 満日村                     | 満日村                           | 満日村                     | 大正14年11月1日 新津町に編入 | 新津町                       | 昭和26年1月1日 市制 新津市   | 昭和26年1月1日 市制 新津市  | 新津市                       | 新津市                       | 新津市                       | 新津市                      | 新津市                      | 新津市                     | 平成17年3月21日 新潟市に編入  | 新潟市 | 秋葉区        |
| 中蒲原郡                 | 満願寺村             | 満願寺村             | 明治9年 互賀村               | 互賀村                     | 明治17年 満願寺村          | 明治17年 満願寺村          | 満日村                     | 満日村                           | 満日村                     | 大正14年11月1日 新津町に編入 | 新津町                       | 昭和26年1月1日 市制 新津市   | 昭和26年1月1日 市制 新津市  | 新津市                       | 新津市                       | 新津市                       | 新津市                      | 新津市                      | 新津市                     | 平成17年3月21日 新潟市に編入  | 新潟市 | 秋葉区        |
| 中蒲原郡                 | 大安寺村             | 大安寺村             | 明治9年 互賀村               | 互賀村                     | 明治17年 大安寺村          | 明治17年 大安寺村          | 阿賀浦村                   | 阿賀浦村                         | 阿賀浦村                   | 大正14年11月1日 新津町に編入 | 新津町                       | 昭和26年1月1日 市制 新津市   | 昭和26年1月1日 市制 新津市  | 新津市                       | 新津市                       | 新津市                       | 新津市                      | 新津市                      | 新津市                     | 平成17年3月21日 新潟市に編入  | 新潟市 | 秋葉区        |
| 中蒲原郡                 | 中新田村             | 中新田村             | 明治9年 互賀村               | 互賀村                     | 明治17年 中新田村          | 明治17年 中新田村          | 阿賀浦村                   | 阿賀浦村                         | 阿賀浦村                   | 大正14年11月1日 新津町に編入 | 新津町                       | 昭和26年1月1日 市制 新津市   | 昭和26年1月1日 市制 新津市  | 新津市                       | 新津市                       | 新津市                       | 新津市                      | 新津市                      | 新津市                     | 平成17年3月21日 新潟市に編入  | 新潟市 | 秋葉区        |
| 中蒲原郡                 | 上金沢村             | 上金沢村             | 明治9年 互賀村               | 互賀村                     | 明治17年 金沢村            | 明治17年 金沢村            | 阿賀浦村                   | 阿賀浦村                         | 阿賀浦村                   | 大正14年11月1日 新津町に編入 | 新津町                       | 昭和26年1月1日 市制 新津市   | 昭和26年1月1日 市制 新津市  | 新津市                       | 新津市                       | 新津市                       | 新津市                      | 新津市                      | 新津市                     | 平成17年3月21日 新潟市に編入  | 新潟市 | 秋葉区        |
| 中蒲原郡                 | 下金沢村             |                      | 明治9年 互賀村               | 互賀村                     | 明治17年 金沢村            | 明治17年 金沢村            | 阿賀浦村                   | 阿賀浦村                         | 阿賀浦村                   | 大正14年11月1日 新津町に編入 | 新津町                       | 昭和26年1月1日 市制 新津市   | 昭和26年1月1日 市制 新津市  | 新津市                       | 新津市                       | 新津市                       | 新津市                      | 新津市                      | 新津市                     | 平成17年3月21日 新潟市に編入  | 新潟市 | 秋葉区        |
| 中蒲原郡                 | 川口新田             | 川口新田             | 川口新田                     | 川口新田                   | 川口新田                   | 川口新田                   | 川結村                     | 川結村                           | 明治34年11月1日 荻川村     | 荻川村                       | 昭和14年11月1日 新津町に編入 | 昭和26年1月1日 市制 新津市   | 昭和26年1月1日 市制 新津市  | 新津市                       | 新津市                       | 新津市                       | 新津市                      | 新津市                      | 新津市                     | 平成17年3月21日 新潟市に編入  | 新潟市 | 秋葉区        |
| 中蒲原郡                 | 結新田               | 結新田               | 結新田                       | 結新田                     | 結新田                     | 結新田                     | 川結村                     | 川結村                           | 明治34年11月1日 荻川村     | 荻川村                       | 昭和14年11月1日 新津町に編入 | 昭和26年1月1日 市制 新津市   | 昭和26年1月1日 市制 新津市  | 新津市                       | 新津市                       | 新津市                       | 新津市                      | 新津市                      | 新津市                     | 平成17年3月21日 新潟市に編入  | 新潟市 | 秋葉区        |
| 中蒲原郡                 | 覚路津新田           | 一部                 | 覚路津新田                   | 覚路津新田                 | 覚路津新田                 | 覚路津新田                 | 川結村                     | 川結村                           | 明治34年11月1日 荻川村     | 荻川村                       | 昭和14年11月1日 新津町に編入 | 昭和26年1月1日 市制 新津市   | 昭和26年1月1日 市制 新津市  | 新津市                       | 新津市                       | 新津市                       | 新津市                      | 新津市                      | 新津市                     | 平成17年3月21日 新潟市に編入  | 新潟市 | 秋葉区        |
| 中蒲原郡                 | 覚路津新田           | 一部                 | 覚路津新田                   | 覚路津新田                 | 覚路津新田                 | 覚路津新田                 | 荻野村                     | 荻野村                           | 明治34年11月1日 荻川村     | 荻川村                       | 昭和14年11月1日 新津町に編入 | 昭和26年1月1日 市制 新津市   | 昭和26年1月1日 市制 新津市  | 新津市                       | 新津市                       | 新津市                       | 新津市                      | 新津市                      | 新津市                     | 平成17年3月21日 新潟市に編入  | 新潟市 | 秋葉区        |
| 中蒲原郡                 | 市之瀬新田           | 市之瀬新田           | 市之瀬新田                   | 市之瀬新田                 | 市之瀬新田                 | 市之瀬新田                 | 荻野村                     | 荻野村                           | 明治34年11月1日 荻川村     | 荻川村                       | 昭和14年11月1日 新津町に編入 | 昭和26年1月1日 市制 新津市   | 昭和26年1月1日 市制 新津市  | 新津市                       | 新津市                       | 新津市                       | 新津市                      | 新津市                      | 新津市                     | 平成17年3月21日 新潟市に編入  | 新潟市 | 秋葉区        |
| 中蒲原郡                 | 車場新田             | 車場新田             | 車場新田                     | 車場新田                   | 車場新田                   | 車場新田                   | 荻野村                     | 荻野村                           | 明治34年11月1日 荻川村     | 荻川村                       | 昭和14年11月1日 新津町に編入 | 昭和26年1月1日 市制 新津市   | 昭和26年1月1日 市制 新津市  | 新津市                       | 新津市                       | 新津市                       | 新津市                      | 新津市                      | 新津市                     | 平成17年3月21日 新潟市に編入  | 新潟市 | 秋葉区        |
| 中蒲原郡                 | 中野新田             | 中野新田             | 中野新田                     | 中野新田                   | 中野新田                   | 中野新田                   | 荻野村                     | 荻野村                           | 明治34年11月1日 荻川村     | 荻川村                       | 昭和14年11月1日 新津町に編入 | 昭和26年1月1日 市制 新津市   | 昭和26年1月1日 市制 新津市  | 新津市                       | 新津市                       | 新津市                       | 新津市                      | 新津市                      | 新津市                     | 平成17年3月21日 新潟市に編入  | 新潟市 | 秋葉区        |
| 中蒲原郡                 | 荻島新田             | 荻島新田             | 荻島新田                     | 荻島新田                   | 荻島新田                   | 荻島新田                   | 荻野村                     | 荻野村                           | 明治34年11月1日 荻川村     | 荻川村                       | 昭和14年11月1日 新津町に編入 | 昭和26年1月1日 市制 新津市   | 昭和26年1月1日 市制 新津市  | 新津市                       | 新津市                       | 新津市                       | 新津市                      | 新津市                      | 新津市                     | 平成17年3月21日 新潟市に編入  | 新潟市 | 秋葉区        |
| 中蒲原郡                 | 下新村               | 下新村               | 下新村                       | 下新村                     | 下新村                     | 下新村                     | 新関村                     | 新関村                           | 新関村                     | 新関村                       | 新関村                       | 新関村                       | 新関村                      | 新関村                       | 昭和32年3月18日 新津市に編入 | 新津市                       | 新津市                      | 新津市                      | 新津市                     | 平成17年3月21日 新潟市に編入  | 新潟市 | 秋葉区        |
| 中蒲原郡                 | 小口村               | 小口村               | 小口村                       | 小口村                     | 小口村                     | 小口村                     | 新関村                     | 新関村                           | 新関村                     | 新関村                       | 新関村                       | 新関村                       | 新関村                      | 新関村                       | 昭和32年3月18日 新津市に編入 | 新津市                       | 新津市                      | 新津市                      | 新津市                     | 平成17年3月21日 新潟市に編入  | 新潟市 | 秋葉区        |
| 中蒲原郡                 | 岡田村               | 岡田村               | 岡田村                       | 岡田村                     | 岡田村                     | 岡田村                     | 新関村                     | 新関村                           | 新関村                     | 新関村                       | 新関村                       | 新関村                       | 新関村                      | 新関村                       | 昭和32年3月18日 新津市に編入 | 新津市                       | 新津市                      | 新津市                      | 新津市                     | 平成17年3月21日 新潟市に編入  | 新潟市 | 秋葉区        |
| 中蒲原郡                 | 大関村               | 大関村               | 大関村                       | 大関村                     | 大関村                     | 大関村                     | 新関村                     | 新関村                           | 新関村                     | 新関村                       | 新関村                       | 新関村                       | 新関村                      | 新関村                       | 昭和32年3月18日 新津市に編入 | 新津市                       | 新津市                      | 新津市                      | 新津市                     | 平成17年3月21日 新潟市に編入  | 新潟市 | 秋葉区        |
| 中蒲原郡                 | 新郷屋村             | 新郷屋村             | 新郷屋村                     | 新郷屋村                   | 新郷屋村                   | 新郷屋村                   | 新関村                     | 新関村                           | 新関村                     | 新関村                       | 新関村                       | 新関村                       | 新関村                      | 新関村                       | 昭和32年3月18日 新津市に編入 | 新津市                       | 新津市                      | 新津市                      | 新津市                     | 平成17年3月21日 新潟市に編入  | 新潟市 | 秋葉区        |
| 中蒲原郡                 | 市新村               | 市新村               | 市新村                       | 市新村                     | 市新村                     | 市新村                     | 新関村                     | 新関村                           | 新関村                     | 新関村                       | 新関村                       | 新関村                       | 新関村                      | 新関村                       | 昭和32年3月18日 新津市に編入 | 新津市                       | 新津市                      | 新津市                      | 新津市                     | 平成17年3月21日 新潟市に編入  | 新潟市 | 秋葉区        |
| 中蒲原郡                 | 次屋村               | 次屋村               | 次屋村                       | 次屋村                     | 次屋村                     | 次屋村                     | 新関村                     | 新関村                           | 新関村                     | 新関村                       | 新関村                       | 新関村                       | 新関村                      | 新関村                       | 昭和32年3月18日 新津市に編入 | 新津市                       | 新津市                      | 新津市                      | 新津市                     | 平成17年3月21日 新潟市に編入  | 新潟市 | 秋葉区        |
| 中蒲原郡                 | 金屋村               | 金屋村               | 金屋村                       | 金屋村                     | 金屋村                     | 金屋村                     | 新関村                     | 新関村                           | 新関村                     | 新関村                       | 新関村                       | 新関村                       | 新関村                      | 新関村                       | 昭和32年3月18日 新津市に編入 | 新津市                       | 新津市                      | 新津市                      | 新津市                     | 平成17年3月21日 新潟市に編入  | 新潟市 | 秋葉区        |
| 中蒲原郡                 | 羽下村               | 羽下村               | 羽下村                       | 羽下村                     | 羽下村                     | 羽下村                     | 新関村                     | 新関村                           | 新関村                     | 新関村                       | 新関村                       | 新関村                       | 新関村                      | 新関村                       | 昭和32年3月18日 新津市に編入 | 新津市                       | 新津市                      | 新津市                      | 新津市                     | 平成17年3月21日 新潟市に編入  | 新潟市 | 秋葉区        |
| 中蒲原郡                 | 安養寺村             | 安養寺村             | 安養寺村                     | 安養寺村                   | 安養寺村                   | 安養寺村                   | 新関村                     | 新関村                           | 新関村                     | 新関村                       | 新関村                       | 新関村                       | 新関村                      | 新関村                       | 昭和32年3月18日 新津市に編入 | 新津市                       | 新津市                      | 新津市                      | 新津市                     | 平成17年3月21日 新潟市に編入  | 新潟市 | 秋葉区        |
| 中蒲原郡                 | 浦沢村               | 浦沢村               | 浦沢村                       | 浦沢村                     | 浦沢村                     | 浦沢村                     | 新関村                     | 新関村                           | 新関村                     | 新関村                       | 新関村                       | 新関村                       | 新関村                      | 新関村                       | 昭和32年3月18日 新津市に編入 | 新津市                       | 新津市                      | 新津市                      | 新津市                     | 平成17年3月21日 新潟市に編入  | 新潟市 | 秋葉区        |
| 中蒲原郡                 | 安部新村             | 安部新村             | 安部新村                     | 安部新村                   | 安部新村                   | 安部新村                   | 新関村                     | 新関村                           | 新関村                     | 新関村                       | 新関村                       | 新関村                       | 新関村                      | 新関村                       | 昭和32年3月18日 新津市に編入 | 新津市                       | 新津市                      | 新津市                      | 新津市                     | 平成17年3月21日 新潟市に編入  | 新潟市 | 秋葉区        |
| 中蒲原郡                 | 北村                 | 北村                 | 北村                         | 北村                       | 北村                       | 北村                       | 新関村                     | 新関村                           | 新関村                     | 新関村                       | 新関村                       | 新関村                       | 新関村                      | 新関村                       | 昭和32年3月18日 新津市に編入 | 新津市                       | 新津市                      | 新津市                      | 新津市                     | 平成17年3月21日 新潟市に編入  | 新潟市 | 秋葉区        |
| 中蒲原郡                 | 牧ヶ鼻村             | 牧ヶ鼻村             | 牧ヶ鼻村                     | 牧ヶ鼻村                   | 牧ヶ鼻村                   | 牧ヶ鼻村                   | 新関村                     | 新関村                           | 新関村                     | 新関村                       | 新関村                       | 新関村                       | 新関村                      | 新関村                       | 昭和32年3月18日 新津市に編入 | 新津市                       | 新津市                      | 新津市                      | 新津市                     | 平成17年3月21日 新潟市に編入  | 新潟市 | 秋葉区        |
| 中蒲原郡                 | 六郷村               | 六郷村               | 明治10年 六郷村              | 六郷村                     | 六郷村                     | 六郷村                     | 新関村                     | 新関村                           | 新関村                     | 新関村                       | 新関村                       | 新関村                       | 新関村                      | 新関村                       | 昭和32年3月18日 新津市に編入 | 新津市                       | 新津市                      | 新津市                      | 新津市                     | 平成17年3月21日 新潟市に編入  | 新潟市 | 秋葉区        |
| 中蒲原郡                 | 上深川村             |                      | 明治10年 六郷村              | 六郷村                     | 六郷村                     | 六郷村                     | 新関村                     | 新関村                           | 新関村                     | 新関村                       | 新関村                       | 新関村                       | 新関村                      | 新関村                       | 昭和32年3月18日 新津市に編入 | 新津市                       | 新津市                      | 新津市                      | 新津市                     | 平成17年3月21日 新潟市に編入  | 新潟市 | 秋葉区        |
| 中蒲原郡                 | 下深川村             |                      | 明治10年 六郷村              | 六郷村                     | 六郷村                     | 六郷村                     | 新関村                     | 新関村                           | 新関村                     | 新関村                       | 新関村                       | 新関村                       | 新関村                      | 新関村                       | 昭和32年3月18日 新津市に編入 | 新津市                       | 新津市                      | 新津市                      | 新津市                     | 平成17年3月21日 新潟市に編入  | 新潟市 | 秋葉区        |
| 中蒲原郡                 | 五反田村 （一部）    | 五反田村 （一部）    | 五反田村                     | 五反田村                   | 五反田村                   | 五反田村                   | 須田村                     | 須田村                           | 須田村                     | 須田村                       | 須田村                       | 須田村                       | 須田村                      | 昭和30年11月1日 加茂市に編入 | 加茂市                       | 加茂市                       | 昭和37年8月1日 白根市に編入 | 白根市                      | 白根市                     | 平成17年3月21日 新潟市に編入  | 新潟市 | 南区          |
| 中蒲原郡                 | 上新田               | 上新田               | 上新田                       | 上新田                     | 明治17年 上新田            | 明治17年 上新田            | 須田村                     | 須田村                           | 須田村                     | 須田村                       | 須田村                       | 須田村                       | 須田村                      | 昭和30年11月1日 加茂市に編入 | 昭和31年4月1日 白根町に編入  | 昭和34年6月1日 市制 白根市   | 昭和34年6月1日 市制 白根市  | 白根市                      | 白根市                     | 平成17年3月21日 新潟市に編入  | 新潟市 | 南区          |
| 中蒲原郡                 | 上新田新田           | 上新田新田           | 上新田新田                   | 上新田新田                 | 明治17年 上新田            | 明治17年 上新田            | 須田村                     | 須田村                           | 須田村                     | 須田村                       | 須田村                       | 須田村                       | 須田村                      | 昭和30年11月1日 加茂市に編入 | 昭和31年4月1日 白根町に編入  | 昭和34年6月1日 市制 白根市   | 昭和34年6月1日 市制 白根市  | 白根市                      | 白根市                     | 平成17年3月21日 新潟市に編入  | 新潟市 | 南区          |
| 中蒲原郡                 | 白根村               | 白根村               | 白根村                       | 白根村                     | 白根村                     | 白根村                     | 白根町                     | 白根町                           | 明治35年4月1日 白根町      | 白根町                       | 白根町                       | 白根町                       | 昭和30年3月31日 白根町      | 昭和30年3月31日 白根町       | 白根町                       | 昭和34年6月1日 市制 白根市   | 昭和34年6月1日 市制 白根市  | 白根市                      | 白根市                     | 平成17年3月21日 新潟市に編入  | 新潟市 | 南区          |
| 中蒲原郡                 | 上諏訪木村           | 上諏訪木村           | 上諏訪木村                   | 上諏訪木村                 | 上諏訪木村                 | 上諏訪木村                 | 白根町                     | 白根町                           | 明治35年4月1日 白根町      | 白根町                       | 白根町                       | 白根町                       | 昭和30年3月31日 白根町      | 昭和30年3月31日 白根町       | 白根町                       | 昭和34年6月1日 市制 白根市   | 昭和34年6月1日 市制 白根市  | 白根市                      | 白根市                     | 平成17年3月21日 新潟市に編入  | 新潟市 | 南区          |
| 中蒲原郡                 | 下諏訪木村           | 下諏訪木村           | 下諏訪木村                   | 下諏訪木村                 | 下諏訪木村                 | 下諏訪木村                 | 白根町                     | 白根町                           | 明治35年4月1日 白根町      | 白根町                       | 白根町                       | 白根町                       | 昭和30年3月31日 白根町      | 昭和30年3月31日 白根町       | 白根町                       | 昭和34年6月1日 市制 白根市   | 昭和34年6月1日 市制 白根市  | 白根市                      | 白根市                     | 平成17年3月21日 新潟市に編入  | 新潟市 | 南区          |
| 中蒲原郡                 | 能登村               | 能登村               | 能登村                       | 能登村                     | 能登村                     | 能登村                     | 白根町                     | 白根町                           | 明治35年4月1日 白根町      | 白根町                       | 白根町                       | 白根町                       | 昭和30年3月31日 白根町      | 昭和30年3月31日 白根町       | 白根町                       | 昭和34年6月1日 市制 白根市   | 昭和34年6月1日 市制 白根市  | 白根市                      | 白根市                     | 平成17年3月21日 新潟市に編入  | 新潟市 | 南区          |
| 中蒲原郡                 | 助次右衛門組         | 助次右衛門組         | 助次右衛門組                 | 助次右衛門組               | 助次右衛門組               | 助次右衛門組               | 白根町                     | 白根町                           | 明治35年4月1日 白根町      | 白根町                       | 白根町                       | 白根町                       | 昭和30年3月31日 白根町      | 昭和30年3月31日 白根町       | 白根町                       | 昭和34年6月1日 市制 白根市   | 昭和34年6月1日 市制 白根市  | 白根市                      | 白根市                     | 平成17年3月21日 新潟市に編入  | 新潟市 | 南区          |
| 中蒲原郡                 | 鯵潟村               | 鯵潟村               | 鯵潟村                       | 鯵潟村                     | 鯵潟村                     | 鯵潟村                     | 浄楽寺村                   | 浄楽寺村                         | 明治35年4月1日 白根町      | 白根町                       | 白根町                       | 白根町                       | 昭和30年3月31日 白根町      | 昭和30年3月31日 白根町       | 白根町                       | 昭和34年6月1日 市制 白根市   | 昭和34年6月1日 市制 白根市  | 白根市                      | 白根市                     | 平成17年3月21日 新潟市に編入  | 新潟市 | 南区          |
| 中蒲原郡                 | 十五間村             | 十五間村             | 十五間村                     | 十五間村                   | 十五間村                   | 十五間村                   | 浄楽寺村                   | 浄楽寺村                         | 明治35年4月1日 白根町      | 白根町                       | 白根町                       | 白根町                       | 昭和30年3月31日 白根町      | 昭和30年3月31日 白根町       | 白根町                       | 昭和34年6月1日 市制 白根市   | 昭和34年6月1日 市制 白根市  | 白根市                      | 白根市                     | 平成17年3月21日 新潟市に編入  | 新潟市 | 南区          |
| 中蒲原郡                 | 神屋村               | 神屋村               | 神屋村                       | 神屋村                     | 神屋村                     | 神屋村                     | 浄楽寺村                   | 浄楽寺村                         | 明治35年4月1日 白根町      | 白根町                       | 白根町                       | 白根町                       | 昭和30年3月31日 白根町      | 昭和30年3月31日 白根町       | 白根町                       | 昭和34年6月1日 市制 白根市   | 昭和34年6月1日 市制 白根市  | 白根市                      | 白根市                     | 平成17年3月21日 新潟市に編入  | 新潟市 | 南区          |
| 中蒲原郡                 | 小坂村               | 小坂村               | 小坂村                       | 小坂村                     | 小坂村                     | 小坂村                     | 浄楽寺村                   | 浄楽寺村                         | 明治35年4月1日 白根町      | 白根町                       | 白根町                       | 白根町                       | 昭和30年3月31日 白根町      | 昭和30年3月31日 白根町       | 白根町                       | 昭和34年6月1日 市制 白根市   | 昭和34年6月1日 市制 白根市  | 白根市                      | 白根市                     | 平成17年3月21日 新潟市に編入  | 新潟市 | 南区          |
| 中蒲原郡                 | 保坂村               | 保坂村               | 保坂村                       | 保坂村                     | 保坂村                     | 保坂村                     | 浄楽寺村                   | 浄楽寺村                         | 明治35年4月1日 白根町      | 白根町                       | 白根町                       | 白根町                       | 昭和30年3月31日 白根町      | 昭和30年3月31日 白根町       | 白根町                       | 昭和34年6月1日 市制 白根市   | 昭和34年6月1日 市制 白根市  | 白根市                      | 白根市                     | 平成17年3月21日 新潟市に編入  | 新潟市 | 南区          |
| 中蒲原郡                 | 七軒村               | 七軒村               | 七軒村                       | 七軒村                     | 七軒村                     | 七軒村                     | 浄楽寺村                   | 浄楽寺村                         | 明治35年4月1日 白根町      | 白根町                       | 白根町                       | 白根町                       | 昭和30年3月31日 白根町      | 昭和30年3月31日 白根町       | 白根町                       | 昭和34年6月1日 市制 白根市   | 昭和34年6月1日 市制 白根市  | 白根市                      | 白根市                     | 平成17年3月21日 新潟市に編入  | 新潟市 | 南区          |
| 中蒲原郡                 | 新飯田村             | 新飯田村             | 明治初年 新飯田村            | 新飯田村                   | 新飯田村                   | 新飯田村                   | 新飯田村                   | 新飯田村                         | 新飯田村                   | 新飯田村                     | 新飯田村                     | 新飯田村                     | 昭和30年3月31日 白根町      | 昭和30年3月31日 白根町       | 白根町                       | 昭和34年6月1日 市制 白根市   | 昭和34年6月1日 市制 白根市  | 白根市                      | 白根市                     | 平成17年3月21日 新潟市に編入  | 新潟市 | 南区          |
| 中蒲原郡                 | 新飯田村新田         |                      | 明治初年 新飯田村            | 新飯田村                   | 新飯田村                   | 新飯田村                   | 新飯田村                   | 新飯田村                         | 新飯田村                   | 新飯田村                     | 新飯田村                     | 新飯田村                     | 昭和30年3月31日 白根町      | 昭和30年3月31日 白根町       | 白根町                       | 昭和34年6月1日 市制 白根市   | 昭和34年6月1日 市制 白根市  | 白根市                      | 白根市                     | 平成17年3月21日 新潟市に編入  | 新潟市 | 南区          |
| 中蒲原郡                 | 庄瀬村               | 庄瀬村               | 明治10年 庄瀬村              | 庄瀬村                     | 庄瀬村                     | 庄瀬村                     | 庄瀬村                     | 庄瀬村                           | 明治35年4月1日 庄瀬村      | 庄瀬村                       | 庄瀬村                       | 庄瀬村                       | 昭和30年3月31日 白根町      | 昭和30年3月31日 白根町       | 白根町                       | 昭和34年6月1日 市制 白根市   | 昭和34年6月1日 市制 白根市  | 白根市                      | 白根市                     | 平成17年3月21日 新潟市に編入  | 新潟市 | 南区          |
| 中蒲原郡                 | 下北潟新田           |                      | 明治10年 庄瀬村              | 庄瀬村                     | 庄瀬村                     | 庄瀬村                     | 庄瀬村                     | 庄瀬村                           | 明治35年4月1日 庄瀬村      | 庄瀬村                       | 庄瀬村                       | 庄瀬村                       | 昭和30年3月31日 白根町      | 昭和30年3月31日 白根町       | 白根町                       | 昭和34年6月1日 市制 白根市   | 昭和34年6月1日 市制 白根市  | 白根市                      | 白根市                     | 平成17年3月21日 新潟市に編入  | 新潟市 | 南区          |
| 中蒲原郡                 | 古川新田             | 古川新田             | 古川新田                     | 古川新田                   | 古川新田                   | 古川新田                   | 庄瀬村                     | 庄瀬村                           | 明治35年4月1日 庄瀬村      | 庄瀬村                       | 庄瀬村                       | 庄瀬村                       | 昭和30年3月31日 白根町      | 昭和30年3月31日 白根町       | 白根町                       | 昭和34年6月1日 市制 白根市   | 昭和34年6月1日 市制 白根市  | 白根市                      | 白根市                     | 平成17年3月21日 新潟市に編入  | 新潟市 | 南区          |
| 中蒲原郡                 | 兎新田               | 兎新田               | 兎新田                       | 兎新田                     | 兎新田                     | 兎新田                     | 庄瀬村                     | 庄瀬村                           | 明治35年4月1日 庄瀬村      | 庄瀬村                       | 庄瀬村                       | 庄瀬村                       | 昭和30年3月31日 白根町      | 昭和30年3月31日 白根町       | 白根町                       | 昭和34年6月1日 市制 白根市   | 昭和34年6月1日 市制 白根市  | 白根市                      | 白根市                     | 平成17年3月21日 新潟市に編入  | 新潟市 | 南区          |
| 中蒲原郡                 | 飯島新田             | 飯島新田             | 飯島新田                     | 飯島新田                   | 飯島新田                   | 飯島新田                   | 庄瀬村                     | 庄瀬村                           | 明治35年4月1日 庄瀬村      | 庄瀬村                       | 庄瀬村                       | 庄瀬村                       | 昭和30年3月31日 白根町      | 昭和30年3月31日 白根町       | 白根町                       | 昭和34年6月1日 市制 白根市   | 昭和34年6月1日 市制 白根市  | 白根市                      | 白根市                     | 平成17年3月21日 新潟市に編入  | 新潟市 | 南区          |
| 中蒲原郡                 | 真木新田             | 真木新田             | 真木新田                     | 真木新田                   | 真木新田                   | 真木新田                   | 庄瀬村                     | 庄瀬村                           | 明治35年4月1日 庄瀬村      | 庄瀬村                       | 庄瀬村                       | 庄瀬村                       | 昭和30年3月31日 白根町      | 昭和30年3月31日 白根町       | 白根町                       | 昭和34年6月1日 市制 白根市   | 昭和34年6月1日 市制 白根市  | 白根市                      | 白根市                     | 平成17年3月21日 新潟市に編入  | 新潟市 | 南区          |
| 中蒲原郡                 | 菱潟村               | 菱潟村               | 菱潟村                       | 菱潟村                     | 菱潟村                     | 菱潟村                     | 菱潟村                     | 菱潟村                           | 明治35年4月1日 庄瀬村      | 庄瀬村                       | 庄瀬村                       | 庄瀬村                       | 昭和30年3月31日 白根町      | 昭和30年3月31日 白根町       | 白根町                       | 昭和34年6月1日 市制 白根市   | 昭和34年6月1日 市制 白根市  | 白根市                      | 白根市                     | 平成17年3月21日 新潟市に編入  | 新潟市 | 南区          |
| 中蒲原郡                 | 菱潟新田             | 菱潟新田             | 菱潟新田                     | 菱潟新田                   | 菱潟新田                   | 菱潟新田                   | 菱潟村                     | 菱潟村                           | 明治35年4月1日 庄瀬村      | 庄瀬村                       | 庄瀬村                       | 庄瀬村                       | 昭和30年3月31日 白根町      | 昭和30年3月31日 白根町       | 白根町                       | 昭和34年6月1日 市制 白根市   | 昭和34年6月1日 市制 白根市  | 白根市                      | 白根市                     | 平成17年3月21日 新潟市に編入  | 新潟市 | 南区          |
| 中蒲原郡                 | 鋳物師興野           | 鋳物師興野           | 鋳物師興野                   | 鋳物師興野                 | 鋳物師興野                 | 鋳物師興野                 | 菱潟村                     | 菱潟村                           | 明治35年4月1日 庄瀬村      | 庄瀬村                       | 庄瀬村                       | 庄瀬村                       | 昭和30年3月31日 白根町      | 昭和30年3月31日 白根町       | 白根町                       | 昭和34年6月1日 市制 白根市   | 昭和34年6月1日 市制 白根市  | 白根市                      | 白根市                     | 平成17年3月21日 新潟市に編入  | 新潟市 | 南区          |
| 中蒲原郡                 | 蜘手興野             | 蜘手興野             | 蜘手興野                     | 蜘手興野                   | 蜘手興野                   | 蜘手興野                   | 菱潟村                     | 菱潟村                           | 明治35年4月1日 庄瀬村      | 庄瀬村                       | 庄瀬村                       | 庄瀬村                       | 昭和30年3月31日 白根町      | 昭和30年3月31日 白根町       | 白根町                       | 昭和34年6月1日 市制 白根市   | 昭和34年6月1日 市制 白根市  | 白根市                      | 白根市                     | 平成17年3月21日 新潟市に編入  | 新潟市 | 南区          |
| 中蒲原郡                 | 十二道島村           | 十二道島村           | 十二道島村                   | 十二道島村                 | 十二道島村                 | 十二道島村                 | 菱潟村                     | 菱潟村                           | 明治35年4月1日 庄瀬村      | 庄瀬村                       | 庄瀬村                       | 庄瀬村                       | 昭和30年3月31日 白根町      | 昭和30年3月31日 白根町       | 白根町                       | 昭和34年6月1日 市制 白根市   | 昭和34年6月1日 市制 白根市  | 白根市                      | 白根市                     | 平成17年3月21日 新潟市に編入  | 新潟市 | 南区          |
| 中蒲原郡                 | 次郎右衛門興野       | 次郎右衛門興野       | 次郎右衛門興野               | 次郎右衛門興野             | 次郎右衛門興野             | 次郎右衛門興野             | 菱潟村                     | 菱潟村                           | 明治35年4月1日 庄瀬村      | 庄瀬村                       | 庄瀬村                       | 庄瀬村                       | 昭和30年3月31日 白根町      | 昭和30年3月31日 白根町       | 白根町                       | 昭和34年6月1日 市制 白根市   | 昭和34年6月1日 市制 白根市  | 白根市                      | 白根市                     | 平成17年3月21日 新潟市に編入  | 新潟市 | 南区          |
| 中蒲原郡                 | 上八枚村             | 上八枚村             | 上八枚村                     | 上八枚村                   | 上八枚村                   | 上八枚村                   | 菱潟村                     | 菱潟村                           | 明治35年4月1日 庄瀬村      | 庄瀬村                       | 庄瀬村                       | 庄瀬村                       | 昭和30年3月31日 白根町      | 昭和30年3月31日 白根町       | 白根町                       | 昭和34年6月1日 市制 白根市   | 昭和34年6月1日 市制 白根市  | 白根市                      | 白根市                     | 平成17年3月21日 新潟市に編入  | 新潟市 | 南区          |
| 中蒲原郡                 | 天王新田             | 天王新田             | 天王新田                     | 天王新田                   | 天王新田                   | 天王新田                   | 菱潟村                     | 菱潟村                           | 明治35年4月1日 庄瀬村      | 庄瀬村                       | 庄瀬村                       | 庄瀬村                       | 昭和30年3月31日 白根町      | 昭和30年3月31日 白根町       | 白根町                       | 昭和34年6月1日 市制 白根市   | 昭和34年6月1日 市制 白根市  | 白根市                      | 白根市                     | 平成17年3月21日 新潟市に編入  | 新潟市 | 南区          |
| 中蒲原郡                 | 牛崎村               | 牛崎村               | 牛崎村                       | 牛崎村                     | 明治17年 牛崎村            | 明治17年 牛崎村            | 菱潟村                     | 菱潟村                           | 明治35年4月1日 庄瀬村      | 庄瀬村                       | 庄瀬村                       | 庄瀬村                       | 昭和30年3月31日 白根町      | 昭和30年3月31日 白根町       | 白根町                       | 昭和34年6月1日 市制 白根市   | 昭和34年6月1日 市制 白根市  | 白根市                      | 白根市                     | 平成17年3月21日 新潟市に編入  | 新潟市 | 南区          |
| 中蒲原郡                 | 牛崎新田             | 牛崎新田             | 牛崎新田                     | 牛崎新田                   | 明治17年 牛崎村            | 明治17年 牛崎村            | 菱潟村                     | 菱潟村                           | 明治35年4月1日 庄瀬村      | 庄瀬村                       | 庄瀬村                       | 庄瀬村                       | 昭和30年3月31日 白根町      | 昭和30年3月31日 白根町       | 白根町                       | 昭和34年6月1日 市制 白根市   | 昭和34年6月1日 市制 白根市  | 白根市                      | 白根市                     | 平成17年3月21日 新潟市に編入  | 新潟市 | 南区          |
| 中蒲原郡                 | 万年新田 （一部）    | 万年新田 （一部）    | 明治初年 牛崎村分            | 牛崎村分                   | 明治17年 牛崎村            | 明治17年 牛崎村            | 菱潟村                     | 菱潟村                           | 明治35年4月1日 庄瀬村      | 庄瀬村                       | 庄瀬村                       | 庄瀬村                       | 昭和30年3月31日 白根町      | 昭和30年3月31日 白根町       | 白根町                       | 昭和34年6月1日 市制 白根市   | 昭和34年6月1日 市制 白根市  | 白根市                      | 白根市                     | 平成17年3月21日 新潟市に編入  | 新潟市 | 南区          |
| 中蒲原郡                 | 万年新田 （一部）    | 万年新田 （一部）    | 明治初年 庄瀬村分            | 庄瀬村分                   | 庄瀬村分                   | 庄瀬村分                   | 菱潟村                     | 菱潟村                           | 明治35年4月1日 庄瀬村      | 庄瀬村                       | 庄瀬村                       | 庄瀬村                       | 昭和30年3月31日 白根町      | 昭和30年3月31日 白根町       | 白根町                       | 昭和34年6月1日 市制 白根市   | 昭和34年6月1日 市制 白根市  | 白根市                      | 白根市                     | 平成17年3月21日 新潟市に編入  | 新潟市 | 南区          |
| 中蒲原郡                 | 万年新田 （一部）    | 万年新田 （一部）    | 明治初年 上道潟村            | 上道潟村                   | 上道潟村                   | 上道潟村                   | 小吉村                     | 小吉村                           | 明治35年4月1日 庄瀬村      | 庄瀬村                       | 庄瀬村                       | 庄瀬村                       | 昭和30年3月31日 白根町      | 昭和30年3月31日 白根町       | 白根町                       | 昭和34年6月1日 市制 白根市   | 昭和34年6月1日 市制 白根市  | 白根市                      | 白根市                     | 平成17年3月21日 新潟市に編入  | 新潟市 | 南区          |
| 中蒲原郡                 | 万年新田 （一部）    | 万年新田 （一部）    | 明治初年 下道潟村            | 下道潟村                   | 下道潟村                   | 下道潟村                   | 小吉村                     | 小吉村                           | 明治35年4月1日 庄瀬村      | 庄瀬村                       | 庄瀬村                       | 庄瀬村                       | 昭和30年3月31日 白根町      | 昭和30年3月31日 白根町       | 白根町                       | 昭和34年6月1日 市制 白根市   | 昭和34年6月1日 市制 白根市  | 白根市                      | 白根市                     | 平成17年3月21日 新潟市に編入  | 新潟市 | 南区          |
| 中蒲原郡                 | 沖新保村             | 沖新保村             | 沖新保村                     | 沖新保村                   | 沖新保村                   | 沖新保村                   | 小吉村                     | 小吉村                           | 明治35年4月1日 庄瀬村      | 庄瀬村                       | 庄瀬村                       | 庄瀬村                       | 昭和30年3月31日 白根町      | 昭和30年3月31日 白根町       | 白根町                       | 昭和34年6月1日 市制 白根市   | 昭和34年6月1日 市制 白根市  | 白根市                      | 白根市                     | 平成17年3月21日 新潟市に編入  | 新潟市 | 南区          |
| 中蒲原郡                 | 平潟村               | 平潟村               | 平潟村                       | 平潟村                     | 明治17年 平潟村            | 明治17年 平潟村            | 小吉村                     | 小吉村                           | 明治35年4月1日 小林村      | 小林村                       | 小林村                       | 小林村                       | 昭和30年3月31日 白根町      | 昭和30年3月31日 白根町       | 白根町                       | 昭和34年6月1日 市制 白根市   | 昭和34年6月1日 市制 白根市  | 白根市                      | 白根市                     | 平成17年3月21日 新潟市に編入  | 新潟市 | 南区          |
| 中蒲原郡                 | 万年新田 （一部）    | 万年新田 （一部）    | 明治初年 平潟村分            | 平潟村分                   | 明治17年 平潟村            | 明治17年 平潟村            | 小吉村                     | 小吉村                           | 明治35年4月1日 小林村      | 小林村                       | 小林村                       | 小林村                       | 昭和30年3月31日 白根町      | 昭和30年3月31日 白根町       | 白根町                       | 昭和34年6月1日 市制 白根市   | 昭和34年6月1日 市制 白根市  | 白根市                      | 白根市                     | 平成17年3月21日 新潟市に編入  | 新潟市 | 南区          |
| 中蒲原郡                 | 万年新田 （一部）    | 万年新田 （一部）    | 明治初年 平潟新田            | 平潟新田                   | 平潟新田                   | 平潟新田                   | 小吉村                     | 小吉村                           | 明治35年4月1日 小林村      | 小林村                       | 小林村                       | 小林村                       | 昭和30年3月31日 白根町      | 昭和30年3月31日 白根町       | 白根町                       | 昭和34年6月1日 市制 白根市   | 昭和34年6月1日 市制 白根市  | 白根市                      | 白根市                     | 平成17年3月21日 新潟市に編入  | 新潟市 | 南区          |
| 中蒲原郡                 | 万年新田 （一部）    | 万年新田 （一部）    | 明治初年 万年村              | 万年村                     | 万年村                     | 万年村                     | 小吉村                     | 小吉村                           | 明治35年4月1日 小林村      | 小林村                       | 小林村                       | 小林村                       | 昭和30年3月31日 白根町      | 昭和30年3月31日 白根町       | 白根町                       | 昭和34年6月1日 市制 白根市   | 昭和34年6月1日 市制 白根市  | 白根市                      | 白根市                     | 平成17年3月21日 新潟市に編入  | 新潟市 | 南区          |
| 中蒲原郡                 | 万年新田 （一部）    | 万年新田 （一部）    | 明治初年 蔵主                | 蔵主                       | 蔵主                       | 蔵主                       | 小吉村                     | 小吉村                           | 明治35年4月1日 小林村      | 小林村                       | 小林村                       | 小林村                       | 昭和30年3月31日 白根町      | 昭和30年3月31日 白根町       | 白根町                       | 昭和34年6月1日 市制 白根市   | 昭和34年6月1日 市制 白根市  | 白根市                      | 白根市                     | 平成17年3月21日 新潟市に編入  | 新潟市 | 南区          |
| 中蒲原郡                 | 万年新田 （一部）    | 万年新田 （一部）    | 明治初年 小須戸村分          | 小須戸村分                 | 明治17年 櫛笥村            | 明治17年 櫛笥村            | 小吉村                     | 小吉村                           | 明治35年4月1日 小林村      | 小林村                       | 小林村                       | 小林村                       | 昭和30年3月31日 白根町      | 昭和30年3月31日 白根町       | 白根町                       | 昭和34年6月1日 市制 白根市   | 昭和34年6月1日 市制 白根市  | 白根市                      | 白根市                     | 平成17年3月21日 新潟市に編入  | 新潟市 | 南区          |
| 中蒲原郡                 | 万年新田 （一部）    | 万年新田 （一部）    | 明治初年 櫛笥                | 櫛笥                       | 明治17年 櫛笥村            | 明治17年 櫛笥村            | 小吉村                     | 小吉村                           | 明治35年4月1日 小林村      | 小林村                       | 小林村                       | 小林村                       | 昭和30年3月31日 白根町      | 昭和30年3月31日 白根町       | 白根町                       | 昭和34年6月1日 市制 白根市   | 昭和34年6月1日 市制 白根市  | 白根市                      | 白根市                     | 平成17年3月21日 新潟市に編入  | 新潟市 | 南区          |
| 中蒲原郡                 | 櫛笥村               | 櫛笥村               | 櫛笥村                       | 櫛笥村                     | 明治17年 櫛笥村            | 明治17年 櫛笥村            | 小吉村                     | 小吉村                           | 明治35年4月1日 小林村      | 小林村                       | 小林村                       | 小林村                       | 昭和30年3月31日 白根町      | 昭和30年3月31日 白根町       | 白根町                       | 昭和34年6月1日 市制 白根市   | 昭和34年6月1日 市制 白根市  | 白根市                      | 白根市                     | 平成17年3月21日 新潟市に編入  | 新潟市 | 南区          |
| 中蒲原郡                 | 戸頭村               | 戸頭村               | 戸頭村                       | 戸頭村                     | 明治17年 戸頭村            | 明治17年 戸頭村            | 小吉村                     | 小吉村                           | 明治35年4月1日 小林村      | 小林村                       | 小林村                       | 小林村                       | 昭和30年3月31日 白根町      | 昭和30年3月31日 白根町       | 白根町                       | 昭和34年6月1日 市制 白根市   | 昭和34年6月1日 市制 白根市  | 白根市                      | 白根市                     | 平成17年3月21日 新潟市に編入  | 新潟市 | 南区          |
| 中蒲原郡                 | 万年新田 （一部）    | 万年新田 （一部）    | 明治初年 戸頭分              | 戸頭分                     | 明治17年 戸頭村            | 明治17年 戸頭村            | 小吉村                     | 小吉村                           | 明治35年4月1日 小林村      | 小林村                       | 小林村                       | 小林村                       | 昭和30年3月31日 白根町      | 昭和30年3月31日 白根町       | 白根町                       | 昭和34年6月1日 市制 白根市   | 昭和34年6月1日 市制 白根市  | 白根市                      | 白根市                     | 平成17年3月21日 新潟市に編入  | 新潟市 | 南区          |
| 中蒲原郡                 | 万年新田 （一部）    | 万年新田 （一部）    | 明治初年 上木山村            | 上木山村                   | 上木山村                   | 上木山村                   | 林村                       | 林村                             | 明治35年4月1日 小林村      | 小林村                       | 小林村                       | 小林村                       | 昭和30年3月31日 白根町      | 昭和30年3月31日 白根町       | 白根町                       | 昭和34年6月1日 市制 白根市   | 昭和34年6月1日 市制 白根市  | 白根市                      | 白根市                     | 平成17年3月21日 新潟市に編入  | 新潟市 | 南区          |
| 中蒲原郡                 | 万年新田 （一部）    | 万年新田 （一部）    | 明治初年 下木山村            | 下木山村                   | 下木山村                   | 下木山村                   | 林村                       | 林村                             | 明治35年4月1日 小林村      | 小林村                       | 小林村                       | 小林村                       | 昭和30年3月31日 白根町      | 昭和30年3月31日 白根町       | 白根町                       | 昭和34年6月1日 市制 白根市   | 昭和34年6月1日 市制 白根市  | 白根市                      | 白根市                     | 平成17年3月21日 新潟市に編入  | 新潟市 | 南区          |
| 中蒲原郡                 | 万年新田 （一部）    | 万年新田 （一部）    | 明治初年 鍋潟分              | 鍋潟分                     | 鍋潟分                     | 鍋潟分                     | 林村                       | 林村                             | 明治35年4月1日 小林村      | 小林村                       | 小林村                       | 小林村                       | 昭和30年3月31日 白根町      | 昭和30年3月31日 白根町       | 白根町                       | 昭和34年6月1日 市制 白根市   | 昭和34年6月1日 市制 白根市  | 白根市                      | 白根市                     | 平成17年3月21日 新潟市に編入  | 新潟市 | 南区          |
| 中蒲原郡                 | 万年新田 （一部）    | 万年新田 （一部）    | 明治初年 浦梨村              | 浦梨村                     | 浦梨村                     | 浦梨村                     | 林村                       | 林村                             | 明治35年4月1日 小林村      | 小林村                       | 小林村                       | 小林村                       | 昭和30年3月31日 白根町      | 昭和30年3月31日 白根町       | 白根町                       | 昭和34年6月1日 市制 白根市   | 昭和34年6月1日 市制 白根市  | 白根市                      | 白根市                     | 平成17年3月21日 新潟市に編入  | 新潟市 | 南区          |
| 中蒲原郡                 | 万年新田 （一部）    | 万年新田 （一部）    | 明治初年 田中村              | 明治12年 改称 中田中村     | 明治12年 改称 中田中村     | 明治20年 改称 田中村       | 林村                       | 林村                             | 明治35年4月1日 小林村      | 小林村                       | 小林村                       | 小林村                       | 昭和30年3月31日 白根町      | 昭和30年3月31日 白根町       | 白根町                       | 昭和34年6月1日 市制 白根市   | 昭和34年6月1日 市制 白根市  | 白根市                      | 白根市                     | 平成17年3月21日 新潟市に編入  | 新潟市 | 南区          |
| 中蒲原郡                 | 和泉村               | 和泉村               | 和泉村                       | 和泉村                     | 和泉村                     | 和泉村                     | 林村                       | 林村                             | 明治35年4月1日 小林村      | 小林村                       | 小林村                       | 小林村                       | 昭和30年3月31日 白根町      | 昭和30年3月31日 白根町       | 白根町                       | 昭和34年6月1日 市制 白根市   | 昭和34年6月1日 市制 白根市  | 白根市                      | 白根市                     | 平成17年3月21日 新潟市に編入  | 新潟市 | 南区          |
| 中蒲原郡                 | 臼井村               | 臼井村               | 臼井村                       | 臼井村                     | 明治18年 臼井村            | 明治18年 臼井村            | 臼井村                     | 臼井村                           | 臼井村                     | 臼井村                       | 臼井村                       | 臼井村                       | 昭和30年3月31日 白根町      | 昭和30年3月31日 白根町       | 白根町                       | 昭和34年6月1日 市制 白根市   | 昭和34年6月1日 市制 白根市  | 白根市                      | 白根市                     | 平成17年3月21日 新潟市に編入  | 新潟市 | 南区          |
| 中蒲原郡                 | 小平次新田           | 小平次新田           | 小平次新田                   | 小平次新田                 | 明治18年 臼井村            | 明治18年 臼井村            | 臼井村                     | 臼井村                           | 臼井村                     | 臼井村                       | 臼井村                       | 臼井村                       | 昭和30年3月31日 白根町      | 昭和30年3月31日 白根町       | 白根町                       | 昭和34年6月1日 市制 白根市   | 昭和34年6月1日 市制 白根市  | 白根市                      | 白根市                     | 平成17年3月21日 新潟市に編入  | 新潟市 | 南区          |
| 中蒲原郡                 | 下八枚村             | 下八枚村             | 下八枚村                     | 下八枚村                   | 明治18年 下八枚村          | 明治18年 下八枚村          | 臼井村                     | 臼井村                           | 臼井村                     | 臼井村                       | 臼井村                       | 臼井村                       | 昭和30年3月31日 白根町      | 昭和30年3月31日 白根町       | 白根町                       | 昭和34年6月1日 市制 白根市   | 昭和34年6月1日 市制 白根市  | 白根市                      | 白根市                     | 平成17年3月21日 新潟市に編入  | 新潟市 | 南区          |
| 中蒲原郡                 | 小見新田             | 小見新田             | 小見新田                     | 小見新田                   | 明治18年 下八枚村          | 明治18年 下八枚村          | 臼井村                     | 臼井村                           | 臼井村                     | 臼井村                       | 臼井村                       | 臼井村                       | 昭和30年3月31日 白根町      | 昭和30年3月31日 白根町       | 白根町                       | 昭和34年6月1日 市制 白根市   | 昭和34年6月1日 市制 白根市  | 白根市                      | 白根市                     | 平成17年3月21日 新潟市に編入  | 新潟市 | 南区          |
| 中蒲原郡                 | 戸石新田             | 戸石新田             | 明治初年 戸石新田            | 戸石新田                   | 戸石新田                   | 戸石新田                   | 臼井村                     | 臼井村                           | 臼井村                     | 臼井村                       | 臼井村                       | 臼井村                       | 昭和30年3月31日 白根町      | 昭和30年3月31日 白根町       | 白根町                       | 昭和34年6月1日 市制 白根市   | 昭和34年6月1日 市制 白根市  | 白根市                      | 白根市                     | 平成17年3月21日 新潟市に編入  | 新潟市 | 南区          |
| 中蒲原郡                 | 田尾村               |                      | 明治初年 戸石新田            | 戸石新田                   | 戸石新田                   | 戸石新田                   | 臼井村                     | 臼井村                           | 臼井村                     | 臼井村                       | 臼井村                       | 臼井村                       | 昭和30年3月31日 白根町      | 昭和30年3月31日 白根町       | 白根町                       | 昭和34年6月1日 市制 白根市   | 昭和34年6月1日 市制 白根市  | 白根市                      | 白根市                     | 平成17年3月21日 新潟市に編入  | 新潟市 | 南区          |
| 中蒲原郡                 | 中山村               | 中山村               | 中山村                       | 中山村                     | 中山村                     | 中山村                     | 臼井村                     | 臼井村                           | 臼井村                     | 臼井村                       | 臼井村                       | 臼井村                       | 昭和30年3月31日 白根町      | 昭和30年3月31日 白根町       | 白根町                       | 昭和34年6月1日 市制 白根市   | 昭和34年6月1日 市制 白根市  | 白根市                      | 白根市                     | 平成17年3月21日 新潟市に編入  | 新潟市 | 南区          |
| 中蒲原郡                 | 小蔵子村             | 小蔵子村             | 小蔵子村                     | 小蔵子村                   | 小蔵子村                   | 小蔵子村                   | 臼井村                     | 臼井村                           | 臼井村                     | 臼井村                       | 臼井村                       | 臼井村                       | 昭和30年3月31日 白根町      | 昭和30年3月31日 白根町       | 白根町                       | 昭和34年6月1日 市制 白根市   | 昭和34年6月1日 市制 白根市  | 白根市                      | 白根市                     | 平成17年3月21日 新潟市に編入  | 新潟市 | 南区          |
| 中蒲原郡                 | 古川村               | 古川村               | 古川村                       | 古川村                     | 古川村                     | 古川村                     | 臼井村                     | 臼井村                           | 臼井村                     | 臼井村                       | 臼井村                       | 臼井村                       | 昭和30年3月31日 白根町      | 昭和30年3月31日 白根町       | 白根町                       | 昭和34年6月1日 市制 白根市   | 昭和34年6月1日 市制 白根市  | 白根市                      | 白根市                     | 平成17年3月21日 新潟市に編入  | 新潟市 | 南区          |
| 中蒲原郡                 | 大郷村               | 大郷村               | 大郷村                       | 大郷村                     | 大郷村                     | 大郷村                     | 大郷村                     | 大郷村                           | 大郷村                     | 大郷村                       | 大郷村                       | 大郷村                       | 昭和30年3月31日 白根町      | 昭和30年3月31日 白根町       | 白根町                       | 昭和34年6月1日 市制 白根市   | 昭和34年6月1日 市制 白根市  | 白根市                      | 白根市                     | 平成17年3月21日 新潟市に編入  | 新潟市 | 南区          |
| 中蒲原郡                 | 西酒屋村             | 西酒屋村             | 明治10年 西酒屋村            | 西酒屋村                   | 西酒屋村                   | 西酒屋村                   | 大郷村                     | 大郷村                           | 大郷村                     | 大郷村                       | 大郷村                       | 大郷村                       | 昭和30年3月31日 白根町      | 昭和30年3月31日 白根町       | 白根町                       | 昭和34年6月1日 市制 白根市   | 昭和34年6月1日 市制 白根市  | 白根市                      | 白根市                     | 平成17年3月21日 新潟市に編入  | 新潟市 | 南区          |
| 中蒲原郡                 | 獺ヶ通新田           |                      | 明治10年 西酒屋村            | 西酒屋村                   | 西酒屋村                   | 西酒屋村                   | 大郷村                     | 大郷村                           | 大郷村                     | 大郷村                       | 大郷村                       | 大郷村                       | 昭和30年3月31日 白根町      | 昭和30年3月31日 白根町       | 白根町                       | 昭和34年6月1日 市制 白根市   | 昭和34年6月1日 市制 白根市  | 白根市                      | 白根市                     | 平成17年3月21日 新潟市に編入  | 新潟市 | 南区          |
| 中蒲原郡                 | 庄助新田             |                      | 明治10年 西酒屋村            | 西酒屋村                   | 西酒屋村                   | 西酒屋村                   | 大郷村                     | 大郷村                           | 大郷村                     | 大郷村                       | 大郷村                       | 大郷村                       | 昭和30年3月31日 白根町      | 昭和30年3月31日 白根町       | 白根町                       | 昭和34年6月1日 市制 白根市   | 昭和34年6月1日 市制 白根市  | 白根市                      | 白根市                     | 平成17年3月21日 新潟市に編入  | 新潟市 | 南区          |
| 中蒲原郡                 | 犬帰新田             | 犬帰新田             | 犬帰新田                     | 犬帰新田                   | 犬帰新田                   | 犬帰新田                   | 大郷村                     | 大郷村                           | 大郷村                     | 大郷村                       | 大郷村                       | 大郷村                       | 昭和30年3月31日 白根町      | 昭和30年3月31日 白根町       | 白根町                       | 昭和34年6月1日 市制 白根市   | 昭和34年6月1日 市制 白根市  | 白根市                      | 白根市                     | 平成17年3月21日 新潟市に編入  | 新潟市 | 南区          |
| 中蒲原郡                 | 赤渋村               | 赤渋村               | 赤渋村                       | 赤渋村                     | 赤渋村                     | 赤渋村                     | 大郷村                     | 大郷村                           | 大郷村                     | 大郷村                       | 大郷村                       | 大郷村                       | 昭和30年3月31日 白根町      | 昭和30年3月31日 白根町       | 白根町                       | 昭和34年6月1日 市制 白根市   | 昭和34年6月1日 市制 白根市  | 白根市                      | 白根市                     | 平成17年3月21日 新潟市に編入  | 新潟市 | 南区          |
| 中蒲原郡                 | 東笠巻村             | 東笠巻村             | 東笠巻村                     | 東笠巻村                   | 東笠巻村                   | 東笠巻村                   | 大郷村                     | 大郷村                           | 大郷村                     | 大郷村                       | 大郷村                       | 大郷村                       | 昭和30年3月31日 白根町      | 昭和30年3月31日 白根町       | 白根町                       | 昭和34年6月1日 市制 白根市   | 昭和34年6月1日 市制 白根市  | 白根市                      | 白根市                     | 平成17年3月21日 新潟市に編入  | 新潟市 | 南区          |
| 中蒲原郡                 | 西笠巻村             | 西笠巻村             | 西笠巻村                     | 西笠巻村                   | 西笠巻村                   | 西笠巻村                   | 鷲巻村                     | 鷲巻村                           | 鷲巻村                     | 鷲巻村                       | 鷲巻村                       | 鷲巻村                       | 昭和30年3月31日 白根町      | 昭和30年3月31日 白根町       | 白根町                       | 昭和34年6月1日 市制 白根市   | 昭和34年6月1日 市制 白根市  | 白根市                      | 白根市                     | 平成17年3月21日 新潟市に編入  | 新潟市 | 南区          |
| 中蒲原郡                 | 西笠巻新田           | 西笠巻新田           | 西笠巻新田                   | 西笠巻新田                 | 西笠巻新田                 | 西笠巻新田                 | 鷲巻村                     | 鷲巻村                           | 鷲巻村                     | 鷲巻村                       | 鷲巻村                       | 鷲巻村                       | 昭和30年3月31日 白根町      | 昭和30年3月31日 白根町       | 白根町                       | 昭和34年6月1日 市制 白根市   | 昭和34年6月1日 市制 白根市  | 白根市                      | 白根市                     | 平成17年3月21日 新潟市に編入  | 新潟市 | 南区          |
| 中蒲原郡                 | 東笠巻新田           | 東笠巻新田           | 東笠巻新田                   | 東笠巻新田                 | 明治18年 東笠巻新田        | 明治18年 東笠巻新田        | 鷲巻村                     | 鷲巻村                           | 鷲巻村                     | 鷲巻村                       | 鷲巻村                       | 鷲巻村                       | 昭和30年3月31日 白根町      | 昭和30年3月31日 白根町       | 白根町                       | 昭和34年6月1日 市制 白根市   | 昭和34年6月1日 市制 白根市  | 白根市                      | 白根市                     | 平成17年3月21日 新潟市に編入  | 新潟市 | 南区          |
| 中蒲原郡                 | 粟蒔新田             | 粟蒔新田             | 粟蒔新田                     | 粟蒔新田                   | 明治18年 東笠巻新田        | 明治18年 東笠巻新田        | 鷲巻村                     | 鷲巻村                           | 鷲巻村                     | 鷲巻村                       | 鷲巻村                       | 鷲巻村                       | 昭和30年3月31日 白根町      | 昭和30年3月31日 白根町       | 白根町                       | 昭和34年6月1日 市制 白根市   | 昭和34年6月1日 市制 白根市  | 白根市                      | 白根市                     | 平成17年3月21日 新潟市に編入  | 新潟市 | 南区          |
| 中蒲原郡                 | 鷲木新田             | 鷲木新田             | 鷲木新田                     | 鷲木新田                   | 鷲木新田                   | 鷲木新田                   | 鷲巻村                     | 鷲巻村                           | 鷲巻村                     | 鷲巻村                       | 鷲巻村                       | 鷲巻村                       | 昭和30年3月31日 白根町      | 昭和30年3月31日 白根町       | 白根町                       | 昭和34年6月1日 市制 白根市   | 昭和34年6月1日 市制 白根市  | 白根市                      | 白根市                     | 平成17年3月21日 新潟市に編入  | 新潟市 | 南区          |
| 中蒲原郡                 | 引越村               | 引越村               | 引越村                       | 引越村                     | 引越村                     | 引越村                     | 鷲巻村                     | 鷲巻村                           | 鷲巻村                     | 鷲巻村                       | 鷲巻村                       | 鷲巻村                       | 昭和30年3月31日 白根町      | 昭和30年3月31日 白根町       | 白根町                       | 昭和34年6月1日 市制 白根市   | 昭和34年6月1日 市制 白根市  | 白根市                      | 白根市                     | 平成17年3月21日 新潟市に編入  | 新潟市 | 南区          |
| 中蒲原郡                 | 茨曽根村             | 茨曽根村             | 明治8年 茨曽根村             | 茨曽根村                   | 茨曽根村                   | 茨曽根村                   | 茨曽根村                   | 茨曽根村                         | 茨曽根村                   | 茨曽根村                     | 茨曽根村                     | 茨曽根村                     | 昭和30年3月31日 白根町      | 昭和30年3月31日 白根町       | 白根町                       | 昭和34年6月1日 市制 白根市   | 昭和34年6月1日 市制 白根市  | 白根市                      | 白根市                     | 平成17年3月21日 新潟市に編入  | 新潟市 | 南区          |
| 中蒲原郡                 | 茨新村               |                      | 明治8年 茨曽根村             | 茨曽根村                   | 茨曽根村                   | 茨曽根村                   | 茨曽根村                   | 茨曽根村                         | 茨曽根村                   | 茨曽根村                     | 茨曽根村                     | 茨曽根村                     | 昭和30年3月31日 白根町      | 昭和30年3月31日 白根町       | 白根町                       | 昭和34年6月1日 市制 白根市   | 昭和34年6月1日 市制 白根市  | 白根市                      | 白根市                     | 平成17年3月21日 新潟市に編入  | 新潟市 | 南区          |
| 中蒲原郡                 | 下道潟上新田         |                      | 明治8年 茨曽根村             | 茨曽根村                   | 茨曽根村                   | 茨曽根村                   | 茨曽根村                   | 茨曽根村                         | 茨曽根村                   | 茨曽根村                     | 茨曽根村                     | 茨曽根村                     | 昭和30年3月31日 白根町      | 昭和30年3月31日 白根町       | 白根町                       | 昭和34年6月1日 市制 白根市   | 昭和34年6月1日 市制 白根市  | 白根市                      | 白根市                     | 平成17年3月21日 新潟市に編入  | 新潟市 | 南区          |
| 中蒲原郡                 | 下道潟中新田         |                      | 明治8年 茨曽根村             | 茨曽根村                   | 茨曽根村                   | 茨曽根村                   | 茨曽根村                   | 茨曽根村                         | 茨曽根村                   | 茨曽根村                     | 茨曽根村                     | 茨曽根村                     | 昭和30年3月31日 白根町      | 昭和30年3月31日 白根町       | 白根町                       | 昭和34年6月1日 市制 白根市   | 昭和34年6月1日 市制 白根市  | 白根市                      | 白根市                     | 平成17年3月21日 新潟市に編入  | 新潟市 | 南区          |
| 中蒲原郡                 | 東萱場村             | 東萱場村             | 東萱場村                     | 東萱場村                   | 東萱場村                   | 東萱場村                   | 茨曽根村                   | 茨曽根村                         | 茨曽根村                   | 茨曽根村                     | 茨曽根村                     | 茨曽根村                     | 昭和30年3月31日 白根町      | 昭和30年3月31日 白根町       | 白根町                       | 昭和34年6月1日 市制 白根市   | 昭和34年6月1日 市制 白根市  | 白根市                      | 白根市                     | 平成17年3月21日 新潟市に編入  | 新潟市 | 南区          |
| 中蒲原郡                 | 下道潟下新田         | 下道潟下新田         | 下道潟下新田                 | 下道潟下新田               | 下道潟下新田               | 下道潟下新田               | 茨曽根村                   | 茨曽根村                         | 茨曽根村                   | 茨曽根村                     | 茨曽根村                     | 茨曽根村                     | 昭和30年3月31日 白根町      | 昭和30年3月31日 白根町       | 白根町                       | 昭和34年6月1日 市制 白根市   | 昭和34年6月1日 市制 白根市  | 白根市                      | 白根市                     | 平成17年3月21日 新潟市に編入  | 新潟市 | 南区          |
| 中蒲原郡                 | 塩俵新田             | 塩俵新田             | 塩俵新田                     | 塩俵新田                   | 塩俵新田                   | 塩俵新田                   | 根岸村                     | 根岸村                           | 根岸村                     | 根岸村                       | 根岸村                       | 根岸村                       | 昭和30年3月31日 白根町      | 昭和30年3月31日 白根町       | 白根町                       | 昭和34年6月1日 市制 白根市   | 昭和34年6月1日 市制 白根市  | 白根市                      | 白根市                     | 平成17年3月21日 新潟市に編入  | 新潟市 | 南区          |
| 中蒲原郡                 | 下山崎村             | 下山崎村             | 下山崎村                     | 下山崎村                   | 下山崎村                   | 下山崎村                   | 根岸村                     | 根岸村                           | 根岸村                     | 根岸村                       | 根岸村                       | 根岸村                       | 昭和30年3月31日 白根町      | 昭和30年3月31日 白根町       | 白根町                       | 昭和34年6月1日 市制 白根市   | 昭和34年6月1日 市制 白根市  | 白根市                      | 白根市                     | 平成17年3月21日 新潟市に編入  | 新潟市 | 南区          |
| 中蒲原郡                 | 高井興野村           | 高井興野村           | 高井興野村                   | 高井興野村                 | 高井興野村                 | 高井興野村                 | 根岸村                     | 根岸村                           | 根岸村                     | 根岸村                       | 根岸村                       | 根岸村                       | 昭和30年3月31日 白根町      | 昭和30年3月31日 白根町       | 白根町                       | 昭和34年6月1日 市制 白根市   | 昭和34年6月1日 市制 白根市  | 白根市                      | 白根市                     | 平成17年3月21日 新潟市に編入  | 新潟市 | 南区          |
| 中蒲原郡                 | 山崎興野村           | 山崎興野村           | 山崎興野村                   | 山崎興野村                 | 山崎興野村                 | 山崎興野村                 | 根岸村                     | 根岸村                           | 根岸村                     | 根岸村                       | 根岸村                       | 根岸村                       | 昭和30年3月31日 白根町      | 昭和30年3月31日 白根町       | 白根町                       | 昭和34年6月1日 市制 白根市   | 昭和34年6月1日 市制 白根市  | 白根市                      | 白根市                     | 平成17年3月21日 新潟市に編入  | 新潟市 | 南区          |
| 中蒲原郡                 | 夏保新田             | 夏保新田             | 夏保新田                     | 夏保新田                   | 夏保新田                   | 夏保新田                   | 根岸村                     | 根岸村                           | 根岸村                     | 根岸村                       | 根岸村                       | 根岸村                       | 昭和30年3月31日 白根町      | 昭和30年3月31日 白根町       | 白根町                       | 昭和34年6月1日 市制 白根市   | 昭和34年6月1日 市制 白根市  | 白根市                      | 白根市                     | 平成17年3月21日 新潟市に編入  | 新潟市 | 南区          |
| 中蒲原郡                 | 中高井村             | 中高井村             | 中高井村                     | 中高井村                   | 中高井村                   | 中高井村                   | 根岸村                     | 根岸村                           | 根岸村                     | 根岸村                       | 根岸村                       | 根岸村                       | 昭和30年3月31日 白根町      | 昭和30年3月31日 白根町       | 白根町                       | 昭和34年6月1日 市制 白根市   | 昭和34年6月1日 市制 白根市  | 白根市                      | 白根市                     | 平成17年3月21日 新潟市に編入  | 新潟市 | 南区          |
| 中蒲原郡                 | 上高井村             | 上高井村             | 上高井村                     | 上高井村                   | 上高井村                   | 上高井村                   | 根岸村                     | 根岸村                           | 根岸村                     | 根岸村                       | 根岸村                       | 根岸村                       | 昭和30年3月31日 白根町      | 昭和30年3月31日 白根町       | 白根町                       | 昭和34年6月1日 市制 白根市   | 昭和34年6月1日 市制 白根市  | 白根市                      | 白根市                     | 平成17年3月21日 新潟市に編入  | 新潟市 | 南区          |
| 中蒲原郡                 | 田中村               | 田中村               | 田中村                       | 明治12年 改称 北田中村     | 明治12年 改称 北田中村     | 明治12年 改称 北田中村     | 根岸村                     | 根岸村                           | 根岸村                     | 根岸村                       | 根岸村                       | 根岸村                       | 昭和30年3月31日 白根町      | 昭和30年3月31日 白根町       | 白根町                       | 昭和34年6月1日 市制 白根市   | 昭和34年6月1日 市制 白根市  | 白根市                      | 白根市                     | 平成17年3月21日 新潟市に編入  | 新潟市 | 南区          |
| 中蒲原郡                 | 松橋村               |                      | 松橋村                       | 松橋村                     | 松橋村                     | 松橋村                     | 根岸村                     | 根岸村                           | 根岸村                     | 根岸村                       | 根岸村                       | 根岸村                       | 昭和30年3月31日 白根町      | 昭和30年3月31日 白根町       | 白根町                       | 昭和34年6月1日 市制 白根市   | 昭和34年6月1日 市制 白根市  | 白根市                      | 白根市                     | 平成17年3月21日 新潟市に編入  | 新潟市 | 南区          |
| 西蒲原郡                 | 松橋村               | （枝郷居宿）         | 明治10年 天麟村              | 明治12年 居宿村            | 明治12年 居宿村            | 明治12年 居宿村            | 七穂村                     | 七穂村                           | 明治34年11月1日 味方村     | 味方村                       | 味方村                       | 味方村                       | 味方村                      | 味方村                       | 味方村                       | 味方村                       | 味方村                      | 味方村                      | 味方村                     | 平成17年3月21日 新潟市に編入  | 新潟市 | 南区          |
| 西蒲原郡                 | 山王興野村           | 山王興野村           | 明治10年 天麟村              | 明治12年 山王村            | 明治12年 山王村            | 明治12年 山王村            | 七穂村                     | 七穂村                           | 明治34年11月1日 味方村     | 味方村                       | 味方村                       | 味方村                       | 味方村                      | 味方村                       | 味方村                       | 味方村                       | 味方村                      | 味方村                      | 味方村                     | 平成17年3月21日 新潟市に編入  | 新潟市 | 南区          |
| 西蒲原郡                 | 山王新田             | 山王新田             | 明治10年 天麟村              | 明治12年 山王新田          | 明治12年 山王新田          | 明治12年 山王新田          | 七穂村                     | 七穂村                           | 明治34年11月1日 味方村     | 味方村                       | 味方村                       | 味方村                       | 味方村                      | 味方村                       | 味方村                       | 味方村                       | 味方村                      | 味方村                      | 味方村                     | 平成17年3月21日 新潟市に編入  | 新潟市 | 南区          |
| 西蒲原郡                 | 大倉興野村           | 大倉興野村           | 明治10年 天麟村              | 明治12年 大倉村            | 明治12年 大倉村            | 明治12年 大倉村            | 七穂村                     | 七穂村                           | 明治34年11月1日 味方村     | 味方村                       | 味方村                       | 味方村                       | 味方村                      | 味方村                       | 味方村                       | 味方村                       | 味方村                      | 味方村                      | 味方村                     | 平成17年3月21日 新潟市に編入  | 新潟市 | 南区          |
| 西蒲原郡                 | 大倉新田             | 大倉新田             | 明治10年 天麟村              | 明治12年 大倉新田          | 明治12年 大倉新田          | 明治12年 大倉新田          | 七穂村                     | 七穂村                           | 明治34年11月1日 味方村     | 味方村                       | 味方村                       | 味方村                       | 味方村                      | 味方村                       | 味方村                       | 味方村                       | 味方村                      | 味方村                      | 味方村                     | 平成17年3月21日 新潟市に編入  | 新潟市 | 南区          |
| 西蒲原郡                 | 吉江村               | 吉江村               | 吉江村                       | 吉江村                     | 吉江村                     | 吉江村                     | 七穂村                     | 七穂村                           | 明治34年11月1日 味方村     | 味方村                       | 味方村                       | 味方村                       | 味方村                      | 味方村                       | 味方村                       | 味方村                       | 味方村                      | 味方村                      | 味方村                     | 平成17年3月21日 新潟市に編入  | 新潟市 | 南区          |
| 西蒲原郡                 | 吉田新田             | 吉田新田             | 吉田新田                     | 吉田新田                   | 吉田新田                   | 吉田新田                   | 七穂村                     | 七穂村                           | 明治34年11月1日 味方村     | 味方村                       | 味方村                       | 味方村                       | 味方村                      | 味方村                       | 味方村                       | 味方村                       | 味方村                      | 味方村                      | 味方村                     | 平成17年3月21日 新潟市に編入  | 新潟市 | 南区          |
| 西蒲原郡                 | 味方村               | 味方村               | 味方村                       | 味方村                     | 味方村                     | 明治18年 味方村            | 味方村                     | 味方村                           | 明治34年11月1日 味方村     | 味方村                       | 味方村                       | 味方村                       | 味方村                      | 味方村                       | 味方村                       | 味方村                       | 味方村                      | 味方村                      | 味方村                     | 平成17年3月21日 新潟市に編入  | 新潟市 | 南区          |
| 西蒲原郡                 | 味方新田             | 味方新田             | 味方新田                     | 味方新田                   | 味方新田                   | 明治18年 味方村            | 味方村                     | 味方村                           | 明治34年11月1日 味方村     | 味方村                       | 味方村                       | 味方村                       | 味方村                      | 味方村                       | 味方村                       | 味方村                       | 味方村                      | 味方村                      | 味方村                     | 平成17年3月21日 新潟市に編入  | 新潟市 | 南区          |
| 西蒲原郡                 | 白根村               | 白根村               | 白根村                       | 白根村                     | 白根村                     | 白根村                     | 白根村                     | 白根村                           | 明治34年11月1日 味方村     | 味方村                       | 味方村                       | 味方村                       | 味方村                      | 味方村                       | 味方村                       | 味方村                       | 味方村                      | 味方村                      | 味方村                     | 平成17年3月21日 新潟市に編入  | 新潟市 | 南区          |
| 西蒲原郡                 | 月潟村               | 月潟村               | 月潟村                       | 月潟村                     | 月潟村                     | 月潟村                     | 秋津村                     | 秋津村                           | 明治39年4月1日 月潟村      | 月潟村                       | 月潟村                       | 月潟村                       | 月潟村                      | 月潟村                       | 月潟村                       | 月潟村                       | 月潟村                      | 月潟村                      | 月潟村                     | 平成17年3月21日 新潟市に編入  | 新潟市 | 南区          |
| 西蒲原郡                 | 大別当村             | 大別当村             | 大別当村                     | 大別当村                   | 大別当村                   | 大別当村                   | 秋津村                     | 秋津村                           | 明治39年4月1日 月潟村      | 月潟村                       | 月潟村                       | 月潟村                       | 月潟村                      | 月潟村                       | 月潟村                       | 月潟村                       | 月潟村                      | 月潟村                      | 月潟村                     | 平成17年3月21日 新潟市に編入  | 新潟市 | 南区          |
| 西蒲原郡                 | 西萱場村             | 西萱場村             | 西萱場村                     | 西萱場村                   | 西萱場村                   | 西萱場村                   | 秋津村                     | 秋津村                           | 明治39年4月1日 月潟村      | 月潟村                       | 月潟村                       | 月潟村                       | 月潟村                      | 月潟村                       | 月潟村                       | 月潟村                       | 月潟村                      | 月潟村                      | 月潟村                     | 平成17年3月21日 新潟市に編入  | 新潟市 | 南区          |
| 西蒲原郡                 | 上曲通村             | 上曲通村             | 上曲通村                     | 上曲通村                   | 上曲通村                   | 上曲通村                   | 曲通村                     | 曲通村                           | 明治39年4月1日 月潟村      | 月潟村                       | 月潟村                       | 月潟村                       | 月潟村                      | 月潟村                       | 月潟村                       | 月潟村                       | 月潟村                      | 月潟村                      | 月潟村                     | 平成17年3月21日 新潟市に編入  | 新潟市 | 南区          |
| 西蒲原郡                 | 下曲通村             | 下曲通村             | 下曲通村                     | 下曲通村                   | 下曲通村                   | 下曲通村                   | 曲通村                     | 曲通村                           | 明治39年4月1日 月潟村      | 月潟村                       | 月潟村                       | 月潟村                       | 月潟村                      | 月潟村                       | 月潟村                       | 月潟村                       | 月潟村                      | 月潟村                      | 月潟村                     | 平成17年3月21日 新潟市に編入  | 新潟市 | 南区          |
| 西蒲原郡                 | 長島村               | 長島村               | 長島村                       | 明治12年 改称 東長島村     | 明治12年 改称 東長島村     | 明治12年 改称 東長島村     | 中合村                     | 中合村                           | 明治39年4月1日 月潟村      | 月潟村                       | 月潟村                       | 月潟村                       | 月潟村                      | 月潟村                       | 月潟村                       | 月潟村                       | 月潟村                      | 月潟村                      | 月潟村                     | 平成17年3月21日 新潟市に編入  | 新潟市 | 南区          |
| 西蒲原郡                 | 釣寄村               | 釣寄村               | 釣寄村                       | 釣寄村                     | 釣寄村                     | 釣寄村                     | 中合村                     | 中合村                           | 明治39年4月1日 月潟村      | 月潟村                       | 月潟村                       | 月潟村                       | 月潟村                      | 月潟村                       | 月潟村                       | 月潟村                       | 月潟村                      | 月潟村                      | 月潟村                     | 平成17年3月21日 新潟市に編入  | 新潟市 | 南区          |
| 西蒲原郡                 | 釣寄新村             | 釣寄新村             | 釣寄新村                     | 釣寄新村                   | 釣寄新村                   | 釣寄新村                   | 中合村                     | 中合村                           | 明治39年4月1日 月潟村      | 月潟村                       | 月潟村                       | 月潟村                       | 月潟村                      | 月潟村                       | 月潟村                       | 月潟村                       | 月潟村                      | 月潟村                      | 月潟村                     | 平成17年3月21日 新潟市に編入  | 新潟市 | 南区          |
| 西蒲原郡                 | 木滑村               | 木滑村               | 木滑村                       | 木滑村                     | 木滑村                     | 木滑村                     | 中合村                     | 中合村                           | 明治39年4月1日 月潟村      | 月潟村                       | 月潟村                       | 月潟村                       | 月潟村                      | 月潟村                       | 月潟村                       | 月潟村                       | 月潟村                      | 月潟村                      | 月潟村                     | 平成17年3月21日 新潟市に編入  | 新潟市 | 南区          |
| 西蒲原郡                 | 羽黒村               | 羽黒村               | 羽黒村                       | 羽黒村                     | 羽黒村                     | 羽黒村                     | 加奈居村                   | 加奈居村                         | 明治34年11月1日 松長村     | 松長村                       | 松長村                       | 昭和29年3月31日 燕市         | 昭和29年7月7日 中之口村     | 昭和29年7月7日 中之口村      | 中之口村                     | 中之口村                     | 中之口村                    | 中之口村                    | 中之口村                   | 平成17年3月21日 新潟市に編入  | 新潟市 | 西蒲区        |
| 西蒲原郡                 | 姥島村               | 姥島村               | 姥島村                       | 姥島村                     | 姥島村                     | 姥島村                     | 加奈居村                   | 加奈居村                         | 明治34年11月1日 松長村     | 松長村                       | 松長村                       | 昭和29年3月31日 燕市         | 昭和29年7月7日 中之口村     | 昭和29年7月7日 中之口村      | 中之口村                     | 中之口村                     | 中之口村                    | 中之口村                    | 中之口村                   | 平成17年3月21日 新潟市に編入  | 新潟市 | 西蒲区        |
| 西蒲原郡                 | 真木村               | 真木村               | 真木村                       | 真木村                     | 真木村                     | 真木村                     | 加奈居村                   | 加奈居村                         | 明治34年11月1日 松長村     | 松長村                       | 松長村                       | 昭和29年3月31日 燕市         | 昭和29年7月7日 中之口村     | 昭和29年7月7日 中之口村      | 中之口村                     | 中之口村                     | 中之口村                    | 中之口村                    | 中之口村                   | 平成17年3月21日 新潟市に編入  | 新潟市 | 西蒲区        |
| 西蒲原郡                 | 道上村               | 道上村               | 道上村                       | 明治15年 道上村            | 明治15年 道上村            | 明治15年 道上村            | 道上村                     | 道上村                           | 明治34年11月1日 道上村     | 道上村                       | 道上村                       | 道上村                       | 昭和29年7月7日 中之口村     | 昭和29年7月7日 中之口村      | 中之口村                     | 中之口村                     | 中之口村                    | 中之口村                    | 中之口村                   | 平成17年3月21日 新潟市に編入  | 新潟市 | 西蒲区        |
| 西蒲原郡                 | 道上村ノ内           | 道上村ノ内           | 道上村ノ内                   | 明治15年 道上村            | 明治15年 道上村            | 明治15年 道上村            | 道上村                     | 道上村                           | 明治34年11月1日 道上村     | 道上村                       | 道上村                       | 道上村                       | 昭和29年7月7日 中之口村     | 昭和29年7月7日 中之口村      | 中之口村                     | 中之口村                     | 中之口村                    | 中之口村                    | 中之口村                   | 平成17年3月21日 新潟市に編入  | 新潟市 | 西蒲区        |
| 西蒲原郡                 | 福島村               | 福島村               | 福島村                       | 福島村                     | 福島村                     | 福島村                     | 道上村                     | 道上村                           | 明治34年11月1日 道上村     | 道上村                       | 道上村                       | 道上村                       | 昭和29年7月7日 中之口村     | 昭和29年7月7日 中之口村      | 中之口村                     | 中之口村                     | 中之口村                    | 中之口村                    | 中之口村                   | 平成17年3月21日 新潟市に編入  | 新潟市 | 西蒲区        |
| 西蒲原郡                 | 河間村               | 河間村               | 河間村                       | 河間村                     | 河間村                     | 河間村                     | 道上村                     | 道上村                           | 明治34年11月1日 道上村     | 道上村                       | 道上村                       | 道上村                       | 昭和29年7月7日 中之口村     | 昭和29年7月7日 中之口村      | 中之口村                     | 中之口村                     | 中之口村                    | 中之口村                    | 中之口村                   | 平成17年3月21日 新潟市に編入  | 新潟市 | 西蒲区        |
| 西蒲原郡                 | 打越村               | 打越村               | 打越村                       | 打越村                     | 打越村                     | 打越村                     | 打越村                     | 打越村                           | 明治34年11月1日 道上村     | 道上村                       | 道上村                       | 道上村                       | 昭和29年7月7日 中之口村     | 昭和29年7月7日 中之口村      | 中之口村                     | 中之口村                     | 中之口村                    | 中之口村                    | 中之口村                   | 平成17年3月21日 新潟市に編入  | 新潟市 | 西蒲区        |
| 西蒲原郡                 | 牧ヶ島村             | 牧ヶ島村             | 牧ヶ島村                     | 牧ヶ島村                   | 牧ヶ島村                   | 牧ヶ島村                   | 打越村                     | 打越村                           | 明治34年11月1日 道上村     | 道上村                       | 道上村                       | 道上村                       | 昭和29年7月7日 中之口村     | 昭和29年7月7日 中之口村      | 中之口村                     | 中之口村                     | 中之口村                    | 中之口村                    | 中之口村                   | 平成17年3月21日 新潟市に編入  | 新潟市 | 西蒲区        |
| 西蒲原郡                 | 三門新田村           | 三門新田村           | 三門新田村                   | 三門新田村                 | 三門新田村                 | 三門新田村                 | 三針村                     | 三針村                           | 明治34年11月1日 道上村     | 道上村                       | 道上村                       | 道上村                       | 昭和29年7月7日 中之口村     | 昭和29年7月7日 中之口村      | 中之口村                     | 中之口村                     | 中之口村                    | 中之口村                    | 中之口村                   | 平成17年3月21日 新潟市に編入  | 新潟市 | 西蒲区        |
| 西蒲原郡                 | 針ヶ曽根村           | 針ヶ曽根村           | 針ヶ曽根村                   | 針ヶ曽根村                 | 針ヶ曽根村                 | 針ヶ曽根村                 | 三針村                     | 三針村                           | 明治34年11月1日 小吉村     | 小吉村                       | 小吉村                       | 小吉村                       | 昭和29年7月7日 中之口村     | 昭和29年7月7日 中之口村      | 中之口村                     | 中之口村                     | 中之口村                    | 中之口村                    | 中之口村                   | 平成17年3月21日 新潟市に編入  | 新潟市 | 西蒲区        |
| 西蒲原郡                 | 長場村               | 長場村               | 長場村                       | 長場村                     | 長場村                     | 長場村                     | 小吉村                     | 小吉村                           | 明治34年11月1日 小吉村     | 小吉村                       | 小吉村                       | 小吉村                       | 昭和29年7月7日 中之口村     | 昭和29年7月7日 中之口村      | 中之口村                     | 中之口村                     | 中之口村                    | 中之口村                    | 中之口村                   | 平成17年3月21日 新潟市に編入  | 新潟市 | 西蒲区        |
| 西蒲原郡                 | 潟浦新村             | 潟浦新村             | 潟浦新村                     | 潟浦新村                   | 潟浦新村                   | 潟浦新村                   | 小吉村                     | 小吉村                           | 明治34年11月1日 小吉村     | 小吉村                       | 小吉村                       | 小吉村                       | 昭和29年7月7日 中之口村     | 昭和29年7月7日 中之口村      | 中之口村                     | 中之口村                     | 中之口村                    | 中之口村                    | 中之口村                   | 平成17年3月21日 新潟市に編入  | 新潟市 | 西蒲区        |
| 西蒲原郡                 | 高野宮村             | 高野宮村             | 高野宮村                     | 高野宮村                   | 高野宮村                   | 高野宮村                   | 小吉村                     | 小吉村                           | 明治34年11月1日 小吉村     | 小吉村                       | 小吉村                       | 小吉村                       | 昭和29年7月7日 中之口村     | 昭和29年7月7日 中之口村      | 中之口村                     | 中之口村                     | 中之口村                    | 中之口村                    | 中之口村                   | 平成17年3月21日 新潟市に編入  | 新潟市 | 西蒲区        |
| 西蒲原郡                 | 中村                 | 中村                 | 中村                         | 明治12年 改称 東中村       | 明治12年 改称 東中村       | 明治12年 改称 東中村       | 小吉村                     | 小吉村                           | 明治34年11月1日 小吉村     | 小吉村                       | 小吉村                       | 小吉村                       | 昭和29年7月7日 中之口村     | 昭和29年7月7日 中之口村      | 中之口村                     | 中之口村                     | 中之口村                    | 中之口村                    | 中之口村                   | 平成17年3月21日 新潟市に編入  | 新潟市 | 西蒲区        |
| 西蒲原郡                 | 六分村               | 六分村               | 六分村                       | 六分村                     | 六分村                     | 六分村                     | 小吉村                     | 小吉村                           | 明治34年11月1日 小吉村     | 小吉村                       | 小吉村                       | 小吉村                       | 昭和29年7月7日 中之口村     | 昭和29年7月7日 中之口村      | 中之口村                     | 中之口村                     | 中之口村                    | 中之口村                    | 中之口村                   | 平成17年3月21日 新潟市に編入  | 新潟市 | 西蒲区        |
| 西蒲原郡                 | 門田村               | 門田村               | 門田村                       | 門田村                     | 門田村                     | 門田村                     | 小吉村                     | 小吉村                           | 明治34年11月1日 小吉村     | 小吉村                       | 小吉村                       | 小吉村                       | 昭和29年7月7日 中之口村     | 昭和29年7月7日 中之口村      | 中之口村                     | 中之口村                     | 中之口村                    | 中之口村                    | 中之口村                   | 平成17年3月21日 新潟市に編入  | 新潟市 | 西蒲区        |
| 西蒲原郡                 | 船越村               | 船越村               | 船越村                       | 明治12年 改称 東船越村     | 明治12年 改称 東船越村     | 明治12年 改称 東船越村     | 小吉村                     | 小吉村                           | 明治34年11月1日 小吉村     | 小吉村                       | 小吉村                       | 小吉村                       | 昭和29年7月7日 中之口村     | 昭和29年7月7日 中之口村      | 中之口村                     | 中之口村                     | 中之口村                    | 中之口村                    | 中之口村                   | 平成17年3月21日 新潟市に編入  | 新潟市 | 西蒲区        |
| 西蒲原郡                 | 真田村               | 真田村               | 真田村                       | 真田村                     | 真田村                     | 真田村                     | 鎧郷村                     | 鎧郷村                           | 明治34年11月1日 鎧郷村     | 鎧郷村                       | 鎧郷村                       | 鎧郷村                       | 昭和30年3月31日 西川町      | 西川町                       | 潟東村                       | 潟東村                       | 昭和36年6月10日 西川町      | 西川町                      | 西川町                     | 平成17年3月21日 新潟市に編入  | 新潟市 | 西蒲区        |
| 西蒲原郡                 | 天竺堂村             | 天竺堂村             | 天竺堂村                     | 天竺堂村                   | 天竺堂村                   | 天竺堂村                   | 鎧郷村                     | 鎧郷村                           | 明治34年11月1日 鎧郷村     | 鎧郷村                       | 鎧郷村                       | 鎧郷村                       | 昭和30年3月31日 西川町      | 西川町                       | 潟東村                       | 潟東村                       | 昭和36年6月10日 西川町      | 西川町                      | 西川町                     | 平成17年3月21日 新潟市に編入  | 新潟市 | 西蒲区        |
| 西蒲原郡                 | 槙島村               | 槙島村               | 槙島村                       | 槙島村                     | 槙島村                     | 槙島村                     | 鎧郷村                     | 鎧郷村                           | 明治34年11月1日 鎧郷村     | 鎧郷村                       | 鎧郷村                       | 鎧郷村                       | 昭和30年3月31日 西川町      | 西川町                       | 潟東村                       | 潟東村                       | 昭和36年6月10日 西川町      | 西川町                      | 西川町                     | 平成17年3月21日 新潟市に編入  | 新潟市 | 西蒲区        |
| 西蒲原郡                 | 押付村               | 押付村               | 押付村                       | 押付村                     | 押付村                     | 押付村                     | 鎧郷村                     | 鎧郷村                           | 明治34年11月1日 鎧郷村     | 鎧郷村                       | 鎧郷村                       | 鎧郷村                       | 昭和30年3月31日 西川町      | 西川町                       | 潟東村                       | 潟東村                       | 昭和36年6月10日 西川町      | 西川町                      | 西川町                     | 平成17年3月21日 新潟市に編入  | 新潟市 | 西蒲区        |
| 西蒲原郡                 | 矢島村古新田         | 矢島村古新田         | 矢島村古新田                 | 矢島村古新田               | 矢島村古新田               | 矢島村古新田               | 鎧郷村                     | 鎧郷村                           | 明治34年11月1日 鎧郷村     | 鎧郷村                       | 鎧郷村                       | 鎧郷村                       | 昭和30年3月31日 西川町      | 西川町                       | 潟東村                       | 潟東村                       | 昭和36年6月10日 西川町      | 西川町                      | 西川町                     | 平成17年3月21日 新潟市に編入  | 新潟市 | 西蒲区        |
| 西蒲原郡                 | 割前村               | 割前村               | 割前村                       | 割前村                     | 割前村                     | 割前村                     | 鎧郷村                     | 鎧郷村                           | 明治34年11月1日 鎧郷村     | 鎧郷村                       | 鎧郷村                       | 鎧郷村                       | 昭和30年3月31日 西川町      | 昭和30年7月10日 巻町に編入   | 巻町                         | 巻町                         | 巻町                        | 巻町                        | 巻町                       | 平成17年10月10日 新潟市に編入 | 新潟市 | 西蒲区        |
| 西蒲原郡                 | 葉萱場車場村         | 葉萱場車場村         | 葉萱場車場村                 | 葉萱場車場村               | 葉萱場車場村               | 葉萱場車場村               | 鎧郷村                     | 鎧郷村                           | 明治34年11月1日 鎧郷村     | 鎧郷村                       | 鎧郷村                       | 鎧郷村                       | 昭和30年3月31日 西川町      | 昭和30年7月10日 巻町に編入   | 巻町                         | 巻町                         | 巻町                        | 巻町                        | 巻町                       | 平成17年10月10日 新潟市に編入 | 新潟市 | 西蒲区        |
| 西蒲原郡                 | 中郷屋村             | 中郷屋村             | 中郷屋村                     | 中郷屋村                   | 中郷屋村                   | 中郷屋村                   | 鎧郷村                     | 鎧郷村                           | 明治34年11月1日 鎧郷村     | 鎧郷村                       | 鎧郷村                       | 鎧郷村                       | 昭和30年3月31日 西川町      | 昭和30年7月10日 巻町に編入   | 巻町                         | 巻町                         | 巻町                        | 巻町                        | 巻町                       | 平成17年10月10日 新潟市に編入 | 新潟市 | 西蒲区        |
| 西蒲原郡                 | 東汰上村             | 東汰上村             | 東汰上村                     | 東汰上村                   | 東汰上村                   | 東汰上村                   | 鎧郷村                     | 鎧郷村                           | 明治34年11月1日 鎧郷村     | 鎧郷村                       | 鎧郷村                       | 鎧郷村                       | 昭和30年3月31日 西川町      | 昭和30年7月10日 巻町に編入   | 巻町                         | 巻町                         | 巻町                        | 巻町                        | 巻町                       | 平成17年10月10日 新潟市に編入 | 新潟市 | 西蒲区        |
| 西蒲原郡                 | 羽田村               | 羽田村               | 羽田村                       | 羽田村                     | 羽田村                     | 羽田村                     | 西川村                     | 西川村                           | 明治34年11月1日 鎧郷村     | 鎧郷村                       | 鎧郷村                       | 鎧郷村                       | 昭和30年3月31日 西川町      | 昭和30年7月10日 巻町に編入   | 巻町                         | 巻町                         | 巻町                        | 巻町                        | 巻町                       | 平成17年10月10日 新潟市に編入 | 新潟市 | 西蒲区        |
| 西蒲原郡                 | 西汰上村             | 西汰上村             | 西汰上村                     | 西汰上村                   | 西汰上村                   | 西汰上村                   | 西川村                     | 西川村                           | 明治34年11月1日 鎧郷村     | 鎧郷村                       | 鎧郷村                       | 鎧郷村                       | 昭和30年3月31日 西川町      | 西川町                       | 西川町                       | 西川町                       | 昭和36年6月10日 西川町      | 西川町                      | 西川町                     | 平成17年3月21日 新潟市に編入  | 新潟市 | 西蒲区        |
| 西蒲原郡                 | 中島新田村           | 中島新田村           | 中島新田村                   | 中島新田村                 | 中島新田村                 | 中島新田村                 | 西川村                     | 西川村                           | 明治34年11月1日 鎧郷村     | 鎧郷村                       | 鎧郷村                       | 鎧郷村                       | 昭和30年3月31日 西川町      | 西川町                       | 西川町                       | 西川町                       | 昭和36年6月10日 西川町      | 西川町                      | 西川町                     | 平成17年3月21日 新潟市に編入  | 新潟市 | 西蒲区        |
| 西蒲原郡                 | 川崎郷屋村           | 川崎郷屋村           | 明治10年 川崎郷屋村          | 川崎郷屋村                 | 川崎郷屋村                 | 川崎郷屋村                 | 西川村                     | 西川村                           | 明治34年11月1日 鎧郷村     | 鎧郷村                       | 鎧郷村                       | 鎧郷村                       | 昭和30年3月31日 西川町      | 西川町                       | 西川町                       | 西川町                       | 昭和36年6月10日 西川町      | 西川町                      | 西川町                     | 平成17年3月21日 新潟市に編入  | 新潟市 | 西蒲区        |
| 西蒲原郡                 | 尺子木村             |                      | 明治10年 川崎郷屋村          | 川崎郷屋村                 | 川崎郷屋村                 | 川崎郷屋村                 | 西川村                     | 西川村                           | 明治34年11月1日 鎧郷村     | 鎧郷村                       | 鎧郷村                       | 鎧郷村                       | 昭和30年3月31日 西川町      | 西川町                       | 西川町                       | 西川町                       | 昭和36年6月10日 西川町      | 西川町                      | 西川町                     | 平成17年3月21日 新潟市に編入  | 新潟市 | 西蒲区        |
| 西蒲原郡                 | 下山村               | 下山村               | 下山村                       | 下山村                     | 下山村                     | 下山村                     | 西川村                     | 西川村                           | 明治34年11月1日 鎧郷村     | 鎧郷村                       | 鎧郷村                       | 鎧郷村                       | 昭和30年3月31日 西川町      | 西川町                       | 西川町                       | 西川町                       | 昭和36年6月10日 西川町      | 西川町                      | 西川町                     | 平成17年3月21日 新潟市に編入  | 新潟市 | 西蒲区        |
| 西蒲原郡                 | 平野村               | 平野村               | 平野村                       | 平野村                     | 平野村                     | 平野村                     | 西川村                     | 西川村                           | 明治34年11月1日 鎧郷村     | 鎧郷村                       | 鎧郷村                       | 鎧郷村                       | 昭和30年3月31日 西川町      | 西川町                       | 西川町                       | 西川町                       | 昭和36年6月10日 西川町      | 西川町                      | 西川町                     | 平成17年3月21日 新潟市に編入  | 新潟市 | 西蒲区        |
| 西蒲原郡                 | 鱸郷屋村             | 鱸郷屋村             | 鱸郷屋村                     | 鱸郷屋村                   | 鱸郷屋村                   | 鱸郷屋村                   | 西川村                     | 西川村                           | 明治34年11月1日 鎧郷村     | 鎧郷村                       | 鎧郷村                       | 鎧郷村                       | 昭和30年3月31日 西川町      | 西川町                       | 西川町                       | 西川町                       | 昭和36年6月10日 西川町      | 西川町                      | 西川町                     | 平成17年3月21日 新潟市に編入  | 新潟市 | 西蒲区        |
| 西蒲原郡                 | 曽根村               | 曽根村               | 曽根村                       | 明治13年 曽根村            | 明治13年 曽根村            | 明治13年 曽根村            | 曽根村                     | 曽根村                           | 曽根村                     | 曽根村                       | 昭和5年12月1日 町制 曽根町   | 曽根町                       | 昭和30年3月31日 西川町      | 西川町                       | 西川町                       | 西川町                       | 昭和36年6月10日 西川町      | 西川町                      | 西川町                     | 平成17年3月21日 新潟市に編入  | 新潟市 | 西蒲区        |
| 西蒲原郡                 | 富出村外新田         | 富出村外新田         | 富出村外新田                 | 明治13年 曽根村            | 明治13年 曽根村            | 明治13年 曽根村            | 曽根村                     | 曽根村                           | 曽根村                     | 曽根村                       | 昭和5年12月1日 町制 曽根町   | 曽根町                       | 昭和30年3月31日 西川町      | 西川町                       | 西川町                       | 西川町                       | 昭和36年6月10日 西川町      | 西川町                      | 西川町                     | 平成17年3月21日 新潟市に編入  | 新潟市 | 西蒲区        |
| 西蒲原郡                 | 善光寺村             | 善光寺村             | 善光寺村                     | 善光寺村                   | 善光寺村                   | 善光寺村                   | 曽根村                     | 曽根村                           | 曽根村                     | 曽根村                       | 昭和5年12月1日 町制 曽根町   | 曽根町                       | 昭和30年3月31日 西川町      | 西川町                       | 西川町                       | 西川町                       | 昭和36年6月10日 西川町      | 西川町                      | 西川町                     | 平成17年3月21日 新潟市に編入  | 新潟市 | 西蒲区        |
| 西蒲原郡                 | 桑山村               | 桑山村               | 桑山村                       | 桑山村                     | 桑山村                     | 桑山村                     | 曽根村                     | 曽根村                           | 曽根村                     | 曽根村                       | 昭和5年12月1日 町制 曽根町   | 曽根町                       | 昭和30年3月31日 西川町      | 西川町                       | 西川町                       | 西川町                       | 昭和36年6月10日 西川町      | 西川町                      | 西川町                     | 平成17年3月21日 新潟市に編入  | 新潟市 | 西蒲区        |
| 西蒲原郡                 | 善光寺村受           | 善光寺村受           | 善光寺村受                   | 善光寺村受                 | 善光寺村受                 | 善光寺村受                 | 曽根村                     | 曽根村                           | 曽根村                     | 曽根村                       | 昭和5年12月1日 町制 曽根町   | 曽根町                       | 昭和30年3月31日 西川町      | 西川町                       | 西川町                       | 西川町                       | 昭和36年6月10日 西川町      | 西川町                      | 西川町                     | 平成17年3月21日 新潟市に編入  | 新潟市 | 西蒲区        |
| 西蒲原郡                 | 籏屋村               | 籏屋村               | 籏屋村                       | 籏屋村                     | 籏屋村                     | 籏屋村                     | 曽根村                     | 曽根村                           | 曽根村                     | 曽根村                       | 昭和5年12月1日 町制 曽根町   | 曽根町                       | 昭和30年3月31日 西川町      | 西川町                       | 西川町                       | 西川町                       | 昭和36年6月10日 西川町      | 西川町                      | 西川町                     | 平成17年3月21日 新潟市に編入  | 新潟市 | 西蒲区        |
| 西蒲原郡                 | 松崎村外新田         | 松崎村外新田         | 明治初年 改称 松崎村         | 松崎村                     | 松崎村                     | 松崎村                     | 曽根村                     | 曽根村                           | 曽根村                     | 曽根村                       | 昭和5年12月1日 町制 曽根町   | 曽根町                       | 昭和30年3月31日 西川町      | 西川町                       | 西川町                       | 西川町                       | 昭和36年6月10日 西川町      | 西川町                      | 西川町                     | 平成17年3月21日 新潟市に編入  | 新潟市 | 西蒲区        |
| 西蒲原郡                 | 升潟村               | 升潟村               | 升潟村                       | 升潟村                     | 升潟村                     | 升潟村                     | 升潟村                     | 升潟村                           | 升潟村                     | 升潟村                       | 升潟村                       | 升潟村                       | 升潟村                      | 升潟村                       | 升潟村                       | 升潟村                       | 昭和36年6月10日 西川町      | 西川町                      | 西川町                     | 平成17年3月21日 新潟市に編入  | 新潟市 | 西蒲区        |
| 西蒲原郡                 | 兵右衛門新田         | 兵右衛門新田         | 兵右衛門新田                 | 兵右衛門新田               | 兵右衛門新田               | 兵右衛門新田               | 升潟村                     | 升潟村                           | 升潟村                     | 升潟村                       | 升潟村                       | 升潟村                       | 升潟村                      | 升潟村                       | 升潟村                       | 升潟村                       | 昭和36年6月10日 西川町      | 西川町                      | 西川町                     | 平成17年3月21日 新潟市に編入  | 新潟市 | 西蒲区        |
| 西蒲原郡                 | 大潟村古新田         | 大潟村古新田         | 大潟村古新田                 | 大潟村古新田               | 大潟村古新田               | 大潟村古新田               | 升潟村                     | 升潟村                           | 升潟村                     | 升潟村                       | 升潟村                       | 升潟村                       | 升潟村                      | 升潟村                       | 升潟村                       | 升潟村                       | 昭和36年6月10日 西川町      | 西川町                      | 西川町                     | 平成17年3月21日 新潟市に編入  | 新潟市 | 西蒲区        |
| 西蒲原郡                 | 浦村新田村           | 浦村新田村           | 浦村新田村                   | 浦村新田村                 | 浦村新田村                 | 浦村新田村                 | 升潟村                     | 升潟村                           | 升潟村                     | 升潟村                       | 升潟村                       | 升潟村                       | 升潟村                      | 升潟村                       | 升潟村                       | 升潟村                       | 昭和36年6月10日 西川町      | 西川町                      | 西川町                     | 平成17年3月21日 新潟市に編入  | 新潟市 | 西蒲区        |
| 西蒲原郡                 | 大関村古新田         | 大関村古新田         | 大関村古新田                 | 大関村古新田               | 大関村古新田               | 大関村古新田               | 升潟村                     | 升潟村                           | 升潟村                     | 升潟村                       | 升潟村                       | 升潟村                       | 升潟村                      | 升潟村                       | 升潟村                       | 升潟村                       | 昭和36年6月10日 西川町      | 西川町                      | 西川町                     | 平成17年3月21日 新潟市に編入  | 新潟市 | 西蒲区        |
| 西蒲原郡                 | 升岡新田             | 升岡新田             | 升岡新田                     | 升岡新田                   | 升岡新田                   | 升岡新田                   | 升潟村                     | 升潟村                           | 升潟村                     | 升潟村                       | 升潟村                       | 升潟村                       | 升潟村                      | 升潟村                       | 升潟村                       | 升潟村                       | 昭和36年6月10日 西川町      | 西川町                      | 西川町                     | 平成17年3月21日 新潟市に編入  | 新潟市 | 西蒲区        |
| 西蒲原郡                 | 貝柄新田             | 貝柄新田             | 貝柄新田                     | 貝柄新田                   | 貝柄新田                   | 貝柄新田                   | 升潟村                     | 升潟村                           | 升潟村                     | 升潟村                       | 升潟村                       | 升潟村                       | 升潟村                      | 升潟村                       | 升潟村                       | 升潟村                       | 昭和36年6月10日 西川町      | 西川町                      | 西川町                     | 平成17年3月21日 新潟市に編入  | 新潟市 | 西蒲区        |
| 西蒲原郡                 | 三角野新田           | 三角野新田           | 三角野新田                   | 三角野新田                 | 三角野新田                 | 三角野新田                 | 升潟村                     | 升潟村                           | 升潟村                     | 升潟村                       | 升潟村                       | 升潟村                       | 升潟村                      | 升潟村                       | 升潟村                       | 升潟村                       | 昭和36年6月10日 西川町      | 西川町                      | 西川町                     | 平成17年3月21日 新潟市に編入  | 新潟市 | 西蒲区        |
| 西蒲原郡                 | 堀上新田             | 堀上新田             | 堀上新田                     | 堀上新田                   | 堀上新田                   | 堀上新田                   | 升潟村                     | 升潟村                           | 升潟村                     | 升潟村                       | 升潟村                       | 升潟村                       | 升潟村                      | 升潟村                       | 升潟村                       | 升潟村                       | 昭和36年6月10日 西川町      | 西川町                      | 西川町                     | 平成17年3月21日 新潟市に編入  | 新潟市 | 西蒲区        |
| 西蒲原郡                 | 与兵衛野新田         | 与兵衛野新田         | 与兵衛野新田                 | 与兵衛野新田               | 与兵衛野新田               | 与兵衛野新田               | 升潟村                     | 升潟村                           | 升潟村                     | 升潟村                       | 升潟村                       | 升潟村                       | 升潟村                      | 升潟村                       | 升潟村                       | 升潟村                       | 昭和36年6月10日 西川町      | 西川町                      | 西川町                     | 平成17年3月21日 新潟市に編入  | 新潟市 | 西蒲区        |
| 西蒲原郡                 | 熊潟新田             | 熊潟新田             | 熊潟新田                     | 熊潟新田                   | 熊潟新田                   | 熊潟新田                   | 升潟村                     | 升潟村                           | 升潟村                     | 升潟村                       | 升潟村                       | 升潟村                       | 升潟村                      | 升潟村                       | 升潟村                       | 升潟村                       | 昭和36年6月10日 西川町      | 西川町                      | 西川町                     | 平成17年3月21日 新潟市に編入  | 新潟市 | 西蒲区        |
| 西蒲原郡                 | 遠藤村               | 遠藤村               | 遠藤村                       | 遠藤村                     | 遠藤村                     | 遠藤村                     | 横戸村                     | 横戸村                           | 明治34年11月1日 四ツ合村   | 四ツ合村                     | 四ツ合村                     | 四ツ合村                     | 昭和30年3月31日 潟東村      | 昭和30年3月31日 潟東村       | 潟東村                       | 潟東村                       | 潟東村                      | 潟東村                      | 潟東村                     | 平成17年3月21日 新潟市に編入  | 新潟市 | 西蒲区        |
| 西蒲原郡                 | 横戸村               | 横戸村               | 横戸村                       | 横戸村                     | 横戸村                     | 横戸村                     | 横戸村                     | 横戸村                           | 明治34年11月1日 四ツ合村   | 四ツ合村                     | 四ツ合村                     | 四ツ合村                     | 昭和30年3月31日 潟東村      | 昭和30年3月31日 潟東村       | 潟東村                       | 潟東村                       | 潟東村                      | 潟東村                      | 潟東村                     | 平成17年3月21日 新潟市に編入  | 新潟市 | 西蒲区        |
| 西蒲原郡                 | 水沢新田村           | 水沢新田村           | 水沢新田村                   | 水沢新田村                 | 明治17年 水沢新田村        | 明治19年 水沢新田村        | 横戸村                     | 横戸村                           | 明治34年11月1日 四ツ合村   | 四ツ合村                     | 四ツ合村                     | 四ツ合村                     | 昭和30年3月31日 潟東村      | 昭和30年3月31日 潟東村       | 潟東村                       | 潟東村                       | 潟東村                      | 潟東村                      | 潟東村                     | 平成17年3月21日 新潟市に編入  | 新潟市 | 西蒲区        |
| 西蒲原郡                 | 嵐潟新田             | 嵐潟新田             | 嵐潟新田                     | 嵐潟新田                   | 明治17年 水沢新田村        | 明治19年 水沢新田村        | 横戸村                     | 横戸村                           | 明治34年11月1日 四ツ合村   | 四ツ合村                     | 四ツ合村                     | 四ツ合村                     | 昭和30年3月31日 潟東村      | 昭和30年3月31日 潟東村       | 潟東村                       | 潟東村                       | 潟東村                      | 潟東村                      | 潟東村                     | 平成17年3月21日 新潟市に編入  | 新潟市 | 西蒲区        |
| 西蒲原郡                 | 水沢新田村受         | 水沢新田村受         | 水沢新田村受                 | 水沢新田村受               | 水沢新田村受               | 明治19年 水沢新田村        | 横戸村                     | 横戸村                           | 明治34年11月1日 四ツ合村   | 四ツ合村                     | 四ツ合村                     | 四ツ合村                     | 昭和30年3月31日 潟東村      | 昭和30年3月31日 潟東村       | 潟東村                       | 潟東村                       | 潟東村                      | 潟東村                      | 潟東村                     | 平成17年3月21日 新潟市に編入  | 新潟市 | 西蒲区        |
| 西蒲原郡                 | 横戸村受             | 横戸村受             | 横戸村受                     | 横戸村受                   | 横戸村受                   | 横戸村受                   | 横戸村                     | 横戸村                           | 明治34年11月1日 四ツ合村   | 四ツ合村                     | 四ツ合村                     | 四ツ合村                     | 昭和30年3月31日 潟東村      | 昭和30年3月31日 潟東村       | 潟東村                       | 潟東村                       | 潟東村                      | 潟東村                      | 潟東村                     | 平成17年3月21日 新潟市に編入  | 新潟市 | 西蒲区        |
| 西蒲原郡                 | 井随村               | 井随村               | 井随村                       | 井随村                     | 井随村                     | 井随村                     | 井随村                     | 井随村                           | 明治34年11月1日 四ツ合村   | 四ツ合村                     | 四ツ合村                     | 四ツ合村                     | 昭和30年3月31日 潟東村      | 昭和30年3月31日 潟東村       | 潟東村                       | 潟東村                       | 潟東村                      | 潟東村                      | 潟東村                     | 平成17年3月21日 新潟市に編入  | 新潟市 | 西蒲区        |
| 西蒲原郡                 | 山口新田村           | 山口新田村           | 山口新田村                   | 山口新田村                 | 山口新田村                 | 山口新田村                 | 島方村                     | 島方村                           | 明治34年11月1日 四ツ合村   | 四ツ合村                     | 四ツ合村                     | 四ツ合村                     | 昭和30年3月31日 潟東村      | 昭和30年3月31日 潟東村       | 潟東村                       | 潟東村                       | 潟東村                      | 潟東村                      | 潟東村                     | 平成17年3月21日 新潟市に編入  | 新潟市 | 西蒲区        |
| 西蒲原郡                 | 熊谷村               | 熊谷村               | 熊谷村                       | 熊谷村                     | 熊谷村                     | 熊谷村                     | 島方村                     | 島方村                           | 明治34年11月1日 四ツ合村   | 四ツ合村                     | 四ツ合村                     | 四ツ合村                     | 昭和30年3月31日 潟東村      | 昭和30年3月31日 潟東村       | 潟東村                       | 潟東村                       | 潟東村                      | 潟東村                      | 潟東村                     | 平成17年3月21日 新潟市に編入  | 新潟市 | 西蒲区        |
| 西蒲原郡                 | 山口新田村受         | 山口新田村受         | 山口新田村受                 | 山口新田村受               | 山口新田村受               | 山口新田村受               | 島方村                     | 島方村                           | 明治34年11月1日 四ツ合村   | 四ツ合村                     | 四ツ合村                     | 四ツ合村                     | 昭和30年3月31日 潟東村      | 昭和30年3月31日 潟東村       | 潟東村                       | 潟東村                       | 潟東村                      | 潟東村                      | 潟東村                     | 平成17年3月21日 新潟市に編入  | 新潟市 | 西蒲区        |
| 西蒲原郡                 | 熊谷村受             | 熊谷村受             | 熊谷村受                     | 熊谷村受                   | 熊谷村受                   | 熊谷村受                   | 島方村                     | 島方村                           | 明治34年11月1日 四ツ合村   | 四ツ合村                     | 四ツ合村                     | 四ツ合村                     | 昭和30年3月31日 潟東村      | 昭和30年3月31日 潟東村       | 潟東村                       | 潟東村                       | 潟東村                      | 潟東村                      | 潟東村                     | 平成17年3月21日 新潟市に編入  | 新潟市 | 西蒲区        |
| 西蒲原郡                 | 五野上村             | 五野上村             | 明治9年 五野上村             | 五野上村                   | 五野上村                   | 五野上村                   | 五之上村                   | 五之上村                         | 明治34年11月1日 四ツ合村   | 四ツ合村                     | 四ツ合村                     | 四ツ合村                     | 昭和30年3月31日 潟東村      | 昭和30年3月31日 潟東村       | 潟東村                       | 潟東村                       | 潟東村                      | 潟東村                      | 潟東村                     | 平成17年3月21日 新潟市に編入  | 新潟市 | 西蒲区        |
| 西蒲原郡                 | 五野上村新田         |                      | 明治9年 五野上村             | 五野上村                   | 五野上村                   | 五野上村                   | 五之上村                   | 五之上村                         | 明治34年11月1日 四ツ合村   | 四ツ合村                     | 四ツ合村                     | 四ツ合村                     | 昭和30年3月31日 潟東村      | 昭和30年3月31日 潟東村       | 潟東村                       | 潟東村                       | 潟東村                      | 潟東村                      | 潟東村                     | 平成17年3月21日 新潟市に編入  | 新潟市 | 西蒲区        |
| 西蒲原郡                 | 五野上村受           | 五野上村受           | 五野上村受                   | 五野上村受                 | 五野上村受                 | 五野上村受                 | 五之上村                   | 五之上村                         | 明治34年11月1日 四ツ合村   | 四ツ合村                     | 四ツ合村                     | 四ツ合村                     | 昭和30年3月31日 潟東村      | 昭和30年3月31日 潟東村       | 潟東村                       | 潟東村                       | 潟東村                      | 潟東村                      | 潟東村                     | 平成17年3月21日 新潟市に編入  | 新潟市 | 西蒲区        |
| 西蒲原郡                 | 遠藤村受             | 遠藤村受             | 遠藤村受                     | 遠藤村受                   | 遠藤村受                   | 遠藤村受                   | 五之上村                   | 五之上村                         | 明治34年11月1日 四ツ合村   | 四ツ合村                     | 四ツ合村                     | 四ツ合村                     | 昭和30年3月31日 潟東村      | 昭和30年3月31日 潟東村       | 潟東村                       | 潟東村                       | 潟東村                      | 潟東村                      | 潟東村                     | 平成17年3月21日 新潟市に編入  | 新潟市 | 西蒲区        |
| 西蒲原郡                 | 大潟村古新田受       | 大潟村古新田受       | 大潟村古新田受               | 大潟村古新田受             | 大潟村古新田受             | 大潟村古新田受             | 五之上村                   | 五之上村                         | 明治34年11月1日 四ツ合村   | 四ツ合村                     | 四ツ合村                     | 四ツ合村                     | 昭和30年3月31日 潟東村      | 昭和30年3月31日 潟東村       | 潟東村                       | 潟東村                       | 潟東村                      | 潟東村                      | 潟東村                     | 平成17年3月21日 新潟市に編入  | 新潟市 | 西蒲区        |
| 西蒲原郡                 | 富出村外新田受       | 富出村外新田受       | 富出村外新田受               | 富出村外新田受             | 富出村外新田受             | 富出村外新田受             | 五之上村                   | 五之上村                         | 明治34年11月1日 四ツ合村   | 四ツ合村                     | 四ツ合村                     | 四ツ合村                     | 昭和30年3月31日 潟東村      | 昭和30年3月31日 潟東村       | 潟東村                       | 潟東村                       | 潟東村                      | 潟東村                      | 潟東村                     | 平成17年3月21日 新潟市に編入  | 新潟市 | 西蒲区        |
| 西蒲原郡                 | 松崎村外新田受       | 松崎村外新田受       | 松崎村外新田受               | 松崎村外新田受             | 松崎村外新田受             | 松崎村外新田受             | 五之上村                   | 五之上村                         | 明治34年11月1日 四ツ合村   | 四ツ合村                     | 四ツ合村                     | 四ツ合村                     | 昭和30年3月31日 潟東村      | 昭和30年3月31日 潟東村       | 潟東村                       | 潟東村                       | 潟東村                      | 潟東村                      | 潟東村                     | 平成17年3月21日 新潟市に編入  | 新潟市 | 西蒲区        |
| 西蒲原郡                 | 旗屋村受             | 旗屋村受             | 旗屋村受                     | 旗屋村受                   | 旗屋村受                   | 旗屋村受                   | 五之上村                   | 五之上村                         | 明治34年11月1日 四ツ合村   | 四ツ合村                     | 四ツ合村                     | 四ツ合村                     | 昭和30年3月31日 潟東村      | 昭和30年3月31日 潟東村       | 潟東村                       | 潟東村                       | 潟東村                      | 潟東村                      | 潟東村                     | 平成17年3月21日 新潟市に編入  | 新潟市 | 西蒲区        |
| 西蒲原郡                 | 桑山村受             | 桑山村受             | 桑山村受                     | 桑山村受                   | 桑山村受                   | 桑山村受                   | 五之上村                   | 五之上村                         | 明治34年11月1日 四ツ合村   | 四ツ合村                     | 四ツ合村                     | 四ツ合村                     | 昭和30年3月31日 潟東村      | 昭和30年3月31日 潟東村       | 潟東村                       | 潟東村                       | 潟東村                      | 潟東村                      | 潟東村                     | 平成17年3月21日 新潟市に編入  | 新潟市 | 西蒲区        |
| 西蒲原郡                 | 卯八郎受             | 卯八郎受             | 卯八郎受                     | 卯八郎受                   | 卯八郎受                   | 卯八郎受                   | 五之上村                   | 五之上村                         | 明治34年11月1日 四ツ合村   | 四ツ合村                     | 四ツ合村                     | 四ツ合村                     | 昭和30年3月31日 潟東村      | 昭和30年3月31日 潟東村       | 潟東村                       | 潟東村                       | 潟東村                      | 潟東村                      | 潟東村                     | 平成17年3月21日 新潟市に編入  | 新潟市 | 西蒲区        |
| 西蒲原郡                 | 番屋村               | 番屋村               | 番屋村                       | 番屋村                     | 番屋村                     | 番屋村                     | 共和村                     | 共和村                           | 明治34年11月1日 大原村     | 大原村                       | 大原村                       | 大原村                       | 昭和30年3月31日 潟東村      | 昭和30年3月31日 潟東村       | 潟東村                       | 潟東村                       | 潟東村                      | 潟東村                      | 潟東村                     | 平成17年3月21日 新潟市に編入  | 新潟市 | 西蒲区        |
| 西蒲原郡                 | 茨島村               | 茨島村               | 茨島村                       | 茨島村                     | 茨島村                     | 茨島村                     | 共和村                     | 共和村                           | 明治34年11月1日 大原村     | 大原村                       | 大原村                       | 大原村                       | 昭和30年3月31日 潟東村      | 昭和30年3月31日 潟東村       | 潟東村                       | 潟東村                       | 潟東村                      | 潟東村                      | 潟東村                     | 平成17年3月21日 新潟市に編入  | 新潟市 | 西蒲区        |
| 西蒲原郡                 | 上大原村             | 上大原村             | 上大原村                     | 上大原村                   | 上大原村                   | 上大原村                   | 共和村                     | 共和村                           | 明治34年11月1日 大原村     | 大原村                       | 大原村                       | 大原村                       | 昭和30年3月31日 潟東村      | 昭和30年3月31日 潟東村       | 潟東村                       | 潟東村                       | 潟東村                      | 潟東村                      | 潟東村                     | 平成17年3月21日 新潟市に編入  | 新潟市 | 西蒲区        |
| 西蒲原郡                 | 下大原村             | 下大原村             | 下大原村                     | 下大原村                   | 下大原村                   | 下大原村                   | 共和村                     | 共和村                           | 明治34年11月1日 大原村     | 大原村                       | 大原村                       | 大原村                       | 昭和30年3月31日 潟東村      | 昭和30年3月31日 潟東村       | 潟東村                       | 潟東村                       | 潟東村                      | 潟東村                      | 潟東村                     | 平成17年3月21日 新潟市に編入  | 新潟市 | 西蒲区        |
| 西蒲原郡                 | 国見村               | 国見村               | 国見村                       | 国見村                     | 国見村                     | 国見村                     | 潟前村                     | 潟前村                           | 明治34年11月1日 大原村     | 大原村                       | 大原村                       | 大原村                       | 昭和30年3月31日 潟東村      | 昭和30年3月31日 潟東村       | 潟東村                       | 潟東村                       | 潟東村                      | 潟東村                      | 潟東村                     | 平成17年3月21日 新潟市に編入  | 新潟市 | 西蒲区        |
| 西蒲原郡                 | 今井村               | 今井村               | 今井村                       | 今井村                     | 今井村                     | 今井村                     | 潟前村                     | 潟前村                           | 明治34年11月1日 大原村     | 大原村                       | 大原村                       | 大原村                       | 昭和30年3月31日 潟東村      | 昭和30年3月31日 潟東村       | 潟東村                       | 潟東村                       | 潟東村                      | 潟東村                      | 潟東村                     | 平成17年3月21日 新潟市に編入  | 新潟市 | 西蒲区        |
| 西蒲原郡                 | 大曽根村             | 大曽根村             | 大曽根村                     | 大曽根村                   | 大曽根村                   | 大曽根村                   | 潟前村                     | 潟前村                           | 明治34年11月1日 大原村     | 大原村                       | 大原村                       | 大原村                       | 昭和30年3月31日 潟東村      | 昭和30年3月31日 潟東村       | 潟東村                       | 潟東村                       | 潟東村                      | 潟東村                      | 潟東村                     | 平成17年3月21日 新潟市に編入  | 新潟市 | 西蒲区        |
| 西蒲原郡                 | 新飯田潟上新田       | 新飯田潟上新田       | 新飯田潟上新田               | 新飯田潟上新田             | 新飯田潟上新田             | 新飯田潟上新田             | 潟前村                     | 潟前村                           | 明治34年11月1日 大原村     | 大原村                       | 大原村                       | 大原村                       | 昭和30年3月31日 潟東村      | 昭和30年3月31日 潟東村       | 潟東村                       | 潟東村                       | 潟東村                      | 潟東村                      | 潟東村                     | 平成17年3月21日 新潟市に編入  | 新潟市 | 西蒲区        |
| 西蒲原郡                 | 新飯田潟下新田       | 新飯田潟下新田       | 新飯田潟下新田               | 新飯田潟下新田             | 新飯田潟下新田             | 新飯田潟下新田             | 潟前村                     | 潟前村                           | 明治34年11月1日 大原村     | 大原村                       | 大原村                       | 大原村                       | 昭和30年3月31日 潟東村      | 昭和30年3月31日 潟東村       | 潟東村                       | 潟東村                       | 潟東村                      | 潟東村                      | 潟東村                     | 平成17年3月21日 新潟市に編入  | 新潟市 | 西蒲区        |
| 西蒲原郡                 | 三島郡間瀬村         | 三島郡間瀬村         | 三島郡間瀬村                 | 三島郡間瀬村               | 三島郡間瀬村               | 三島郡間瀬村               | 三島郡 間瀬村              | 明治29年4月1日 所属変更 間瀬村   | 間瀬村                     | 間瀬村                       | 間瀬村                       | 間瀬村                       | 昭和30年3月31日 岩室村      | 昭和30年3月31日 岩室村       | 岩室村                       | 昭和35年1月20日 岩室村       | 岩室村                      | 岩室村                      | 岩室村                     | 平成17年3月21日 新潟市に編入  | 新潟市 | 西蒲区        |
| 西蒲原郡                 | 岩室村               | 岩室村               | 岩室村                       | 岩室村                     | 岩室村                     | 岩室村                     | 岩室村                     | 岩室村                           | 明治34年11月1日 岩室村     | 岩室村                       | 岩室村                       | 岩室村                       | 昭和30年3月31日 岩室村      | 昭和30年3月31日 岩室村       | 岩室村                       | 昭和35年1月20日 岩室村       | 岩室村                      | 岩室村                      | 岩室村                     | 平成17年3月21日 新潟市に編入  | 新潟市 | 西蒲区        |
| 西蒲原郡                 | 橋本村               | 橋本村               | 橋本村                       | 橋本村                     | 橋本村                     | 橋本村                     | 岩室村                     | 岩室村                           | 明治34年11月1日 岩室村     | 岩室村                       | 岩室村                       | 岩室村                       | 昭和30年3月31日 岩室村      | 昭和30年3月31日 岩室村       | 岩室村                       | 昭和35年1月20日 岩室村       | 岩室村                      | 岩室村                      | 岩室村                     | 平成17年3月21日 新潟市に編入  | 新潟市 | 西蒲区        |
| 西蒲原郡                 | 尻引村               | 尻引村               | 尻引村                       | 尻引村                     | 尻引村                     | 尻引村                     | 岩室村                     | 岩室村                           | 明治34年11月1日 岩室村     | 岩室村                       | 岩室村                       | 岩室村                       | 昭和30年3月31日 岩室村      | 昭和30年3月31日 岩室村       | 岩室村                       | 昭和35年1月20日 岩室村       | 岩室村                      | 岩室村                      | 岩室村                     | 平成17年3月21日 新潟市に編入  | 新潟市 | 西蒲区        |
| 西蒲原郡                 | 田子島村             | 田子島村             | 田子島村                     | 田子島村                   | 田子島村                   | 田子島村                   | 岩室村                     | 岩室村                           | 明治34年11月1日 岩室村     | 岩室村                       | 岩室村                       | 岩室村                       | 昭和30年3月31日 岩室村      | 昭和30年3月31日 岩室村       | 岩室村                       | 昭和35年1月20日 岩室村       | 岩室村                      | 岩室村                      | 岩室村                     | 平成17年3月21日 新潟市に編入  | 新潟市 | 西蒲区        |
| 西蒲原郡                 | 樋曽村               | 樋曽村               | 樋曽村                       | 樋曽村                     | 樋曽村                     | 樋曽村                     | 岩室村                     | 岩室村                           | 明治34年11月1日 岩室村     | 岩室村                       | 岩室村                       | 岩室村                       | 昭和30年3月31日 岩室村      | 昭和30年3月31日 岩室村       | 岩室村                       | 昭和35年1月20日 岩室村       | 岩室村                      | 岩室村                      | 岩室村                     | 平成17年3月21日 新潟市に編入  | 新潟市 | 西蒲区        |
| 西蒲原郡                 | 石瀬村               | 石瀬村               | 石瀬村                       | 石瀬村                     | 石瀬村                     | 石瀬村                     | 石瀬村                     | 石瀬村                           | 明治34年11月1日 岩室村     | 岩室村                       | 岩室村                       | 岩室村                       | 昭和30年3月31日 岩室村      | 昭和30年3月31日 岩室村       | 岩室村                       | 昭和35年1月20日 岩室村       | 岩室村                      | 岩室村                      | 岩室村                     | 平成17年3月21日 新潟市に編入  | 新潟市 | 西蒲区        |
| 西蒲原郡                 | 金池原新田           | 金池原新田           | 金池原新田                   | 金池原新田                 | 金池原新田                 | 金池原新田                 | 石瀬村                     | 石瀬村                           | 明治34年11月1日 岩室村     | 岩室村                       | 岩室村                       | 岩室村                       | 昭和30年3月31日 岩室村      | 昭和30年3月31日 岩室村       | 岩室村                       | 昭和35年1月20日 岩室村       | 岩室村                      | 岩室村                      | 岩室村                     | 平成17年3月21日 新潟市に編入  | 新潟市 | 西蒲区        |
| 西蒲原郡                 | 久保田村             | 久保田村             | 久保田村                     | 久保田村                   | 久保田村                   | 久保田村                   | 船越村                     | 船越村                           | 明治34年11月1日 岩室村     | 岩室村                       | 岩室村                       | 岩室村                       | 昭和30年3月31日 岩室村      | 昭和30年3月31日 岩室村       | 岩室村                       | 昭和35年1月20日 岩室村       | 岩室村                      | 岩室村                      | 岩室村                     | 平成17年3月21日 新潟市に編入  | 新潟市 | 西蒲区        |
| 西蒲原郡                 | 南谷内村             | 南谷内村             | 南谷内村                     | 南谷内村                   | 南谷内村                   | 南谷内村                   | 船越村                     | 船越村                           | 明治34年11月1日 岩室村     | 岩室村                       | 岩室村                       | 岩室村                       | 昭和30年3月31日 岩室村      | 昭和30年3月31日 岩室村       | 岩室村                       | 昭和35年1月20日 岩室村       | 岩室村                      | 岩室村                      | 岩室村                     | 平成17年3月21日 新潟市に編入  | 新潟市 | 西蒲区        |
| 西蒲原郡                 | 猿ヶ瀬村             | 猿ヶ瀬村             | 猿ヶ瀬村                     | 猿ヶ瀬村                   | 猿ヶ瀬村                   | 猿ヶ瀬村                   | 船越村                     | 船越村                           | 明治34年11月1日 岩室村     | 岩室村                       | 岩室村                       | 岩室村                       | 昭和30年3月31日 岩室村      | 昭和30年3月31日 岩室村       | 岩室村                       | 昭和35年1月20日 岩室村       | 岩室村                      | 岩室村                      | 岩室村                     | 平成17年3月21日 新潟市に編入  | 新潟市 | 西蒲区        |
| 西蒲原郡                 | 夏井村               | 夏井村               | 夏井村                       | 夏井村                     | 夏井村                     | 夏井村                     | 船越村                     | 船越村                           | 明治34年11月1日 岩室村     | 岩室村                       | 岩室村                       | 岩室村                       | 昭和30年3月31日 岩室村      | 昭和30年3月31日 岩室村       | 岩室村                       | 昭和35年1月20日 岩室村       | 岩室村                      | 岩室村                      | 岩室村                     | 平成17年3月21日 新潟市に編入  | 新潟市 | 西蒲区        |
| 西蒲原郡                 | 北野村               | 北野村               | 北野村                       | 北野村                     | 北野村                     | 北野村                     | 船越村                     | 船越村                           | 明治34年11月1日 岩室村     | 岩室村                       | 岩室村                       | 岩室村                       | 昭和30年3月31日 岩室村      | 昭和30年3月31日 岩室村       | 岩室村                       | 昭和35年1月20日 岩室村       | 岩室村                      | 岩室村                      | 岩室村                     | 平成17年3月21日 新潟市に編入  | 新潟市 | 西蒲区        |
| 西蒲原郡                 | 中村                 | 中村                 | 中村                         | 明治12年 改称 西中村       | 明治12年 改称 西中村       | 明治12年 改称 西中村       | 船越村                     | 船越村                           | 明治34年11月1日 岩室村     | 岩室村                       | 岩室村                       | 岩室村                       | 昭和30年3月31日 岩室村      | 昭和30年3月31日 岩室村       | 岩室村                       | 昭和35年1月20日 岩室村       | 岩室村                      | 岩室村                      | 岩室村                     | 平成17年3月21日 新潟市に編入  | 新潟市 | 西蒲区        |
| 西蒲原郡                 | 高畑村               | 高畑村               | 高畑村                       | 高畑村                     | 高畑村                     | 明治19年 高畑村            | 船越村                     | 船越村                           | 明治34年11月1日 岩室村     | 岩室村                       | 岩室村                       | 岩室村                       | 昭和30年3月31日 岩室村      | 昭和30年3月31日 岩室村       | 岩室村                       | 昭和35年1月20日 岩室村       | 岩室村                      | 岩室村                      | 岩室村                     | 平成17年3月21日 新潟市に編入  | 新潟市 | 西蒲区        |
| 西蒲原郡                 | 梅田村               | 梅田村               | 梅田村                       | 梅田村                     | 梅田村                     | 明治19年 高畑村            | 船越村                     | 船越村                           | 明治34年11月1日 岩室村     | 岩室村                       | 岩室村                       | 岩室村                       | 昭和30年3月31日 岩室村      | 昭和30年3月31日 岩室村       | 岩室村                       | 昭和35年1月20日 岩室村       | 岩室村                      | 岩室村                      | 岩室村                     | 平成17年3月21日 新潟市に編入  | 新潟市 | 西蒲区        |
| 西蒲原郡                 | 船越村               | 船越村               | 船越村                       | 明治12年 改称 西船越村     | 明治12年 改称 西船越村     | 明治12年 改称 西船越村     | 船越村                     | 船越村                           | 明治34年11月1日 岩室村     | 岩室村                       | 岩室村                       | 岩室村                       | 昭和30年3月31日 岩室村      | 昭和30年3月31日 岩室村       | 岩室村                       | 昭和35年1月20日 岩室村       | 岩室村                      | 岩室村                      | 岩室村                     | 平成17年3月21日 新潟市に編入  | 新潟市 | 西蒲区        |
| 西蒲原郡                 | 油島村               | 油島村               | 油島村                       | 油島村                     | 油島村                     | 油島村                     | 船越村                     | 船越村                           | 明治34年11月1日 岩室村     | 岩室村                       | 岩室村                       | 岩室村                       | 昭和30年3月31日 岩室村      | 昭和30年3月31日 岩室村       | 岩室村                       | 昭和35年1月20日 岩室村       | 岩室村                      | 岩室村                      | 岩室村                     | 平成17年3月21日 新潟市に編入  | 新潟市 | 西蒲区        |
| 西蒲原郡                 | 新谷村               | 新谷村               | 新谷村                       | 新谷村                     | 新谷村                     | 新谷村                     | 船越村                     | 船越村                           | 明治34年11月1日 岩室村     | 岩室村                       | 岩室村                       | 岩室村                       | 昭和30年3月31日 岩室村      | 昭和30年3月31日 岩室村       | 岩室村                       | 昭和35年1月20日 岩室村       | 岩室村                      | 岩室村                      | 岩室村                     | 平成17年3月21日 新潟市に編入  | 新潟市 | 西蒲区        |
| 西蒲原郡                 | 横曽根村             | 横曽根村             | 横曽根村                     | 横曽根村                   | 横曽根村                   | 横曽根村                   | 船越村                     | 船越村                           | 明治34年11月1日 岩室村     | 岩室村                       | 岩室村                       | 岩室村                       | 昭和30年3月31日 岩室村      | 昭和30年3月31日 岩室村       | 岩室村                       | 昭和35年1月20日 岩室村       | 岩室村                      | 岩室村                      | 岩室村                     | 平成17年3月21日 新潟市に編入  | 新潟市 | 西蒲区        |
| 西蒲原郡                 | 長島村               | 長島村               | 長島村                       | 明治12年 改称 西長島村     | 明治12年 改称 西長島村     | 明治12年 改称 西長島村     | 船越村                     | 船越村                           | 明治34年11月1日 岩室村     | 岩室村                       | 岩室村                       | 岩室村                       | 昭和30年3月31日 岩室村      | 昭和30年3月31日 岩室村       | 岩室村                       | 昭和35年1月20日 岩室村       | 岩室村                      | 岩室村                      | 岩室村                     | 平成17年3月21日 新潟市に編入  | 新潟市 | 西蒲区        |
| 西蒲原郡                 | 潟上村               | 潟上村               | 潟上村                       | 潟上村                     | 潟上村                     | 潟上村                     | 船越村                     | 船越村                           | 明治34年11月1日 岩室村     | 岩室村                       | 岩室村                       | 岩室村                       | 昭和30年3月31日 岩室村      | 昭和30年3月31日 岩室村       | 岩室村                       | 昭和35年1月20日 岩室村       | 岩室村                      | 岩室村                      | 岩室村                     | 平成17年3月21日 新潟市に編入  | 新潟市 | 西蒲区        |
| 西蒲原郡                 | 植野新田村           | 植野新田村           | 植野新田村                   | 植野新田村                 | 植野新田村                 | 植野新田村                 | 船越村                     | 船越村                           | 明治34年11月1日 岩室村     | 岩室村                       | 岩室村                       | 岩室村                       | 昭和30年3月31日 岩室村      | 昭和30年3月31日 岩室村       | 岩室村                       | 昭和35年1月20日 岩室村       | 岩室村                      | 岩室村                      | 岩室村                     | 平成17年3月21日 新潟市に編入  | 新潟市 | 西蒲区        |
| 西蒲原郡                 | 原村                 | 原村                 | 原村                         | 原村                       | 原村                       | 原村                       | 鴻ノ巣村                   | 鴻ノ巣村                         | 明治34年11月1日 和納村     | 和納村                       | 和納村                       | 和納村                       | 和納村                      | 和納村                       | 和納村                       | 昭和35年1月20日 岩室村       | 岩室村                      | 岩室村                      | 岩室村                     | 平成17年3月21日 新潟市に編入  | 新潟市 | 西蒲区        |
| 西蒲原郡                 | 高橋村               | 高橋村               | 高橋村                       | 高橋村                     | 高橋村                     | 高橋村                     | 和納村                     | 和納村                           | 明治34年11月1日 和納村     | 和納村                       | 和納村                       | 和納村                       | 和納村                      | 和納村                       | 和納村                       | 昭和35年1月20日 岩室村       | 岩室村                      | 岩室村                      | 岩室村                     | 平成17年3月21日 新潟市に編入  | 新潟市 | 西蒲区        |
| 西蒲原郡                 | 富岡村               | 富岡村               | 富岡村                       | 富岡村                     | 富岡村                     | 富岡村                     | 和納村                     | 和納村                           | 明治34年11月1日 和納村     | 和納村                       | 和納村                       | 和納村                       | 和納村                      | 和納村                       | 和納村                       | 昭和35年1月20日 岩室村       | 岩室村                      | 岩室村                      | 岩室村                     | 平成17年3月21日 新潟市に編入  | 新潟市 | 西蒲区        |
| 西蒲原郡                 | 津雲田村             | 津雲田村             | 津雲田村                     | 津雲田村                   | 津雲田村                   | 津雲田村                   | 和納村                     | 和納村                           | 明治34年11月1日 和納村     | 和納村                       | 和納村                       | 和納村                       | 和納村                      | 和納村                       | 和納村                       | 昭和35年1月20日 岩室村       | 岩室村                      | 岩室村                      | 岩室村                     | 平成17年3月21日 新潟市に編入  | 新潟市 | 西蒲区        |
| 西蒲原郡                 | 上和納村             | 上和納村             | 上和納村                     | 上和納村                   | 上和納村                   | 上和納村                   | 和納村                     | 和納村                           | 明治34年11月1日 和納村     | 和納村                       | 和納村                       | 和納村                       | 和納村                      | 和納村                       | 和納村                       | 昭和35年1月20日 岩室村       | 岩室村                      | 岩室村                      | 岩室村                     | 平成17年3月21日 新潟市に編入  | 新潟市 | 西蒲区        |
| 西蒲原郡                 | 下和納村             | 下和納村             | 下和納村                     | 下和納村                   | 下和納村                   | 下和納村                   | 和納村                     | 和納村                           | 明治34年11月1日 和納村     | 和納村                       | 和納村                       | 和納村                       | 和納村                      | 和納村                       | 和納村                       | 昭和35年1月20日 岩室村       | 昭和35年4月1日 巻町に編入   | 巻町                        | 巻町                       | 平成17年10月10日 新潟市に編入 | 新潟市 | 西蒲区        |
| 西蒲原郡                 | 安尻村               | 安尻村               | 安尻村                       | 安尻村                     | 安尻村                     | 安尻村                     | 和納村                     | 和納村                           | 明治34年11月1日 和納村     | 和納村                       | 和納村                       | 和納村                       | 和納村                      | 和納村                       | 和納村                       | 昭和35年1月20日 岩室村       | 昭和35年4月1日 巻町に編入   | 巻町                        | 巻町                       | 平成17年10月10日 新潟市に編入 | 新潟市 | 西蒲区        |
| 西蒲原郡                 | 槙岡村外新田         | 槙岡村外新田         | 槙岡村外新田                 | 槙岡村外新田               | 槙岡村外新田               | 槙岡村外新田               | 佐渡山村                   | 佐渡山村                         | 明治34年11月1日 漆山村     | 漆山村                       | 漆山村                       | 漆山村                       | 昭和30年1月1日 巻町         | 昭和30年1月1日 巻町          | 巻町                         | 巻町                         | 巻町                        | 巻町                        | 巻町                       | 平成17年10月10日 新潟市に編入 | 新潟市 | 西蒲区        |
| 西蒲原郡                 | 並木村               | 並木村               | 並木村                       | 並木村                     | 並木村                     | 並木村                     | 佐渡山村                   | 佐渡山村                         | 明治34年11月1日 漆山村     | 漆山村                       | 漆山村                       | 漆山村                       | 昭和30年1月1日 巻町         | 昭和30年1月1日 巻町          | 巻町                         | 巻町                         | 巻町                        | 巻町                        | 巻町                       | 平成17年10月10日 新潟市に編入 | 新潟市 | 西蒲区        |
| 西蒲原郡                 | 漆山村               | 漆山村               | 漆山村                       | 漆山村                     | 漆山村                     | 漆山村                     | 漆山村                     | 漆山村                           | 明治34年11月1日 漆山村     | 漆山村                       | 漆山村                       | 漆山村                       | 昭和30年1月1日 巻町         | 昭和30年1月1日 巻町          | 巻町                         | 巻町                         | 巻町                        | 巻町                        | 巻町                       | 平成17年10月10日 新潟市に編入 | 新潟市 | 西蒲区        |
| 西蒲原郡                 | 古志田村新田         | 古志田村新田         | 古志田村新田                 | 古志田村新田               | 古志田村新田               | 古志田村新田               | 漆山村                     | 漆山村                           | 明治34年11月1日 漆山村     | 漆山村                       | 漆山村                       | 漆山村                       | 昭和30年1月1日 巻町         | 昭和30年1月1日 巻町          | 巻町                         | 巻町                         | 巻町                        | 巻町                        | 巻町                       | 平成17年10月10日 新潟市に編入 | 新潟市 | 西蒲区        |
| 西蒲原郡                 | 寺潟村新田           | 寺潟村新田           | 寺潟村新田                   | 寺潟村新田                 | 寺潟村新田                 | 寺潟村新田                 | 漆山村                     | 漆山村                           | 明治34年11月1日 漆山村     | 漆山村                       | 漆山村                       | 漆山村                       | 昭和30年1月1日 巻町         | 昭和30年1月1日 巻町          | 巻町                         | 巻町                         | 巻町                        | 巻町                        | 巻町                       | 平成17年10月10日 新潟市に編入 | 新潟市 | 西蒲区        |
| 西蒲原郡                 | 下郷屋村             | 下郷屋村             | 下郷屋村                     | 下郷屋村                   | 下郷屋村                   | 下郷屋村                   | 漆山村                     | 漆山村                           | 明治34年11月1日 漆山村     | 漆山村                       | 漆山村                       | 漆山村                       | 昭和30年1月1日 巻町         | 昭和30年1月1日 巻町          | 巻町                         | 巻町                         | 巻町                        | 巻町                        | 巻町                       | 平成17年10月10日 新潟市に編入 | 新潟市 | 西蒲区        |
| 西蒲原郡                 | 馬堀村               | 馬堀村               | 馬堀村                       | 馬堀村                     | 馬堀村                     | 馬堀村                     | 馬堀村                     | 馬堀村                           | 明治34年11月1日 漆山村     | 漆山村                       | 漆山村                       | 漆山村                       | 昭和30年1月1日 巻町         | 昭和30年1月1日 巻町          | 巻町                         | 巻町                         | 巻町                        | 巻町                        | 巻町                       | 平成17年10月10日 新潟市に編入 | 新潟市 | 西蒲区        |
| 西蒲原郡                 | 中野村               | 中野村               | 中野村                       | 明治12年 改称 上中野村     | 明治12年 改称 上中野村     | 明治12年 改称 上中野村     | 馬堀村                     | 馬堀村                           | 明治34年11月1日 漆山村     | 漆山村                       | 漆山村                       | 漆山村                       | 昭和30年1月1日 巻町         | 昭和30年1月1日 巻町          | 巻町                         | 巻町                         | 巻町                        | 巻町                        | 巻町                       | 平成17年10月10日 新潟市に編入 | 新潟市 | 西蒲区        |
| 西蒲原郡                 | 桜林村               | 桜林村               | 桜林村                       | 桜林村                     | 桜林村                     | 桜林村                     | 馬堀村                     | 馬堀村                           | 明治34年11月1日 漆山村     | 漆山村                       | 漆山村                       | 漆山村                       | 昭和30年1月1日 巻町         | 昭和30年1月1日 巻町          | 巻町                         | 巻町                         | 巻町                        | 巻町                        | 巻町                       | 平成17年10月10日 新潟市に編入 | 新潟市 | 西蒲区        |
| 西蒲原郡                 | 潟頭村               | 潟頭村               | 潟頭村                       | 潟頭村                     | 潟頭村                     | 潟頭村                     | 潟南村                     | 潟南村                           | 明治34年11月1日 漆山村     | 漆山村                       | 漆山村                       | 漆山村                       | 昭和30年1月1日 巻町         | 昭和30年1月1日 巻町          | 巻町                         | 巻町                         | 巻町                        | 巻町                        | 巻町                       | 平成17年10月10日 新潟市に編入 | 新潟市 | 西蒲区        |
| 西蒲原郡                 | 河井村               | 河井村               | 河井村                       | 河井村                     | 河井村                     | 河井村                     | 潟南村                     | 潟南村                           | 明治34年11月1日 漆山村     | 漆山村                       | 漆山村                       | 漆山村                       | 昭和30年1月1日 巻町         | 昭和30年1月1日 巻町          | 巻町                         | 巻町                         | 巻町                        | 巻町                        | 巻町                       | 平成17年10月10日 新潟市に編入 | 新潟市 | 西蒲区        |
| 西蒲原郡                 | 柿島村               | 柿島村               | 柿島村                       | 柿島村                     | 柿島村                     | 柿島村                     | 潟南村                     | 潟南村                           | 明治34年11月1日 漆山村     | 漆山村                       | 漆山村                       | 漆山村                       | 昭和30年1月1日 巻町         | 昭和30年1月1日 巻町          | 巻町                         | 巻町                         | 巻町                        | 巻町                        | 巻町                       | 平成17年10月10日 新潟市に編入 | 新潟市 | 西蒲区        |
| 西蒲原郡                 | 山島村新田           | 山島村新田           | 山島村新田                   | 山島村新田                 | 山島村新田                 | 山島村新田                 | 潟南村                     | 潟南村                           | 明治34年11月1日 漆山村     | 漆山村                       | 漆山村                       | 漆山村                       | 昭和30年1月1日 巻町         | 昭和30年1月1日 巻町          | 巻町                         | 巻町                         | 巻町                        | 巻町                        | 巻町                       | 平成17年10月10日 新潟市に編入 | 新潟市 | 西蒲区        |
| 西蒲原郡                 | 赤鏥村               | 赤鏥村               | 赤鏥村                       | 赤鏥村                     | 赤鏥村                     | 赤鏥村                     | 潟南村                     | 潟南村                           | 明治34年11月1日 漆山村     | 漆山村                       | 漆山村                       | 昭和24年4月1日 巻町に編入    | 昭和30年1月1日 巻町         | 昭和30年1月1日 巻町          | 巻町                         | 巻町                         | 巻町                        | 巻町                        | 巻町                       | 平成17年10月10日 新潟市に編入 | 新潟市 | 西蒲区        |
| 西蒲原郡                 | 巻村                 | 巻村                 | 巻村                         | 巻村                       | 巻村                       | 巻村                       | 巻村                       | 明治24年4月10日 町制 巻町        | 巻町                       | 巻町                         | 巻町                         | 巻町                         | 昭和30年1月1日 巻町         | 昭和30年1月1日 巻町          | 巻町                         | 巻町                         | 巻町                        | 巻町                        | 巻町                       | 平成17年10月10日 新潟市に編入 | 新潟市 | 西蒲区        |
| 西蒲原郡                 | 堀山新田村           | 堀山新田村           | 堀山新田村                   | 堀山新田村                 | 堀山新田村                 | 堀山新田村                 | 巻村                       | 明治24年4月10日 町制 巻町        | 巻町                       | 巻町                         | 巻町                         | 巻町                         | 昭和30年1月1日 巻町         | 昭和30年1月1日 巻町          | 巻町                         | 巻町                         | 巻町                        | 巻町                        | 巻町                       | 平成17年10月10日 新潟市に編入 | 新潟市 | 西蒲区        |
| 西蒲原郡                 | 大潟田潟植出場       | ［字鎧潟］           | 大潟田潟植出場               | 大潟田潟植出場             | 大潟田潟植出場             | 大潟田潟植出場             | 巻村                       | 明治24年4月10日 町制 巻町        | 巻町                       | 巻町                         | 巻町                         | 巻町                         | 昭和30年1月1日 巻町         | 昭和30年1月1日 巻町          | 巻町                         | 巻町                         | 巻町                        | 巻町                        | 巻町                       | 平成17年10月10日 新潟市に編入 | 新潟市 | 西蒲区        |
| 西蒲原郡                 | 松野尾村             | 松野尾村             | 松野尾村                     | 松野尾村                   | 松野尾村                   | 松野尾村                   | 松野尾村                   | 松野尾村                         | 松野尾村                   | 松野尾村                     | 松野尾村                     | 松野尾村                     | 昭和30年1月1日 巻町         | 昭和30年1月1日 巻町          | 巻町                         | 巻町                         | 巻町                        | 巻町                        | 巻町                       | 平成17年10月10日 新潟市に編入 | 新潟市 | 西蒲区        |
| 西蒲原郡                 | 松山新田村           | 松山新田村           | 松山新田村                   | 松山新田村                 | 松山新田村                 | 松山新田村                 | 松野尾村                   | 松野尾村                         | 松野尾村                   | 松野尾村                     | 松野尾村                     | 松野尾村                     | 昭和30年1月1日 巻町         | 昭和30年1月1日 巻町          | 巻町                         | 巻町                         | 巻町                        | 巻町                        | 巻町                       | 平成17年10月10日 新潟市に編入 | 新潟市 | 西蒲区        |
| 西蒲原郡                 | 新保新田村           | 新保新田村           | 新保新田村                   | 新保新田村                 | 新保新田村                 | 新保新田村                 | 松野尾村                   | 松野尾村                         | 松野尾村                   | 松野尾村                     | 松野尾村                     | 松野尾村                     | 昭和30年1月1日 巻町         | 昭和30年1月1日 巻町          | 巻町                         | 巻町                         | 巻町                        | 巻町                        | 巻町                       | 平成17年10月10日 新潟市に編入 | 新潟市 | 西蒲区        |
| 西蒲原郡                 | 大原新田村           | 大原新田村           | 大原新田村                   | 大原新田村                 | 大原新田村                 | 大原新田村                 | 松野尾村                   | 松野尾村                         | 松野尾村                   | 松野尾村                     | 松野尾村                     | 松野尾村                     | 昭和30年1月1日 巻町         | 昭和30年1月1日 巻町          | 巻町                         | 巻町                         | 巻町                        | 巻町                        | 巻町                       | 平成17年10月10日 新潟市に編入 | 新潟市 | 西蒲区        |
| 西蒲原郡                 | 前田村               | 前田村               | 前田村                       | 前田村                     | 前田村                     | 前田村                     | 竹野町村                   | 竹野町村                         | 明治34年11月1日 峰岡村     | 峰岡村                       | 峰岡村                       | 峰岡村                       | 昭和30年1月1日 巻町         | 昭和30年1月1日 巻町          | 巻町                         | 巻町                         | 巻町                        | 巻町                        | 巻町                       | 平成17年10月10日 新潟市に編入 | 新潟市 | 西蒲区        |
| 西蒲原郡                 | 竹野町村             | 竹野町村             | 竹野町村                     | 竹野町村                   | 竹野町村                   | 竹野町村                   | 竹野町村                   | 竹野町村                         | 明治34年11月1日 峰岡村     | 峰岡村                       | 峰岡村                       | 峰岡村                       | 昭和30年1月1日 巻町         | 昭和30年1月1日 巻町          | 巻町                         | 巻町                         | 巻町                        | 巻町                        | 巻町                       | 平成17年10月10日 新潟市に編入 | 新潟市 | 西蒲区        |
| 西蒲原郡                 | 仁箇村               | 仁箇村               | 仁箇村                       | 仁箇村                     | 仁箇村                     | 明治18年 仁箇村            | 仁ヶ村                     | 仁ヶ村                           | 明治34年11月1日 峰岡村     | 峰岡村                       | 峰岡村                       | 峰岡村                       | 昭和30年1月1日 巻町         | 昭和30年1月1日 巻町          | 巻町                         | 巻町                         | 巻町                        | 巻町                        | 巻町                       | 平成17年10月10日 新潟市に編入 | 新潟市 | 西蒲区        |
| 西蒲原郡                 | 横山村外新田         | 横山村外新田         | 横山村外新田                 | 横山村外新田               | 明治16年 改称 横山村       | 明治18年 仁箇村            | 仁ヶ村                     | 仁ヶ村                           | 明治34年11月1日 峰岡村     | 峰岡村                       | 峰岡村                       | 峰岡村                       | 昭和30年1月1日 巻町         | 昭和30年1月1日 巻町          | 巻町                         | 巻町                         | 巻町                        | 巻町                        | 巻町                       | 平成17年10月10日 新潟市に編入 | 新潟市 | 西蒲区        |
| 西蒲原郡                 | 布目村               | 布目村               | 布目村                       | 布目村                     | 布目村                     | 布目村                     | 仁ヶ村                     | 仁ヶ村                           | 明治34年11月1日 峰岡村     | 峰岡村                       | 峰岡村                       | 峰岡村                       | 昭和30年1月1日 巻町         | 昭和30年1月1日 巻町          | 巻町                         | 巻町                         | 巻町                        | 巻町                        | 巻町                       | 平成17年10月10日 新潟市に編入 | 新潟市 | 西蒲区        |
| 西蒲原郡                 | 松郷屋村             | 松郷屋村             | 松郷屋村                     | 松郷屋村                   | 松郷屋村                   | 松郷屋村                   | 福木岡村                   | 福木岡村                         | 明治34年11月1日 峰岡村     | 峰岡村                       | 峰岡村                       | 峰岡村                       | 昭和30年1月1日 巻町         | 昭和30年1月1日 巻町          | 巻町                         | 巻町                         | 巻町                        | 巻町                        | 巻町                       | 平成17年10月10日 新潟市に編入 | 新潟市 | 西蒲区        |
| 西蒲原郡                 | 舟戸村               | 舟戸村               | 舟戸村                       | 舟戸村                     | 舟戸村                     | 舟戸村                     | 福木岡村                   | 福木岡村                         | 明治34年11月1日 峰岡村     | 峰岡村                       | 峰岡村                       | 峰岡村                       | 昭和30年1月1日 巻町         | 昭和30年1月1日 巻町          | 巻町                         | 巻町                         | 巻町                        | 巻町                        | 巻町                       | 平成17年10月10日 新潟市に編入 | 新潟市 | 西蒲区        |
| 西蒲原郡                 | 平沢村               | 平沢村               | 平沢村                       | 平沢村                     | 平沢村                     | 平沢村                     | 福木岡村                   | 福木岡村                         | 明治34年11月1日 峰岡村     | 峰岡村                       | 峰岡村                       | 峰岡村                       | 昭和30年1月1日 巻町         | 昭和30年1月1日 巻町          | 巻町                         | 巻町                         | 巻町                        | 巻町                        | 巻町                       | 平成17年10月10日 新潟市に編入 | 新潟市 | 西蒲区        |
| 西蒲原郡                 | 下木島村             | 下木島村             | 下木島村                     | 下木島村                   | 下木島村                   | 下木島村                   | 福木岡村                   | 福木岡村                         | 明治34年11月1日 峰岡村     | 峰岡村                       | 峰岡村                       | 峰岡村                       | 昭和30年1月1日 巻町         | 昭和30年1月1日 巻町          | 巻町                         | 巻町                         | 巻町                        | 巻町                        | 巻町                       | 平成17年10月10日 新潟市に編入 | 新潟市 | 西蒲区        |
| 西蒲原郡                 | 上木島村             | 上木島村             | 上木島村                     | 上木島村                   | 上木島村                   | 上木島村                   | 福木岡村                   | 福木岡村                         | 明治34年11月1日 峰岡村     | 峰岡村                       | 峰岡村                       | 峰岡村                       | 昭和30年1月1日 巻町         | 昭和30年1月1日 巻町          | 巻町                         | 巻町                         | 巻町                        | 巻町                        | 巻町                       | 平成17年10月10日 新潟市に編入 | 新潟市 | 西蒲区        |
| 西蒲原郡                 | 鷲ノ木村             | 鷲ノ木村             | 鷲ノ木村                     | 鷲ノ木村                   | 鷲ノ木村                   | 鷲ノ木村                   | 福木岡村                   | 福木岡村                         | 明治34年11月1日 峰岡村     | 峰岡村                       | 峰岡村                       | 峰岡村                       | 昭和30年1月1日 巻町         | 昭和30年1月1日 巻町          | 巻町                         | 巻町                         | 巻町                        | 巻町                        | 巻町                       | 平成17年10月10日 新潟市に編入 | 新潟市 | 西蒲区        |
| 西蒲原郡                 | 福井村               | 福井村               | 福井村                       | 福井村                     | 福井村                     | 福井村                     | 福木岡村                   | 福木岡村                         | 明治34年11月1日 峰岡村     | 峰岡村                       | 峰岡村                       | 峰岡村                       | 昭和30年1月1日 巻町         | 昭和30年1月1日 巻町          | 巻町                         | 巻町                         | 巻町                        | 巻町                        | 巻町                       | 平成17年10月10日 新潟市に編入 | 新潟市 | 西蒲区        |
| 西蒲原郡                 | 峰岡村               | 峰岡村               | 峰岡村                       | 峰岡村                     | 峰岡村                     | 峰岡村                     | 福木岡村                   | 福木岡村                         | 明治34年11月1日 峰岡村     | 峰岡村                       | 峰岡村                       | 峰岡村                       | 昭和30年1月1日 巻町         | 昭和30年1月1日 巻町          | 巻町                         | 巻町                         | 巻町                        | 巻町                        | 巻町                       | 平成17年10月10日 新潟市に編入 | 新潟市 | 西蒲区        |
| 西蒲原郡                 | 稲島村               | 稲島村               | 明治8年 稲島村               | 稲島村                     | 稲島村                     | 稲島村                     | 稲島村                     | 稲島村                           | 明治34年11月1日 峰岡村     | 峰岡村                       | 峰岡村                       | 峰岡村                       | 昭和30年1月1日 巻町         | 昭和30年1月1日 巻町          | 巻町                         | 巻町                         | 巻町                        | 巻町                        | 巻町                       | 平成17年10月10日 新潟市に編入 | 新潟市 | 西蒲区        |
| 西蒲原郡                 | 大谷外新田           |                      | 明治8年 稲島村               | 稲島村                     | 稲島村                     | 稲島村                     | 稲島村                     | 稲島村                           | 明治34年11月1日 峰岡村     | 峰岡村                       | 峰岡村                       | 峰岡村                       | 昭和30年1月1日 巻町         | 昭和30年1月1日 巻町          | 巻町                         | 巻町                         | 巻町                        | 巻町                        | 巻町                       | 平成17年10月10日 新潟市に編入 | 新潟市 | 西蒲区        |
| 西蒲原郡                 | 伏部村               | 伏部村               | 伏部村                       | 伏部村                     | 伏部村                     | 伏部村                     | 稲島村                     | 稲島村                           | 明治34年11月1日 峰岡村     | 峰岡村                       | 峰岡村                       | 峰岡村                       | 昭和30年1月1日 巻町         | 昭和30年1月1日 巻町          | 巻町                         | 巻町                         | 巻町                        | 巻町                        | 巻町                       | 平成17年10月10日 新潟市に編入 | 新潟市 | 西蒲区        |
| 西蒲原郡                 | 五ヶ浜村             | 五ヶ浜村             | 五ヶ浜村                     | 五ヶ浜村                   | 五ヶ浜村                   | 五ヶ浜村                   | 五ヶ浜村                   | 五ヶ浜村                         | 明治34年11月1日 浦浜村     | 浦浜村                       | 浦浜村                       | 浦浜村                       | 昭和30年1月1日 巻町         | 昭和30年1月1日 巻町          | 巻町                         | 巻町                         | 巻町                        | 巻町                        | 巻町                       | 平成17年10月10日 新潟市に編入 | 新潟市 | 西蒲区        |
| 西蒲原郡                 | 角海浜村             | 角海浜村             | 角海浜村                     | 角海浜村                   | 角海浜村                   | 角海浜村                   | 角海浜村                   | 角海浜村                         | 明治34年11月1日 浦浜村     | 浦浜村                       | 浦浜村                       | 浦浜村                       | 昭和30年1月1日 巻町         | 昭和30年1月1日 巻町          | 巻町                         | 巻町                         | 巻町                        | 巻町                        | 巻町                       | 平成17年10月10日 新潟市に編入 | 新潟市 | 西蒲区        |
| 西蒲原郡                 | 角田浜村             | 角田浜村             | 角田浜村                     | 角田浜村                   | 角田浜村                   | 角田浜村                   | 角田浜村                   | 角田浜村                         | 明治34年11月1日 角田村     | 角田村                       | 角田村                       | 角田村                       | 昭和30年1月1日 巻町         | 昭和30年1月1日 巻町          | 巻町                         | 巻町                         | 巻町                        | 巻町                        | 巻町                       | 平成17年10月10日 新潟市に編入 | 新潟市 | 西蒲区        |
| 西蒲原郡                 | 越前浜村             | 越前浜村             | 越前浜村                     | 越前浜村                   | 越前浜村                   | 越前浜村                   | 越前浜村                   | 越前浜村                         | 明治34年11月1日 角田村     | 角田村                       | 角田村                       | 角田村                       | 昭和30年1月1日 巻町         | 昭和30年1月1日 巻町          | 巻町                         | 巻町                         | 巻町                        | 巻町                        | 巻町                       | 平成17年10月10日 新潟市に編入 | 新潟市 | 西蒲区        |
| 西蒲原郡                 | 四ツ郷屋村           | 四ツ郷屋村           | 四ツ郷屋村                   | 四ツ郷屋村                 | 四ツ郷屋村                 | 四ツ郷屋村                 | 木山村                     | 木山村                           | 明治34年11月1日 角田村     | 角田村                       | 角田村                       | 角田村                       | 昭和30年1月1日 巻町         | 昭和30年1月1日 巻町          | 巻町                         | 巻町                         | 巻町                        | 巻町                        | 巻町                       | 平成17年10月10日 新潟市に編入 | 新潟市 | 西区          |
| 西蒲原郡                 | 丸山新田村           | 丸山新田村           | 丸山新田村                   | 丸山新田村                 | 丸山新田村                 | 丸山新田村                 | 木山村                     | 木山村                           | 明治34年11月1日 赤塚村     | 赤塚村                       | 赤塚村                       | 赤塚村                       | 赤塚村                      | 赤塚村                       | 赤塚村                       | 赤塚村                       | 昭和36年6月1日 新潟市に編入 | 新潟市                      | 新潟市                     | 新潟市                        | 新潟市 | 西区          |
| 西蒲原郡                 | 北山新田村           | 北山新田村           | 北山新田村                   | 北山新田村                 | 北山新田村                 | 北山新田村                 | 木山村                     | 木山村                           | 明治34年11月1日 赤塚村     | 赤塚村                       | 赤塚村                       | 赤塚村                       | 赤塚村                      | 赤塚村                       | 赤塚村                       | 赤塚村                       | 昭和36年6月1日 新潟市に編入 | 新潟市                      | 新潟市                     | 新潟市                        | 新潟市 | 西区          |
| 西蒲原郡                 | 木戸新田村           | 木戸新田村           | 木戸新田村                   | 木戸新田村                 | 木戸新田村                 | 木戸新田村                 | 木山村                     | 木山村                           | 明治34年11月1日 赤塚村     | 赤塚村                       | 赤塚村                       | 赤塚村                       | 赤塚村                      | 赤塚村                       | 赤塚村                       | 赤塚村                       | 昭和36年6月1日 新潟市に編入 | 新潟市                      | 新潟市                     | 新潟市                        | 新潟市 | 西区          |
| 西蒲原郡                 | 谷内新田村           | 谷内新田村           | 谷内新田村                   | 谷内新田村                 | 谷内新田村                 | 谷内新田村                 | 木山村                     | 木山村                           | 明治34年11月1日 赤塚村     | 赤塚村                       | 赤塚村                       | 赤塚村                       | 赤塚村                      | 赤塚村                       | 赤塚村                       | 赤塚村                       | 昭和36年6月1日 新潟市に編入 | 新潟市                      | 新潟市                     | 新潟市                        | 新潟市 | 西区          |
| 西蒲原郡                 | 山崎村古新田         | 山崎村古新田         | 山崎村古新田                 | 山崎村古新田               | 山崎村古新田               | 山崎村古新田               | 赤塚村                     | 赤塚村                           | 明治34年11月1日 赤塚村     | 赤塚村                       | 赤塚村                       | 赤塚村                       | 赤塚村                      | 赤塚村                       | 赤塚村                       | 赤塚村                       | 昭和36年6月1日 新潟市に編入 | 新潟市                      | 新潟市                     | 新潟市                        | 新潟市 | 西区          |
| 西蒲原郡                 | 赤塚村               | 赤塚村               | 赤塚村                       | 赤塚村                     | 赤塚村                     | 赤塚村                     | 赤塚村                     | 赤塚村                           | 明治34年11月1日 赤塚村     | 赤塚村                       | 赤塚村                       | 赤塚村                       | 赤塚村                      | 赤塚村                       | 赤塚村                       | 赤塚村                       | 昭和36年6月1日 新潟市に編入 | 新潟市                      | 新潟市                     | 新潟市                        | 新潟市 | 西区          |
| 西蒲原郡                 | 藤蔵新田             | 藤蔵新田             | 藤蔵新田                     | 藤蔵新田                   | 藤蔵新田                   | 藤蔵新田                   | 赤塚村                     | 赤塚村                           | 明治34年11月1日 赤塚村     | 赤塚村                       | 赤塚村                       | 赤塚村                       | 赤塚村                      | 赤塚村                       | 赤塚村                       | 赤塚村                       | 昭和36年6月1日 新潟市に編入 | 新潟市                      | 新潟市                     | 新潟市                        | 新潟市 | 西区          |
| 西蒲原郡                 | 坂田新田村           | 坂田新田村           | 坂田新田村                   | 坂田新田村                 | 坂田新田村                 | 坂田新田村                 | 赤塚村                     | 赤塚村                           | 明治34年11月1日 赤塚村     | 赤塚村                       | 赤塚村                       | 赤塚村                       | 赤塚村                      | 赤塚村                       | 赤塚村                       | 赤塚村                       | 昭和36年6月1日 新潟市に編入 | 新潟市                      | 新潟市                     | 新潟市                        | 新潟市 | 西区          |
| 西蒲原郡                 | 中権寺村             | 中権寺村             | 中権寺村                     | 中権寺村                   | 中権寺村                   | 中権寺村                   | 五十嵐浜村                 | 五十嵐浜村                       | 明治34年11月1日 赤塚村     | 赤塚村                       | 赤塚村                       | 赤塚村                       | 赤塚村                      | 赤塚村                       | 赤塚村                       | 赤塚村                       | 昭和36年6月1日 新潟市に編入 | 新潟市                      | 新潟市                     | 新潟市                        | 新潟市 | 西区          |
| 西蒲原郡                 | 五十嵐浜村           | 五十嵐浜村           | 五十嵐浜村                   | 五十嵐浜村                 | 五十嵐浜村                 | 五十嵐浜村                 | 五十嵐浜村                 | 五十嵐浜村                       | 明治34年11月1日 内野村     | 内野村                       | 昭和3年10月1日 町制 内野町   | 内野町                       | 内野町                      | 内野町                       | 内野町                       | 昭和35年1月11日 新潟市に編入 | 新潟市                      | 新潟市                      | 新潟市                     | 新潟市                        | 新潟市 | 西区          |
| 西蒲原郡                 | 中浜村               | 中浜村               | 中浜村                       | 中浜村                     | 中浜村                     | 中浜村                     | 五十嵐浜村                 | 五十嵐浜村                       | 明治34年11月1日 内野村     | 内野村                       | 昭和3年10月1日 町制 内野町   | 内野町                       | 内野町                      | 内野町                       | 内野町                       | 昭和35年1月11日 新潟市に編入 | 新潟市                      | 新潟市                      | 新潟市                     | 新潟市                        | 新潟市 | 西区          |
| 西蒲原郡                 | 内野村               | 内野村               | 内野村                       | 内野村                     | 内野村                     | 内野村                     | 内野村                     | 内野村                           | 明治34年11月1日 内野村     | 内野村                       | 昭和3年10月1日 町制 内野町   | 内野町                       | 内野町                      | 内野町                       | 内野町                       | 昭和35年1月11日 新潟市に編入 | 新潟市                      | 新潟市                      | 新潟市                     | 新潟市                        | 新潟市 | 西区          |
| 西蒲原郡                 | 坂井村               | 坂井村               | 坂井村                       | 坂井村                     | 坂井村                     | 坂井村                     | 上坂井輪村                 | 上坂井輪村                       | 明治34年11月1日 坂井輪村   | 坂井輪村                     | 坂井輪村                     | 昭和29年11月1日 新潟市に編入 | 新潟市                      | 新潟市                       | 新潟市                       | 新潟市                       | 新潟市                      | 新潟市                      | 新潟市                     | 新潟市                        | 新潟市 | 西区          |
| 西蒲原郡                 | 須賀村               | 須賀村               | 須賀村                       | 須賀村                     | 須賀村                     | 須賀村                     | 上坂井輪村                 | 上坂井輪村                       | 明治34年11月1日 坂井輪村   | 坂井輪村                     | 坂井輪村                     | 昭和29年11月1日 新潟市に編入 | 新潟市                      | 新潟市                       | 新潟市                       | 新潟市                       | 新潟市                      | 新潟市                      | 新潟市                     | 新潟市                        | 新潟市 | 西区          |
| 西蒲原郡                 | 大野郷屋村           | 大野郷屋村           | 大野郷屋村                   | 大野郷屋村                 | 大野郷屋村                 | 大野郷屋村                 | 上坂井輪村                 | 上坂井輪村                       | 明治34年11月1日 坂井輪村   | 坂井輪村                     | 坂井輪村                     | 昭和29年11月1日 新潟市に編入 | 新潟市                      | 新潟市                       | 新潟市                       | 新潟市                       | 新潟市                      | 新潟市                      | 新潟市                     | 新潟市                        | 新潟市 | 西区          |
| 西蒲原郡                 | 小針村古新田         | 小針村古新田         | 小針村古新田                 | 小針村古新田               | 小針村古新田               | 小針村古新田               | 下坂井輪村                 | 下坂井輪村                       | 明治34年11月1日 坂井輪村   | 坂井輪村                     | 坂井輪村                     | 昭和29年11月1日 新潟市に編入 | 新潟市                      | 新潟市                       | 新潟市                       | 新潟市                       | 新潟市                      | 新潟市                      | 新潟市                     | 新潟市                        | 新潟市 | 西区          |
| 西蒲原郡                 | 市左衛門郷屋村外新田 | 市左衛門郷屋村外新田 | 市左衛門郷屋村外新田         | 市左衛門郷屋村外新田       | 市左衛門郷屋村外新田       | 市左衛門郷屋村外新田       | 下坂井輪村                 | 下坂井輪村                       | 明治34年11月1日 坂井輪村   | 坂井輪村                     | 坂井輪村                     | 昭和29年11月1日 新潟市に編入 | 新潟市                      | 新潟市                       | 新潟市                       | 新潟市                       | 新潟市                      | 新潟市                      | 新潟市                     | 新潟市                        | 新潟市 | 西区          |
| 西蒲原郡                 | 平島村               | 平島村               | 平島村                       | 平島村                     | 平島村                     | 平島村                     | 下坂井輪村                 | 下坂井輪村                       | 明治34年11月1日 坂井輪村   | 坂井輪村                     | 坂井輪村                     | 昭和29年11月1日 新潟市に編入 | 新潟市                      | 新潟市                       | 新潟市                       | 新潟市                       | 新潟市                      | 新潟市                      | 新潟市                     | 新潟市                        | 新潟市 | 西区          |
| 西蒲原郡                 | 寺尾村新田           | 寺尾村新田           | 寺尾村新田                   | 寺尾村新田                 | 寺尾村新田                 | 寺尾村新田                 | 下坂井輪村                 | 下坂井輪村                       | 明治34年11月1日 坂井輪村   | 坂井輪村                     | 坂井輪村                     | 昭和29年11月1日 新潟市に編入 | 新潟市                      | 新潟市                       | 新潟市                       | 新潟市                       | 新潟市                      | 新潟市                      | 新潟市                     | 新潟市                        | 新潟市 | 西区          |
| 西蒲原郡                 | 青山村新田           | 青山村新田           | 青山村新田                   | 青山村新田                 | 青山村新田                 | 青山村新田                 | 下坂井輪村                 | 下坂井輪村                       | 明治34年11月1日 坂井輪村   | 坂井輪村                     | 坂井輪村                     | 昭和29年11月1日 新潟市に編入 | 新潟市                      | 新潟市                       | 新潟市                       | 新潟市                       | 新潟市                      | 新潟市                      | 新潟市                     | 新潟市                        | 新潟市 | 西区          |
| 西蒲原郡                 | 小新村               | 小新村               | 小新村                       | 小新村                     | 小新村                     | 小新村                     | 新貝村                     | 新貝村                           | 明治34年11月1日 坂井輪村   | 坂井輪村                     | 坂井輪村                     | 昭和29年11月1日 新潟市に編入 | 新潟市                      | 新潟市                       | 新潟市                       | 新潟市                       | 新潟市                      | 新潟市                      | 新潟市                     | 新潟市                        | 新潟市 | 西区          |
| 西蒲原郡                 | 亀貝村               | 亀貝村               | 亀貝村                       | 亀貝村                     | 亀貝村                     | 亀貝村                     | 新貝村                     | 新貝村                           | 明治34年11月1日 坂井輪村   | 坂井輪村                     | 坂井輪村                     | 昭和29年11月1日 新潟市に編入 | 新潟市                      | 新潟市                       | 新潟市                       | 新潟市                       | 新潟市                      | 新潟市                      | 新潟市                     | 新潟市                        | 新潟市 | 西区          |
| 西蒲原郡                 | 笠木村               | 笠木村               | 明治10年 笠木村              | 笠木村                     | 笠木村                     | 笠木村                     | 新通村                     | 新通村                           | 明治34年11月1日 坂井輪村   | 坂井輪村                     | 坂井輪村                     | 昭和29年11月1日 新潟市に編入 | 新潟市                      | 新潟市                       | 新潟市                       | 新潟市                       | 新潟市                      | 新潟市                      | 新潟市                     | 新潟市                        | 新潟市 | 西区          |
| 西蒲原郡                 | 笠木村請             |                      | 明治10年 笠木村              | 笠木村                     | 笠木村                     | 笠木村                     | 新通村                     | 新通村                           | 明治34年11月1日 坂井輪村   | 坂井輪村                     | 坂井輪村                     | 昭和29年11月1日 新潟市に編入 | 新潟市                      | 新潟市                       | 新潟市                       | 新潟市                       | 新潟市                      | 新潟市                      | 新潟市                     | 新潟市                        | 新潟市 | 西区          |
| 西蒲原郡                 | 高山村               | 高山村               | 高山村                       | 高山村                     | 高山村                     | 高山村                     | 新通村                     | 新通村                           | 明治34年11月1日 坂井輪村   | 坂井輪村                     | 坂井輪村                     | 昭和29年11月1日 新潟市に編入 | 新潟市                      | 新潟市                       | 新潟市                       | 新潟市                       | 新潟市                      | 新潟市                      | 新潟市                     | 新潟市                        | 新潟市 | 西区          |
| 西蒲原郡                 | 槙尾村               | 槙尾村               | 槙尾村                       | 槙尾村                     | 槙尾村                     | 槙尾村                     | 新通村                     | 新通村                           | 明治34年11月1日 坂井輪村   | 坂井輪村                     | 坂井輪村                     | 昭和29年11月1日 新潟市に編入 | 新潟市                      | 新潟市                       | 新潟市                       | 新潟市                       | 新潟市                      | 新潟市                      | 新潟市                     | 新潟市                        | 新潟市 | 西区          |
| 西蒲原郡                 | 築千坊新田           | 築千坊新田           | 築千坊新田                   | 築千坊新田                 | 築千坊新田                 | 築千坊新田                 | 新通村                     | 新通村                           | 明治34年11月1日 中野小屋村 | 中野小屋村                   | 中野小屋村                   | 中野小屋村                   | 中野小屋村                  | 中野小屋村                   | 中野小屋村                   | 中野小屋村                   | 昭和36年6月1日 新潟市に編入 | 新潟市                      | 新潟市                     | 新潟市                        | 新潟市 | 西区          |
| 西蒲原郡                 | 五十嵐浜村受         | 五十嵐浜村受         | 五十嵐浜村受                 | 五十嵐浜村受               | 五十嵐浜村受               | 五十嵐浜村受               | 新通村                     | 新通村                           | 明治34年11月1日 中野小屋村 | 中野小屋村                   | 中野小屋村                   | 中野小屋村                   | 中野小屋村                  | 中野小屋村                   | 中野小屋村                   | 中野小屋村                   | 昭和36年6月1日 新潟市に編入 | 新潟市                      | 新潟市                     | 新潟市                        | 新潟市 | 西区          |
| 西蒲原郡                 | 丸潟新田             | 丸潟新田             | 丸潟新田                     | 丸潟新田                   | 丸潟新田                   | 丸潟新田                   | 新通村                     | 新通村                           | 明治34年11月1日 中野小屋村 | 中野小屋村                   | 中野小屋村                   | 中野小屋村                   | 中野小屋村                  | 中野小屋村                   | 中野小屋村                   | 中野小屋村                   | 昭和36年6月1日 新潟市に編入 | 新潟市                      | 新潟市                     | 新潟市                        | 新潟市 | 西区          |
| 西蒲原郡                 | 槙尾村受             | 槙尾村受             | 槙尾村受                     | 槙尾村受                   | 槙尾村受                   | 槙尾村受                   | 新通村                     | 新通村                           | 明治34年11月1日 中野小屋村 | 中野小屋村                   | 中野小屋村                   | 中野小屋村                   | 中野小屋村                  | 中野小屋村                   | 中野小屋村                   | 中野小屋村                   | 昭和36年6月1日 新潟市に編入 | 新潟市                      | 新潟市                     | 新潟市                        | 新潟市 | 西区          |
| 西蒲原郡                 | 高山村受             | 高山村受             | 高山村受                     | 高山村受                   | 高山村受                   | 高山村受                   | 新通村                     | 新通村                           | 明治34年11月1日 中野小屋村 | 中野小屋村                   | 中野小屋村                   | 中野小屋村                   | 中野小屋村                  | 中野小屋村                   | 中野小屋村                   | 中野小屋村                   | 昭和36年6月1日 新潟市に編入 | 新潟市                      | 新潟市                     | 新潟市                        | 新潟市 | 西区          |
| 西蒲原郡                 | 向島新田             | 向島新田             | 向島新田                     | 向島新田                   | 向島新田                   | 向島新田                   | 新通村                     | 新通村                           | 明治34年11月1日 中野小屋村 | 中野小屋村                   | 中野小屋村                   | 中野小屋村                   | 中野小屋村                  | 中野小屋村                   | 中野小屋村                   | 中野小屋村                   | 昭和36年6月1日 新潟市に編入 | 新潟市                      | 新潟市                     | 新潟市                        | 新潟市 | 西区          |
| 西蒲原郡                 | 高山村外新田         | 高山村外新田         | 高山村外新田                 | 高山村外新田               | 高山村外新田               | 明治19年 新通村            | 新通村                     | 新通村                           | 明治34年11月1日 中野小屋村 | 中野小屋村                   | 中野小屋村                   | 中野小屋村                   | 中野小屋村                  | 中野小屋村                   | 中野小屋村                   | 中野小屋村                   | 昭和36年6月1日 新潟市に編入 | 新潟市                      | 新潟市                     | 新潟市                        | 新潟市 | 西区          |
| 西蒲原郡                 | 新通村古新田         | 新通村古新田         | 新通村古新田                 | 新通村古新田               | 新通村古新田               | 明治19年 新通村            | 新通村                     | 新通村                           | 明治34年11月1日 中野小屋村 | 中野小屋村                   | 中野小屋村                   | 中野小屋村                   | 中野小屋村                  | 中野小屋村                   | 中野小屋村                   | 中野小屋村                   | 昭和36年6月1日 新潟市に編入 | 新潟市                      | 新潟市                     | 新潟市                        | 新潟市 | 西区          |
| 西蒲原郡                 | 玄的新田             | 玄的新田             | 玄的新田                     | 玄的新田                   | 玄的新田                   | 玄的新田                   | 新通村                     | 新通村                           | 明治34年11月1日 中野小屋村 | 中野小屋村                   | 中野小屋村                   | 中野小屋村                   | 中野小屋村                  | 中野小屋村                   | 中野小屋村                   | 中野小屋村                   | 昭和36年6月1日 新潟市に編入 | 新潟市                      | 新潟市                     | 新潟市                        | 新潟市 | 西区          |
| 西蒲原郡                 | 坂井村受             | 坂井村受             | 坂井村受                     | 坂井村受                   | 坂井村受                   | 坂井村受                   | 新通村                     | 新通村                           | 明治34年11月1日 中野小屋村 | 中野小屋村                   | 中野小屋村                   | 中野小屋村                   | 中野小屋村                  | 中野小屋村                   | 中野小屋村                   | 中野小屋村                   | 昭和36年6月1日 新潟市に編入 | 新潟市                      | 新潟市                     | 新潟市                        | 新潟市 | 西区          |
| 西蒲原郡                 | 嘉礼木新田           | 嘉礼木新田           | 嘉礼木新田                   | 嘉礼木新田                 | 嘉礼木新田                 | 嘉礼木新田                 | 新通村                     | 新通村                           | 明治34年11月1日 中野小屋村 | 中野小屋村                   | 中野小屋村                   | 中野小屋村                   | 中野小屋村                  | 中野小屋村                   | 中野小屋村                   | 中野小屋村                   | 昭和36年6月1日 新潟市に編入 | 新潟市                      | 新潟市                     | 新潟市                        | 新潟市 | 西区          |
| 西蒲原郡                 | 新通村古新田受       | 新通村古新田受       | 新通村古新田受               | 新通村古新田受             | 新通村古新田受             | 新通村古新田受             | 新通村                     | 新通村                           | 明治34年11月1日 中野小屋村 | 中野小屋村                   | 中野小屋村                   | 中野小屋村                   | 中野小屋村                  | 中野小屋村                   | 中野小屋村                   | 中野小屋村                   | 昭和36年6月1日 新潟市に編入 | 新潟市                      | 新潟市                     | 新潟市                        | 新潟市 | 西区          |
| 西蒲原郡                 | 藤野木村古料         | 藤野木村古料         | 明治10年 藤野木村            | 藤野木村                   | 藤野木村                   | 藤野木村                   | 河西村                     | 河西村                           | 明治34年11月1日 中野小屋村 | 中野小屋村                   | 中野小屋村                   | 中野小屋村                   | 中野小屋村                  | 中野小屋村                   | 中野小屋村                   | 中野小屋村                   | 昭和36年6月1日 新潟市に編入 | 新潟市                      | 新潟市                     | 新潟市                        | 新潟市 | 西区          |
| 西蒲原郡                 | 藤野木村新料         |                      | 明治10年 藤野木村            | 藤野木村                   | 藤野木村                   | 藤野木村                   | 河西村                     | 河西村                           | 明治34年11月1日 中野小屋村 | 中野小屋村                   | 中野小屋村                   | 中野小屋村                   | 中野小屋村                  | 中野小屋村                   | 中野小屋村                   | 中野小屋村                   | 昭和36年6月1日 新潟市に編入 | 新潟市                      | 新潟市                     | 新潟市                        | 新潟市 | 西区          |
| 西蒲原郡                 | 小瀬村               | 小瀬村               | 小瀬村                       | 小瀬村                     | 小瀬村                     | 小瀬村                     | 河西村                     | 河西村                           | 明治34年11月1日 中野小屋村 | 中野小屋村                   | 中野小屋村                   | 中野小屋村                   | 中野小屋村                  | 中野小屋村                   | 中野小屋村                   | 中野小屋村                   | 昭和36年6月1日 新潟市に編入 | 新潟市                      | 新潟市                     | 新潟市                        | 新潟市 | 西区          |
| 西蒲原郡                 | 道河原村             | 道河原村             | 道河原村                     | 道河原村                   | 道河原村                   | 道河原村                   | 河西村                     | 河西村                           | 明治34年11月1日 中野小屋村 | 中野小屋村                   | 中野小屋村                   | 中野小屋村                   | 中野小屋村                  | 中野小屋村                   | 中野小屋村                   | 中野小屋村                   | 昭和36年6月1日 新潟市に編入 | 新潟市                      | 新潟市                     | 新潟市                        | 新潟市 | 西区          |
| 西蒲原郡                 | 金巻新田             | 金巻新田             | 金巻新田                     | 金巻新田                   | 金巻新田                   | 金巻新田                   | 河西村                     | 河西村                           | 明治34年11月1日 中野小屋村 | 中野小屋村                   | 中野小屋村                   | 中野小屋村                   | 中野小屋村                  | 中野小屋村                   | 中野小屋村                   | 中野小屋村                   | 昭和36年6月1日 新潟市に編入 | 新潟市                      | 新潟市                     | 新潟市                        | 新潟市 | 西区          |
| 西蒲原郡                 | 田島村               | 田島村               | 田島村                       | 田島村                     | 田島村                     | 田島村                     | 河西村                     | 河西村                           | 明治34年11月1日 中野小屋村 | 中野小屋村                   | 中野小屋村                   | 中野小屋村                   | 中野小屋村                  | 中野小屋村                   | 中野小屋村                   | 中野小屋村                   | 昭和36年6月1日 新潟市に編入 | 新潟市                      | 新潟市                     | 新潟市                        | 新潟市 | 西区          |
| 西蒲原郡                 | 泉村                 | 泉村                 | 泉村                         | 明治12年 改称 下泉村       | 明治12年 改称 下泉村       | 明治12年 改称 下泉村       | 河西村                     | 河西村                           | 明治34年11月1日 中野小屋村 | 中野小屋村                   | 中野小屋村                   | 中野小屋村                   | 中野小屋村                  | 中野小屋村                   | 中野小屋村                   | 中野小屋村                   | 昭和36年6月1日 新潟市に編入 | 新潟市                      | 新潟市                     | 新潟市                        | 新潟市 | 西区          |
| 西蒲原郡                 | 曽和新田             | 曽和新田             | 曽和新田                     | 曽和新田                   | 曽和新田                   | 曽和新田                   | 河西村                     | 河西村                           | 明治34年11月1日 中野小屋村 | 中野小屋村                   | 中野小屋村                   | 中野小屋村                   | 中野小屋村                  | 中野小屋村                   | 中野小屋村                   | 中野小屋村                   | 昭和36年6月1日 新潟市に編入 | 新潟市                      | 新潟市                     | 新潟市                        | 新潟市 | 西区          |
| 西蒲原郡                 | 小見郷屋村受         | 小見郷屋村受         | 小見郷屋村受                 | 明治12年 改称 碇下新田     | 明治12年 改称 碇下新田     | 明治19年 早潟村            | 河西村                     | 河西村                           | 明治34年11月1日 中野小屋村 | 中野小屋村                   | 中野小屋村                   | 中野小屋村                   | 中野小屋村                  | 中野小屋村                   | 中野小屋村                   | 中野小屋村                   | 昭和36年6月1日 新潟市に編入 | 新潟市                      | 新潟市                     | 新潟市                        | 新潟市 | 西区          |
| 西蒲原郡                 | 兵左衛門新田         | 兵左衛門新田         | 兵左衛門新田                 | 兵左衛門新田               | 兵左衛門新田               | 明治19年 早潟村            | 河西村                     | 河西村                           | 明治34年11月1日 中野小屋村 | 中野小屋村                   | 中野小屋村                   | 中野小屋村                   | 中野小屋村                  | 中野小屋村                   | 中野小屋村                   | 中野小屋村                   | 昭和36年6月1日 新潟市に編入 | 新潟市                      | 新潟市                     | 新潟市                        | 新潟市 | 西区          |
| 西蒲原郡                 | 清左衛門新田         | 清左衛門新田         | 清左衛門新田                 | 清左衛門新田               | 清左衛門新田               | 明治19年 早潟村            | 河西村                     | 河西村                           | 明治34年11月1日 中野小屋村 | 中野小屋村                   | 中野小屋村                   | 中野小屋村                   | 中野小屋村                  | 中野小屋村                   | 中野小屋村                   | 中野小屋村                   | 昭和36年6月1日 新潟市に編入 | 新潟市                      | 新潟市                     | 新潟市                        | 新潟市 | 西区          |
| 西蒲原郡                 | 田巻新田             | 田巻新田             | 田巻新田                     | 田巻新田                   | 田巻新田                   | 明治19年 早潟村            | 河西村                     | 河西村                           | 明治34年11月1日 中野小屋村 | 中野小屋村                   | 中野小屋村                   | 中野小屋村                   | 中野小屋村                  | 中野小屋村                   | 中野小屋村                   | 中野小屋村                   | 昭和36年6月1日 新潟市に編入 | 新潟市                      | 新潟市                     | 新潟市                        | 新潟市 | 西区          |
| 西蒲原郡                 | 勘助郷屋村           | 勘助郷屋村           | 勘助郷屋村                   | 勘助郷屋村                 | 勘助郷屋村                 | 勘助郷屋村                 | 河西村                     | 河西村                           | 明治34年11月1日 中野小屋村 | 中野小屋村                   | 中野小屋村                   | 中野小屋村                   | 中野小屋村                  | 中野小屋村                   | 中野小屋村                   | 中野小屋村                   | 昭和36年6月1日 新潟市に編入 | 新潟市                      | 新潟市                     | 新潟市                        | 新潟市 | 西区          |
| 西蒲原郡                 | 小見郷屋村           | 小見郷屋村           | 小見郷屋村                   | 小見郷屋村                 | 小見郷屋村                 | 小見郷屋村                 | 河西村                     | 河西村                           | 明治34年11月1日 中野小屋村 | 中野小屋村                   | 中野小屋村                   | 中野小屋村                   | 中野小屋村                  | 中野小屋村                   | 中野小屋村                   | 中野小屋村                   | 昭和36年6月1日 新潟市に編入 | 新潟市                      | 新潟市                     | 新潟市                        | 新潟市 | 西区          |
| 西蒲原郡                 | 明田村               | 明田村               | 明田村                       | 明田村                     | 明田村                     | 明田村                     | 中野小屋村                 | 中野小屋村                       | 明治34年11月1日 中野小屋村 | 中野小屋村                   | 中野小屋村                   | 中野小屋村                   | 中野小屋村                  | 中野小屋村                   | 中野小屋村                   | 中野小屋村                   | 昭和36年6月1日 新潟市に編入 | 新潟市                      | 新潟市                     | 新潟市                        | 新潟市 | 西区          |
| 西蒲原郡                 | 保古野木村           | 保古野木村           | 保古野木村                   | 保古野木村                 | 保古野木村                 | 保古野木村                 | 中野小屋村                 | 中野小屋村                       | 明治34年11月1日 中野小屋村 | 中野小屋村                   | 中野小屋村                   | 中野小屋村                   | 中野小屋村                  | 中野小屋村                   | 中野小屋村                   | 中野小屋村                   | 昭和36年6月1日 新潟市に編入 | 新潟市                      | 新潟市                     | 新潟市                        | 新潟市 | 西区          |
| 西蒲原郡                 | 前野外新田           | 前野外新田           | 前野外新田                   | 前野外新田                 | 前野外新田                 | 前野外新田                 | 中野小屋村                 | 中野小屋村                       | 明治34年11月1日 中野小屋村 | 中野小屋村                   | 中野小屋村                   | 中野小屋村                   | 中野小屋村                  | 中野小屋村                   | 中野小屋村                   | 中野小屋村                   | 昭和36年6月1日 新潟市に編入 | 新潟市                      | 新潟市                     | 新潟市                        | 新潟市 | 西区          |
| 西蒲原郡                 | 中野小屋村           | 中野小屋村           | 中野小屋村                   | 中野小屋村                 | 中野小屋村                 | 中野小屋村                 | 中野小屋村                 | 中野小屋村                       | 明治34年11月1日 中野小屋村 | 中野小屋村                   | 中野小屋村                   | 中野小屋村                   | 中野小屋村                  | 中野小屋村                   | 中野小屋村                   | 中野小屋村                   | 昭和36年6月1日 新潟市に編入 | 新潟市                      | 新潟市                     | 新潟市                        | 新潟市 | 西区          |
| 西蒲原郡                 | 大友村               | 大友村               | 大友村                       | 大友村                     | 大友村                     | 大友村                     | 中野小屋村                 | 中野小屋村                       | 明治34年11月1日 中野小屋村 | 中野小屋村                   | 中野小屋村                   | 中野小屋村                   | 中野小屋村                  | 中野小屋村                   | 中野小屋村                   | 中野小屋村                   | 昭和36年6月1日 新潟市に編入 | 新潟市                      | 新潟市                     | 新潟市                        | 新潟市 | 西区          |
| 西蒲原郡                 | 大潟田潟植出場       | ［字田潟］           | 大潟田潟植出場               | 大潟田潟植出場             | 大潟田潟植出場             | 大潟田潟植出場             | 中野小屋村                 | 中野小屋村                       | 明治34年11月1日 中野小屋村 | 中野小屋村                   | 中野小屋村                   | 中野小屋村                   | 中野小屋村                  | 中野小屋村                   | 中野小屋村                   | 中野小屋村                   | 昭和36年6月1日 新潟市に編入 | 新潟市                      | 新潟市                     | 新潟市                        | 新潟市 | 西区          |
| 西蒲原郡                 | 大潟田潟植出場       | ［字大潟］           | 大潟田潟植出場               | 大潟田潟植出場             | 大潟田潟植出場             | 大潟田潟植出場             | 木場村                     | 木場村                           | 明治34年11月1日 黒埼村     | 黒埼村                       | 黒埼村                       | 黒埼村                       | 黒埼村                      | 黒埼村                       | 黒埼村                       | 黒埼村                       | 黒埼村                      | 昭和48年2月1日 町制 黒埼町  | 黒埼町                     | 平成13年1月1日 新潟市に編入   | 新潟市 | 西区          |
| 西蒲原郡                 | 木場村受             | 木場村受             | 木場村受                     | 木場村受                   | 木場村受                   | 木場村受                   | 木場村                     | 木場村                           | 明治34年11月1日 黒埼村     | 黒埼村                       | 黒埼村                       | 黒埼村                       | 黒埼村                      | 黒埼村                       | 黒埼村                       | 黒埼村                       | 黒埼村                      | 昭和48年2月1日 町制 黒埼町  | 黒埼町                     | 平成13年1月1日 新潟市に編入   | 新潟市 | 西区          |
| 西蒲原郡                 | 木場村               | 木場村               | 木場村                       | 木場村                     | 木場村                     | 木場村                     | 木場村                     | 木場村                           | 明治34年11月1日 黒埼村     | 黒埼村                       | 黒埼村                       | 黒埼村                       | 黒埼村                      | 黒埼村                       | 黒埼村                       | 黒埼村                       | 黒埼村                      | 昭和48年2月1日 町制 黒埼町  | 黒埼町                     | 平成13年1月1日 新潟市に編入   | 新潟市 | 西区          |
| 西蒲原郡                 | 黒鳥村               | 黒鳥村               | 黒鳥村                       | 黒鳥村                     | 黒鳥村                     | 黒鳥村                     | 黒鳥村                     | 黒鳥村                           | 明治34年11月1日 黒埼村     | 黒埼村                       | 黒埼村                       | 黒埼村                       | 黒埼村                      | 黒埼村                       | 黒埼村                       | 黒埼村                       | 黒埼村                      | 昭和48年2月1日 町制 黒埼町  | 黒埼町                     | 平成13年1月1日 新潟市に編入   | 新潟市 | 西区          |
| 西蒲原郡                 | 北場村               | 北場村               | 北場村                       | 北場村                     | 北場村                     | 北場村                     | 黒鳥村                     | 黒鳥村                           | 明治34年11月1日 黒埼村     | 黒埼村                       | 黒埼村                       | 黒埼村                       | 黒埼村                      | 黒埼村                       | 黒埼村                       | 黒埼村                       | 黒埼村                      | 昭和48年2月1日 町制 黒埼町  | 黒埼町                     | 平成13年1月1日 新潟市に編入   | 新潟市 | 西区          |
| 西蒲原郡                 | 金巻村               | 金巻村               | 金巻村                       | 金巻村                     | 金巻村                     | 金巻村                     | 金巻村                     | 金巻村                           | 明治34年11月1日 黒埼村     | 黒埼村                       | 黒埼村                       | 黒埼村                       | 黒埼村                      | 黒埼村                       | 黒埼村                       | 黒埼村                       | 黒埼村                      | 昭和48年2月1日 町制 黒埼町  | 黒埼町                     | 平成13年1月1日 新潟市に編入   | 新潟市 | 西区          |
| 西蒲原郡                 | 板井村               | 板井村               | 板井村                       | 板井村                     | 板井村                     | 板井村                     | 板井村                     | 板井村                           | 明治34年11月1日 黒埼村     | 黒埼村                       | 黒埼村                       | 黒埼村                       | 黒埼村                      | 黒埼村                       | 黒埼村                       | 黒埼村                       | 黒埼村                      | 昭和48年2月1日 町制 黒埼町  | 黒埼町                     | 平成13年1月1日 新潟市に編入   | 新潟市 | 西区          |
| 西蒲原郡                 | 立仏村               | 立仏村               | 立仏村                       | 立仏村                     | 立仏村                     | 立仏村                     | 鳥原村                     | 鳥原村                           | 明治34年11月1日 黒埼村     | 黒埼村                       | 黒埼村                       | 黒埼村                       | 黒埼村                      | 黒埼村                       | 黒埼村                       | 黒埼村                       | 黒埼村                      | 昭和48年2月1日 町制 黒埼町  | 黒埼町                     | 平成13年1月1日 新潟市に編入   | 新潟市 | 西区          |
| 西蒲原郡                 | 鳥原新田             | 鳥原新田             | 鳥原新田                     | 鳥原新田                   | 鳥原新田                   | 鳥原新田                   | 鳥原村                     | 鳥原村                           | 明治34年11月1日 黒埼村     | 黒埼村                       | 黒埼村                       | 黒埼村                       | 黒埼村                      | 黒埼村                       | 黒埼村                       | 黒埼村                       | 黒埼村                      | 昭和48年2月1日 町制 黒埼町  | 黒埼町                     | 平成13年1月1日 新潟市に編入   | 新潟市 | 西区          |
| 西蒲原郡                 | 鳥原村               | 鳥原村               | 鳥原村                       | 鳥原村                     | 鳥原村                     | 鳥原村                     | 鳥原村                     | 鳥原村                           | 明治34年11月1日 黒埼村     | 黒埼村                       | 黒埼村                       | 黒埼村                       | 黒埼村                      | 黒埼村                       | 黒埼村                       | 黒埼村                       | 黒埼村                      | 昭和48年2月1日 町制 黒埼町  | 黒埼町                     | 平成13年1月1日 新潟市に編入   | 新潟市 | 西区          |
| 西蒲原郡                 | 鳥原村               | 鳥原村               | 鳥原村                       | 明治12年 起立 寺地村       |                            |                            | 鳥原村                     | 鳥原村                           | 明治34年11月1日 黒埼村     | 黒埼村                       | 黒埼村                       | 黒埼村                       | 黒埼村                      | 黒埼村                       | 黒埼村                       | 黒埼村                       | 黒埼村                      | 昭和48年2月1日 町制 黒埼町  | 黒埼町                     | 平成13年1月1日 新潟市に編入   | 新潟市 | 西区          |
| 西蒲原郡                 |                      |                      | 明治12年 起立 小平方分       |                            |                            |                            | 鳥原村                     | 鳥原村                           | 明治34年11月1日 黒埼村     | 黒埼村                       | 黒埼村                       | 黒埼村                       | 黒埼村                      | 黒埼村                       | 黒埼村                       | 黒埼村                       | 黒埼村                      | 昭和48年2月1日 町制 黒埼町  | 黒埼町                     | 平成13年1月1日 新潟市に編入   | 新潟市 | 西区          |
| 中蒲原郡                 | 合子ヶ作村           | 合子ヶ作村           | 合子ヶ作村                   | 合子ヶ作村                 | 合子ヶ作村                 | 合子ヶ作村                 | 曽野木村                   | 曽野木村                         | 明治34年11月1日 曽野木村   | 曽野木村                     | 曽野木村                     | 昭和23年7月1日 黒埼村に編入  | 黒埼村                      | 黒埼村                       | 黒埼村                       | 黒埼村                       | 黒埼村                      | 昭和48年2月1日 町制 黒埼町  | 黒埼町                     | 平成13年1月1日 新潟市に編入   | 新潟市 | 西区          |
| 中蒲原郡                 | 西楚川新田           | 一部                 | 明治9年 楚川新田             | 楚川新田                   | 楚川新田                   | 楚川新田                   | 曽野木村                   | 曽野木村                         | 明治34年11月1日 曽野木村   | 曽野木村                     | 曽野木村                     | 昭和23年7月1日 黒埼村に編入  | 黒埼村                      | 黒埼村                       | 黒埼村                       | 黒埼村                       | 黒埼村                      | 昭和48年2月1日 町制 黒埼町  | 黒埼町                     | 平成13年1月1日 新潟市に編入   | 新潟市 | 西区          |
| 中蒲原郡                 | 西楚川新田           | 一部                 | 明治9年 楚川新田             | 楚川新田                   | 楚川新田                   | 楚川新田                   | 曽野木村                   | 曽野木村                         | 明治34年11月1日 曽野木村   | 曽野木村                     | 曽野木村                     | 曽野木村                     | 曽野木村                    | 曽野木村                     | 昭和32年5月3日 新潟市に編入  | 新潟市                       | 新潟市                      | 新潟市                      | 新潟市                     | 新潟市                        | 新潟市 | 江南区        |
| 中蒲原郡                 | 本楚川新田           |                      | 明治9年 楚川新田             | 楚川新田                   | 楚川新田                   | 楚川新田                   | 曽野木村                   | 曽野木村                         | 明治34年11月1日 曽野木村   | 曽野木村                     | 曽野木村                     | 曽野木村                     | 曽野木村                    | 曽野木村                     | 昭和32年5月3日 新潟市に編入  | 新潟市                       | 新潟市                      | 新潟市                      | 新潟市                     | 新潟市                        | 新潟市 | 江南区        |
| 中蒲原郡                 | 嘉喜新田             | 一部                 | 明治9年 楚川新田             | 楚川新田                   | 楚川新田                   | 楚川新田                   | 曽野木村                   | 曽野木村                         | 明治34年11月1日 曽野木村   | 曽野木村                     | 曽野木村                     | 曽野木村                     | 曽野木村                    | 曽野木村                     | 昭和32年5月3日 新潟市に編入  | 新潟市                       | 新潟市                      | 新潟市                      | 新潟市                     | 新潟市                        | 新潟市 | 江南区        |
| 中蒲原郡                 | 嘉喜新田             | 一部を除く           | 明治9年 嘉木村               | 嘉木村                     | 嘉木村                     | 嘉木村                     | 曽野木村                   | 曽野木村                         | 明治34年11月1日 曽野木村   | 曽野木村                     | 曽野木村                     | 曽野木村                     | 曽野木村                    | 曽野木村                     | 昭和32年5月3日 新潟市に編入  | 新潟市                       | 新潟市                      | 新潟市                      | 新潟市                     | 新潟市                        | 新潟市 | 江南区        |
| 中蒲原郡                 | 嘉木村               |                      | 明治9年 嘉木村               | 嘉木村                     | 嘉木村                     | 嘉木村                     | 曽野木村                   | 曽野木村                         | 明治34年11月1日 曽野木村   | 曽野木村                     | 曽野木村                     | 曽野木村                     | 曽野木村                    | 曽野木村                     | 昭和32年5月3日 新潟市に編入  | 新潟市                       | 新潟市                      | 新潟市                      | 新潟市                     | 新潟市                        | 新潟市 | 江南区        |
| 中蒲原郡                 | 楚川村               | 楚川村               | 明治10年 楚川村              | 楚川村                     | 楚川村                     | 楚川村                     | 曽野木村                   | 曽野木村                         | 明治34年11月1日 曽野木村   | 曽野木村                     | 曽野木村                     | 曽野木村                     | 曽野木村                    | 曽野木村                     | 昭和32年5月3日 新潟市に編入  | 新潟市                       | 新潟市                      | 新潟市                      | 新潟市                     | 新潟市                        | 新潟市 | 江南区        |
| 中蒲原郡                 | 下新田               |                      | 明治10年 楚川村              | 楚川村                     | 楚川村                     | 楚川村                     | 曽野木村                   | 曽野木村                         | 明治34年11月1日 曽野木村   | 曽野木村                     | 曽野木村                     | 曽野木村                     | 曽野木村                    | 曽野木村                     | 昭和32年5月3日 新潟市に編入  | 新潟市                       | 新潟市                      | 新潟市                      | 新潟市                     | 新潟市                        | 新潟市 | 江南区        |
| 中蒲原郡                 | 苗代新田             |                      | 明治10年 楚川村              | 楚川村                     | 楚川村                     | 楚川村                     | 曽野木村                   | 曽野木村                         | 明治34年11月1日 曽野木村   | 曽野木村                     | 曽野木村                     | 曽野木村                     | 曽野木村                    | 曽野木村                     | 昭和32年5月3日 新潟市に編入  | 新潟市                       | 新潟市                      | 新潟市                      | 新潟市                     | 新潟市                        | 新潟市 | 江南区        |
| 中蒲原郡                 | 祖父新田             | 祖父新田             | 明治初年 改称 祖父興野       | 祖父興野                   | 祖父興野                   | 祖父興野                   | 曽野木村                   | 曽野木村                         | 明治34年11月1日 曽野木村   | 曽野木村                     | 曽野木村                     | 曽野木村                     | 曽野木村                    | 曽野木村                     | 昭和32年5月3日 新潟市に編入  | 新潟市                       | 新潟市                      | 新潟市                      | 新潟市                     | 新潟市                        | 新潟市 | 江南区        |
| 中蒲原郡                 | 久蔵興野             | 久蔵興野             | 久蔵興野                     | 久蔵興野                   | 久蔵興野                   | 久蔵興野                   | 曽野木村                   | 曽野木村                         | 明治34年11月1日 曽野木村   | 曽野木村                     | 曽野木村                     | 曽野木村                     | 曽野木村                    | 曽野木村                     | 昭和32年5月3日 新潟市に編入  | 新潟市                       | 新潟市                      | 新潟市                      | 新潟市                     | 新潟市                        | 新潟市 | 江南区        |
| 中蒲原郡                 | 俵柳村               | 俵柳村               | 俵柳村                       | 俵柳村                     | 俵柳村                     | 俵柳村                     | 曽野木村                   | 曽野木村                         | 明治34年11月1日 曽野木村   | 曽野木村                     | 曽野木村                     | 曽野木村                     | 曽野木村                    | 曽野木村                     | 昭和32年5月3日 新潟市に編入  | 新潟市                       | 新潟市                      | 新潟市                      | 新潟市                     | 新潟市                        | 新潟市 | 江南区        |
| 中蒲原郡                 | 太右衛門新田         | 太右衛門新田         | 太右衛門新田                 | 太右衛門新田               | 太右衛門新田               | 太右衛門新田               | 曽野木村                   | 曽野木村                         | 明治34年11月1日 曽野木村   | 曽野木村                     | 曽野木村                     | 曽野木村                     | 曽野木村                    | 曽野木村                     | 昭和32年5月3日 新潟市に編入  | 新潟市                       | 新潟市                      | 新潟市                      | 新潟市                     | 新潟市                        | 新潟市 | 江南区        |
| 中蒲原郡                 | 天野新田             | 天野新田             | 天野新田                     | 天野新田                   | 天野新田                   | 天野新田                   | 曽野木村                   | 曽野木村                         | 明治34年11月1日 曽野木村   | 曽野木村                     | 曽野木村                     | 曽野木村                     | 曽野木村                    | 曽野木村                     | 昭和32年5月3日 新潟市に編入  | 新潟市                       | 新潟市                      | 新潟市                      | 新潟市                     | 新潟市                        | 新潟市 | 江南区        |
| 中蒲原郡                 | 丸潟新田             | 一部                 | 丸潟新田                     | 丸潟新田                   | 丸潟新田                   | 丸潟新田                   | 曽野木村                   | 曽野木村                         | 明治34年11月1日 曽野木村   | 曽野木村                     | 曽野木村                     | 曽野木村                     | 曽野木村                    | 曽野木村                     | 昭和32年5月3日 新潟市に編入  | 新潟市                       | 新潟市                      | 新潟市                      | 新潟市                     | 新潟市                        | 新潟市 | 江南区        |
| 中蒲原郡                 | 丸潟新田             | 一部                 | 丸潟新田                     | 丸潟新田                   | 丸潟新田                   | 丸潟新田                   | 山潟村                     | 山潟村                           | 明治34年11月1日 曽野木村   | 曽野木村                     | 曽野木村                     | 曽野木村                     | 曽野木村                    | 曽野木村                     | 昭和32年5月3日 新潟市に編入  | 新潟市                       | 新潟市                      | 新潟市                      | 新潟市                     | 新潟市                        | 新潟市 | 江南区        |
| 中蒲原郡                 | 鍋潟新田             | 鍋潟新田             | 鍋潟新田                     | 鍋潟新田                   | 鍋潟新田                   | 鍋潟新田                   | 山潟村                     | 山潟村                           | 明治34年11月1日 曽野木村   | 曽野木村                     | 曽野木村                     | 曽野木村                     | 曽野木村                    | 曽野木村                     | 昭和32年5月3日 新潟市に編入  | 新潟市                       | 新潟市                      | 新潟市                      | 新潟市                     | 新潟市                        | 新潟市 | 江南区        |
| 中蒲原郡                 | 鍋潟新田             | 鍋潟新田             | 明治8年 分立 姥ヶ山新田      | 姥ヶ山新田                 | 姥ヶ山新田                 | 姥ヶ山新田                 | 山潟村                     | 山潟村                           | 明治34年11月1日 石山村     | 石山村                       | 昭和18年12月8日 新潟市に編入 | 新潟市                       | 新潟市                      | 新潟市                       | 新潟市                       | 新潟市                       | 新潟市                      | 新潟市                      | 新潟市                     | 新潟市                        | 新潟市 | 東区          |
| 中蒲原郡                 | 長潟新田             | 長潟新田             | 長潟新田                     | 長潟新田                   | 長潟新田                   | 長潟新田                   | 山潟村                     | 山潟村                           | 明治34年11月1日 石山村     | 石山村                       | 昭和18年12月8日 新潟市に編入 | 新潟市                       | 新潟市                      | 新潟市                       | 新潟市                       | 新潟市                       | 新潟市                      | 新潟市                      | 新潟市                     | 新潟市                        | 新潟市 | 東区          |
| 中蒲原郡                 | 石山新田             | 石山新田             | 時期不明 分立 西山二ツ新田   | 西山二ツ新田               | 西山二ツ新田               | 西山二ツ新田               | 山潟村                     | 山潟村                           | 明治34年11月1日 石山村     | 石山村                       | 昭和18年12月8日 新潟市に編入 | 新潟市                       | 新潟市                      | 新潟市                       | 新潟市                       | 新潟市                       | 新潟市                      | 新潟市                      | 新潟市                     | 新潟市                        | 新潟市 | 東区          |
| 中蒲原郡                 | 石山新田             | 石山新田             | 石山新田                     | 石山新田                   | 石山新田                   | 石山新田                   | 石山村                     | 石山村                           | 明治34年11月1日 石山村     | 石山村                       | 昭和18年12月8日 新潟市に編入 | 新潟市                       | 新潟市                      | 新潟市                       | 新潟市                       | 新潟市                       | 新潟市                      | 新潟市                      | 新潟市                     | 新潟市                        | 新潟市 | 東区          |
| 中蒲原郡                 | 中島新田             | 中島新田             | 中島新田                     | 中島新田                   | 中島新田                   | 中島新田                   | 石山村                     | 石山村                           | 明治34年11月1日 石山村     | 石山村                       | 昭和18年12月8日 新潟市に編入 | 新潟市                       | 新潟市                      | 新潟市                       | 新潟市                       | 新潟市                       | 新潟市                      | 新潟市                      | 新潟市                     | 新潟市                        | 新潟市 | 東区          |
| 中蒲原郡                 | 児池新田             | 児池新田             | 児池新田                     | 児池新田                   | 児池新田                   | 児池新田                   | 石山村                     | 石山村                           | 明治34年11月1日 石山村     | 石山村                       | 昭和18年12月8日 新潟市に編入 | 新潟市                       | 新潟市                      | 新潟市                       | 新潟市                       | 新潟市                       | 新潟市                      | 新潟市                      | 新潟市                     | 新潟市                        | 新潟市 | 東区          |
| 中蒲原郡                 | 猿ヶ馬場新田         | 猿ヶ馬場新田         | 猿ヶ馬場新田                 | 猿ヶ馬場新田               | 猿ヶ馬場新田               | 猿ヶ馬場新田               | 石山村                     | 石山村                           | 明治34年11月1日 石山村     | 石山村                       | 昭和18年12月8日 新潟市に編入 | 新潟市                       | 新潟市                      | 新潟市                       | 新潟市                       | 新潟市                       | 新潟市                      | 新潟市                      | 新潟市                     | 新潟市                        | 新潟市 | 東区          |
| 中蒲原郡                 | 下場新田             | 下場新田             | 下場新田                     | 下場新田                   | 下場新田                   | 下場新田                   | 石山村                     | 石山村                           | 明治34年11月1日 石山村     | 石山村                       | 昭和18年12月8日 新潟市に編入 | 新潟市                       | 新潟市                      | 新潟市                       | 新潟市                       | 新潟市                       | 新潟市                      | 新潟市                      | 新潟市                     | 新潟市                        | 新潟市 | 東区          |
| 中蒲原郡                 | 中野山新田           | 中野山新田           | 中野山新田                   | 中野山新田                 | 中野山新田                 | 中野山新田                 | 石山村                     | 石山村                           | 明治34年11月1日 石山村     | 石山村                       | 昭和18年12月8日 新潟市に編入 | 新潟市                       | 新潟市                      | 新潟市                       | 新潟市                       | 新潟市                       | 新潟市                      | 新潟市                      | 新潟市                     | 新潟市                        | 新潟市 | 東区          |
| 中蒲原郡                 | 粟山新田             | 粟山新田             | 粟山新田                     | 粟山新田                   | 粟山新田                   | 粟山新田                   | 石山村                     | 石山村                           | 明治34年11月1日 石山村     | 石山村                       | 昭和18年12月8日 新潟市に編入 | 新潟市                       | 新潟市                      | 新潟市                       | 新潟市                       | 新潟市                       | 新潟市                      | 新潟市                      | 新潟市                     | 新潟市                        | 新潟市 | 東区          |
| 中蒲原郡                 | 上木戸村             | 上木戸村             | 上木戸村                     | 上木戸村                   | 上木戸村                   | 上木戸村                   | 木戸村                     | 木戸村                           | 明治34年11月1日 石山村     | 石山村                       | 昭和18年12月8日 新潟市に編入 | 新潟市                       | 新潟市                      | 新潟市                       | 新潟市                       | 新潟市                       | 新潟市                      | 新潟市                      | 新潟市                     | 新潟市                        | 新潟市 | 東区          |
| 中蒲原郡                 | 牡丹山新田           | 牡丹山新田           | 牡丹山新田                   | 牡丹山新田                 | 牡丹山新田                 | 牡丹山新田                 | 木戸村                     | 木戸村                           | 明治34年11月1日 石山村     | 石山村                       | 昭和18年12月8日 新潟市に編入 | 新潟市                       | 新潟市                      | 新潟市                       | 新潟市                       | 新潟市                       | 新潟市                      | 新潟市                      | 新潟市                     | 新潟市                        | 新潟市 | 東区          |
| 中蒲原郡                 | 中山新田             | 中山新田             | 中山新田                     | 中山新田                   | 中山新田                   | 中山新田                   | 木戸村                     | 木戸村                           | 明治34年11月1日 石山村     | 石山村                       | 昭和18年12月8日 新潟市に編入 | 新潟市                       | 新潟市                      | 新潟市                       | 新潟市                       | 新潟市                       | 新潟市                      | 新潟市                      | 新潟市                     | 新潟市                        | 新潟市 | 東区          |
| 中蒲原郡                 | 竹尾新田             | 竹尾新田             | 竹尾新田                     | 竹尾新田                   | 竹尾新田                   | 竹尾新田                   | 木戸村                     | 木戸村                           | 明治34年11月1日 石山村     | 石山村                       | 昭和18年12月8日 新潟市に編入 | 新潟市                       | 新潟市                      | 新潟市                       | 新潟市                       | 新潟市                       | 新潟市                      | 新潟市                      | 新潟市                     | 新潟市                        | 新潟市 | 東区          |
| 中蒲原郡                 | 紫竹新田             | 紫竹新田             | 紫竹新田                     | 紫竹新田                   | 紫竹新田                   | 紫竹新田                   | 木戸村                     | 木戸村                           | 明治34年11月1日 石山村     | 石山村                       | 昭和18年12月8日 新潟市に編入 | 新潟市                       | 新潟市                      | 新潟市                       | 新潟市                       | 新潟市                       | 新潟市                      | 新潟市                      | 新潟市                     | 新潟市                        | 新潟市 | 東区          |
| 中蒲原郡                 | 鴉俣村               | 鴉俣村               | 明治10年 鴉俣村              | 鴉俣村                     | 鴉俣村                     | 鴉俣村                     | 木戸村                     | 木戸村                           | 明治34年11月1日 石山村     | 石山村                       | 昭和18年12月8日 新潟市に編入 | 新潟市                       | 新潟市                      | 新潟市                       | 新潟市                       | 新潟市                       | 新潟市                      | 新潟市                      | 新潟市                     | 新潟市                        | 新潟市 | 東区          |
| 中蒲原郡                 | 鴉俣新田             |                      | 明治10年 鴉俣村              | 鴉俣村                     | 鴉俣村                     | 鴉俣村                     | 木戸村                     | 木戸村                           | 明治34年11月1日 石山村     | 石山村                       | 昭和18年12月8日 新潟市に編入 | 新潟市                       | 新潟市                      | 新潟市                       | 新潟市                       | 新潟市                       | 新潟市                      | 新潟市                      | 新潟市                     | 新潟市                        | 新潟市 | 東区          |
| 中蒲原郡                 | 下木戸村             | 下木戸村             | 明治10年 下木戸村            | 下木戸村                   | 下木戸村                   | 下木戸村                   | 木戸村                     | 木戸村                           | 明治34年11月1日 石山村     | 石山村                       | 昭和18年12月8日 新潟市に編入 | 新潟市                       | 新潟市                      | 新潟市                       | 新潟市                       | 新潟市                       | 新潟市                      | 新潟市                      | 新潟市                     | 新潟市                        | 新潟市 | 東区          |
| 中蒲原郡                 | 中村新田             |                      | 明治10年 下木戸村            | 下木戸村                   | 下木戸村                   | 下木戸村                   | 木戸村                     | 木戸村                           | 明治34年11月1日 石山村     | 石山村                       | 昭和18年12月8日 新潟市に編入 | 新潟市                       | 新潟市                      | 新潟市                       | 新潟市                       | 新潟市                       | 新潟市                      | 新潟市                      | 新潟市                     | 新潟市                        | 新潟市 | 東区          |
| 中蒲原郡                 | 山下新田 （一部）    | 山下新田 （一部）    | 山下新田                     | 榎新田                     | 榎新田                     | 榎新田                     | 木戸村                     | 木戸村                           | 明治34年11月1日 石山村     | 石山村                       | 昭和18年12月8日 新潟市に編入 | 新潟市                       | 新潟市                      | 新潟市                       | 新潟市                       | 新潟市                       | 新潟市                      | 新潟市                      | 新潟市                     | 新潟市                        | 新潟市 | 東区          |
| 中蒲原郡                 | 馬越新田             | 馬越新田             | 明治10年 馬越新田            | 馬越新田                   | 馬越新田                   | 馬越新田                   | 木戸村                     | 木戸村                           | 明治34年11月1日 石山村     | 大正8年 新潟市に編入         | 新潟市                       | 新潟市                       | 新潟市                      | 新潟市                       | 新潟市                       | 新潟市                       | 新潟市                      | 新潟市                      | 新潟市                     | 新潟市                        | 新潟市 | 中央区        |
| 中蒲原郡                 | 笹淵新田             |                      | 明治10年 馬越新田            | 馬越新田                   | 馬越新田                   | 馬越新田                   | 木戸村                     | 木戸村                           | 明治34年11月1日 石山村     | 大正8年 新潟市に編入         | 新潟市                       | 新潟市                       | 新潟市                      | 新潟市                       | 新潟市                       | 新潟市                       | 新潟市                      | 新潟市                      | 新潟市                     | 新潟市                        | 新潟市 | 中央区        |
| 中蒲原郡                 | 女池新田             | 女池新田             | 女池新田                     | 女池新田                   | 女池新田                   | 女池新田                   | 女池村                     | 女池村                           | 明治34年11月1日 鳥屋野村   | 鳥屋野村                     | 昭和18年12月8日 新潟市に編入 | 新潟市                       | 新潟市                      | 新潟市                       | 新潟市                       | 新潟市                       | 新潟市                      | 新潟市                      | 新潟市                     | 新潟市                        | 新潟市 | 中央区        |
| 中蒲原郡                 | 笹口新田             | 笹口新田             | 笹口新田                     | 笹口新田                   | 笹口新田                   | 笹口新田                   | 女池村                     | 女池村                           | 明治34年11月1日 鳥屋野村   | 鳥屋野村                     | 昭和18年12月8日 新潟市に編入 | 新潟市                       | 新潟市                      | 新潟市                       | 新潟市                       | 新潟市                       | 新潟市                      | 新潟市                      | 新潟市                     | 新潟市                        | 新潟市 | 中央区        |
| 中蒲原郡                 | 米山新田             | 米山新田             | 米山新田                     | 米山新田                   | 米山新田                   | 米山新田                   | 女池村                     | 女池村                           | 明治34年11月1日 鳥屋野村   | 鳥屋野村                     | 昭和18年12月8日 新潟市に編入 | 新潟市                       | 新潟市                      | 新潟市                       | 新潟市                       | 新潟市                       | 新潟市                      | 新潟市                      | 新潟市                     | 新潟市                        | 新潟市 | 中央区        |
| 中蒲原郡                 | 紫竹山新田           | 紫竹山新田           | 紫竹山新田                   | 紫竹山新田                 | 紫竹山新田                 | 紫竹山新田                 | 女池村                     | 女池村                           | 明治34年11月1日 鳥屋野村   | 鳥屋野村                     | 昭和18年12月8日 新潟市に編入 | 新潟市                       | 新潟市                      | 新潟市                       | 新潟市                       | 新潟市                       | 新潟市                      | 新潟市                      | 新潟市                     | 新潟市                        | 新潟市 | 中央区        |
| 中蒲原郡                 | 神道寺新田           | 神道寺新田           | 神道寺新田                   | 神道寺新田                 | 神道寺新田                 | 神道寺新田                 | 女池村                     | 女池村                           | 明治34年11月1日 鳥屋野村   | 鳥屋野村                     | 昭和18年12月8日 新潟市に編入 | 新潟市                       | 新潟市                      | 新潟市                       | 新潟市                       | 新潟市                       | 新潟市                      | 新潟市                      | 新潟市                     | 新潟市                        | 新潟市 | 中央区        |
| 中蒲原郡                 | 小張ノ木新田         | 小張ノ木新田         | 小張ノ木新田                 | 小張ノ木新田               | 小張ノ木新田               | 小張ノ木新田               | 女池村                     | 女池村                           | 明治34年11月1日 鳥屋野村   | 鳥屋野村                     | 昭和18年12月8日 新潟市に編入 | 新潟市                       | 新潟市                      | 新潟市                       | 新潟市                       | 新潟市                       | 新潟市                      | 新潟市                      | 新潟市                     | 新潟市                        | 新潟市 | 中央区        |
| 中蒲原郡                 | 近江新田             | 近江新田             | 明治10年 分立 堀之内新田     | 堀之内新田                 | 堀之内新田                 | 堀之内新田                 | 女池村                     | 女池村                           | 明治34年11月1日 鳥屋野村   | 鳥屋野村                     | 昭和18年12月8日 新潟市に編入 | 新潟市                       | 新潟市                      | 新潟市                       | 新潟市                       | 新潟市                       | 新潟市                      | 新潟市                      | 新潟市                     | 新潟市                        | 新潟市 | 中央区        |
| 中蒲原郡                 | 近江新田             | 近江新田             | 近江新田                     | 近江新田                   | 近江新田                   | 近江新田                   | 鳥屋王村                   | 明治23年12月17日 改称 鳥屋野村   | 明治34年11月1日 鳥屋野村   | 鳥屋野村                     | 昭和18年12月8日 新潟市に編入 | 新潟市                       | 新潟市                      | 新潟市                       | 新潟市                       | 新潟市                       | 新潟市                      | 新潟市                      | 新潟市                     | 新潟市                        | 新潟市 | 中央区        |
| 中蒲原郡                 | 上所島新田           | 上所島新田           | 明治9年 分立 下所島新田      | 下所島新田                 | 下所島新田                 | 下所島新田                 | 鳥屋王村                   | 明治23年12月17日 改称 鳥屋野村   | 明治34年11月1日 鳥屋野村   | 鳥屋野村                     | 昭和18年12月8日 新潟市に編入 | 新潟市                       | 新潟市                      | 新潟市                       | 新潟市                       | 新潟市                       | 新潟市                      | 新潟市                      | 新潟市                     | 新潟市                        | 新潟市 | 中央区        |
| 中蒲原郡                 | 上所島新田           | 上所島新田           | 上所島新田                   | 上所島新田                 | 上所島新田                 | 上所島新田                 | 鳥屋王村                   | 明治23年12月17日 改称 鳥屋野村   | 明治34年11月1日 鳥屋野村   | 鳥屋野村                     | 昭和18年12月8日 新潟市に編入 | 新潟市                       | 新潟市                      | 新潟市                       | 新潟市                       | 新潟市                       | 新潟市                      | 新潟市                      | 新潟市                     | 新潟市                        | 新潟市 | 中央区        |
| 中蒲原郡                 | 久蔵興野 （一部）    | 久蔵興野 （一部）    | 明治9年 分立 網川原新田      | 網川原新田                 | 網川原新田                 | 網川原新田                 | 鳥屋王村                   | 明治23年12月17日 改称 鳥屋野村   | 明治34年11月1日 鳥屋野村   | 鳥屋野村                     | 昭和18年12月8日 新潟市に編入 | 新潟市                       | 新潟市                      | 新潟市                       | 新潟市                       | 新潟市                       | 新潟市                      | 新潟市                      | 新潟市                     | 新潟市                        | 新潟市 | 中央区        |
| 中蒲原郡                 | 久蔵興野 （一部）    | 久蔵興野 （一部）    | 明治9年 分立 大島新田        | 大島新田                   | 大島新田                   | 大島新田                   | 鳥屋王村                   | 明治23年12月17日 改称 鳥屋野村   | 明治34年11月1日 鳥屋野村   | 鳥屋野村                     | 昭和18年12月8日 新潟市に編入 | 新潟市                       | 新潟市                      | 新潟市                       | 新潟市                       | 新潟市                       | 新潟市                      | 新潟市                      | 新潟市                     | 新潟市                        | 新潟市 | 中央区        |
| 中蒲原郡                 | 天神尾新田           | 天神尾新田           | 天神尾新田                   | 天神尾新田                 | 天神尾新田                 | 天神尾新田                 | 鳥屋王村                   | 明治23年12月17日 改称 鳥屋野村   | 明治34年11月1日 鳥屋野村   | 鳥屋野村                     | 昭和18年12月8日 新潟市に編入 | 新潟市                       | 新潟市                      | 新潟市                       | 新潟市                       | 新潟市                       | 新潟市                      | 新潟市                      | 新潟市                     | 新潟市                        | 新潟市 | 中央区        |
| 中蒲原郡                 | 鳥屋野村             | 鳥屋野村             | 鳥屋野村                     | 鳥屋野村                   | 鳥屋野村                   | 鳥屋野村                   | 鳥屋王村                   | 明治23年12月17日 改称 鳥屋野村   | 明治34年11月1日 鳥屋野村   | 鳥屋野村                     | 昭和18年12月8日 新潟市に編入 | 新潟市                       | 新潟市                      | 新潟市                       | 新潟市                       | 新潟市                       | 新潟市                      | 新潟市                      | 新潟市                     | 新潟市                        | 新潟市 | 中央区        |
| 中蒲原郡                 | 親松新田             | 親松新田             | 親松新田                     | 親松新田                   | 親松新田                   | 親松新田                   | 鳥屋王村                   | 明治23年12月17日 改称 鳥屋野村   | 明治34年11月1日 鳥屋野村   | 鳥屋野村                     | 昭和18年12月8日 新潟市に編入 | 新潟市                       | 新潟市                      | 新潟市                       | 新潟市                       | 新潟市                       | 新潟市                      | 新潟市                      | 新潟市                     | 新潟市                        | 新潟市 | 中央区        |
| 中蒲原郡                 | 出来島新田           | 一部を除く           | 出来島新田                   | 出来島新田                 | 出来島新田                 | 出来島新田                 | 鳥屋王村                   | 明治23年12月17日 改称 鳥屋野村   | 明治34年11月1日 鳥屋野村   | 鳥屋野村                     | 昭和18年12月8日 新潟市に編入 | 新潟市                       | 新潟市                      | 新潟市                       | 新潟市                       | 新潟市                       | 新潟市                      | 新潟市                      | 新潟市                     | 新潟市                        | 新潟市 | 中央区        |
| 中蒲原郡                 | 出来島新田           | 一部                 | 出来島新田                   | 出来島新田                 | 出来島新田                 | 明治20年 新潟区            | 新潟市                     | 新潟市                           | 新潟市                     | 新潟市                       | 新潟市                       | 新潟市                       | 新潟市                      | 新潟市                       | 新潟市                       | 新潟市                       | 新潟市                      | 新潟市                      | 新潟市                     | 新潟市                        | 新潟市 | 中央区        |
|                          | 新潟町               | 新潟町               | 新潟区                       | 明治12年 新潟区            | 明治12年 新潟区            | 明治20年 新潟区            | 新潟市                     | 新潟市                           | 新潟市                     | 新潟市                       | 新潟市                       | 新潟市                       | 新潟市                      | 新潟市                       | 新潟市                       | 新潟市                       | 新潟市                      | 新潟市                      | 新潟市                     | 新潟市                        | 新潟市 | 中央区        |
| 寄居白山新田村           | 寄居白山新田村       | 寄居白山新田村       |                              | 明治12年 新潟区            | 明治12年 新潟区            | 明治20年 新潟区            | 新潟市                     | 新潟市                           | 新潟市                     | 新潟市                       | 新潟市                       | 新潟市                       | 新潟市                      | 新潟市                       | 新潟市                       | 新潟市                       | 新潟市                      | 新潟市                      | 新潟市                     | 新潟市                        | 新潟市 | 中央区        |
| 西蒲原郡                 | 関屋村古新田         | 関屋村古新田         | 関屋村古新田                 | 関屋村古新田               | 関屋村古新田               | 関屋村古新田               | 新潟市                     | 新潟市                           | 新潟市                     | 新潟市                       | 新潟市                       | 新潟市                       | 新潟市                      | 新潟市                       | 新潟市                       | 新潟市                       | 新潟市                      | 新潟市                      | 新潟市                     | 新潟市                        | 新潟市 | 中央区        |
| 中蒲原郡                 | 沼垂町村             | 沼垂町村             | 沼垂町村                     | 沼垂町村                   | 沼垂町村                   | 沼垂町村                   | 沼垂町                     | 沼垂町                           | 沼垂町                     | 大正3年4月1日 新潟市に編入   | 新潟市                       | 新潟市                       | 新潟市                      | 新潟市                       | 新潟市                       | 新潟市                       | 新潟市                      | 新潟市                      | 新潟市                     | 新潟市                        | 新潟市 | 中央区        |
| 中蒲原郡                 | 蒲原村               | 蒲原村               | 蒲原村                       | 蒲原村                     | 蒲原村                     | 蒲原村                     | 沼垂町                     | 沼垂町                           | 沼垂町                     | 大正3年4月1日 新潟市に編入   | 新潟市                       | 新潟市                       | 新潟市                      | 新潟市                       | 新潟市                       | 新潟市                       | 新潟市                      | 新潟市                      | 新潟市                     | 新潟市                        | 新潟市 | 中央区        |
| 中蒲原郡                 | 長嶺新田             | 長嶺新田             | 長嶺新田                     | 長嶺新田                   | 長嶺新田                   | 長嶺新田                   | 沼垂町                     | 沼垂町                           | 沼垂町                     | 大正3年4月1日 新潟市に編入   | 新潟市                       | 新潟市                       | 新潟市                      | 新潟市                       | 新潟市                       | 新潟市                       | 新潟市                      | 新潟市                      | 新潟市                     | 新潟市                        | 新潟市 | 中央区        |
| 中蒲原郡                 | 流作場新田           | 流作場新田           | 流作場新田                   | 流作場新田                 | 流作場新田                 | 流作場新田                 | 沼垂町                     | 沼垂町                           | 沼垂町                     | 大正3年4月1日 新潟市に編入   | 新潟市                       | 新潟市                       | 新潟市                      | 新潟市                       | 新潟市                       | 新潟市                       | 新潟市                      | 新潟市                      | 新潟市                     | 新潟市                        | 新潟市 | 中央区        |
| 中蒲原郡                 | 山下新田             | 山下新田             | 山下新田                     | 山下新田                   | 山下新田                   | 山下新田                   | 松島村                     | 明治31年2月4日 沼垂町に編入      | 沼垂町                     | 大正3年4月1日 新潟市に編入   | 新潟市                       | 新潟市                       | 新潟市                      | 新潟市                       | 新潟市                       | 新潟市                       | 新潟市                      | 新潟市                      | 新潟市                     | 新潟市                        | 新潟市 | 中央区        |
| 中蒲原郡                 | 津島屋村             | 津島屋村             | 津島屋村                     | 津島屋村                   | 津島屋村                   | 津島屋村                   | 松島村                     | 明治31年2月4日 分立 新松島村     | 明治34年11月1日 大形村     | 大形村                       | 昭和18年6月1日 新潟市に編入  | 新潟市                       | 新潟市                      | 新潟市                       | 新潟市                       | 新潟市                       | 新潟市                      | 新潟市                      | 新潟市                     | 新潟市                        | 新潟市 | 東区          |
| 中蒲原郡                 | 松崎村               | 松崎村               | 松崎村                       | 松崎村                     | 松崎村                     | 松崎村                     | 松島村                     | 明治31年2月4日 分立 新松島村     | 明治34年11月1日 大形村     | 大形村                       | 昭和18年6月1日 新潟市に編入  | 新潟市                       | 新潟市                      | 新潟市                       | 新潟市                       | 新潟市                       | 新潟市                      | 新潟市                      | 新潟市                     | 新潟市                        | 新潟市 | 東区          |
| 中蒲原郡                 | 河渡新田             | 河渡新田             | 河渡新田                     | 河渡新田                   | 河渡新田                   | 河渡新田                   | 松島村                     | 明治31年2月4日 分立 新松島村     | 明治34年11月1日 大形村     | 大形村                       | 昭和18年6月1日 新潟市に編入  | 新潟市                       | 新潟市                      | 新潟市                       | 新潟市                       | 新潟市                       | 新潟市                      | 新潟市                      | 新潟市                     | 新潟市                        | 新潟市 | 東区          |
| 中蒲原郡                 | 海老ヶ瀬村           | 海老ヶ瀬村           | 明治10年 海老ヶ瀬村          | 海老ヶ瀬村                 | 海老ヶ瀬村                 | 海老ヶ瀬村                 | 松島村                     | 明治31年2月4日 分立 三箇村       | 明治34年11月1日 大形村     | 大形村                       | 昭和18年6月1日 新潟市に編入  | 新潟市                       | 新潟市                      | 新潟市                       | 新潟市                       | 新潟市                       | 新潟市                      | 新潟市                      | 新潟市                     | 新潟市                        | 新潟市 | 東区          |
| 中蒲原郡                 | 海老ヶ瀬新田         |                      | 明治10年 海老ヶ瀬村          | 海老ヶ瀬村                 | 海老ヶ瀬村                 | 海老ヶ瀬村                 | 松島村                     | 明治31年2月4日 分立 三箇村       | 明治34年11月1日 大形村     | 大形村                       | 昭和18年6月1日 新潟市に編入  | 新潟市                       | 新潟市                      | 新潟市                       | 新潟市                       | 新潟市                       | 新潟市                      | 新潟市                      | 新潟市                     | 新潟市                        | 新潟市 | 東区          |
| 中蒲原郡                 | 寺山新田             | 寺山新田             | 明治10年 寺山新田            | 寺山新田                   | 寺山新田                   | 寺山新田                   | 松島村                     | 明治31年2月4日 分立 三箇村       | 明治34年11月1日 大形村     | 大形村                       | 昭和18年6月1日 新潟市に編入  | 新潟市                       | 新潟市                      | 新潟市                       | 新潟市                       | 新潟市                       | 新潟市                      | 新潟市                      | 新潟市                     | 新潟市                        | 新潟市 | 東区          |
| 中蒲原郡                 | 石仏新田             |                      | 明治10年 寺山新田            | 寺山新田                   | 寺山新田                   | 寺山新田                   | 松島村                     | 明治31年2月4日 分立 三箇村       | 明治34年11月1日 大形村     | 大形村                       | 昭和18年6月1日 新潟市に編入  | 新潟市                       | 新潟市                      | 新潟市                       | 新潟市                       | 新潟市                       | 新潟市                      | 新潟市                      | 新潟市                     | 新潟市                        | 新潟市 | 東区          |
| 中蒲原郡                 | 逢谷内新田           | 逢谷内新田           | 逢谷内新田                   | 逢谷内新田                 | 逢谷内新田                 | 逢谷内新田                 | 松島村                     | 明治31年2月4日 分立 三箇村       | 明治34年11月1日 大形村     | 大形村                       | 昭和18年6月1日 新潟市に編入  | 新潟市                       | 新潟市                      | 新潟市                       | 新潟市                       | 新潟市                       | 新潟市                      | 新潟市                      | 新潟市                     | 新潟市                        | 新潟市 | 東区          |
| 中蒲原郡                 | 一日市村             | 一日市村             | 一日市村                     | 一日市村                   | 一日市村                   | 一日市村                   | 日本岡村                   | 日本岡村                         | 明治34年11月1日 大形村     | 大形村                       | 昭和18年6月1日 新潟市に編入  | 新潟市                       | 新潟市                      | 新潟市                       | 新潟市                       | 新潟市                       | 新潟市                      | 新潟市                      | 新潟市                     | 新潟市                        | 新潟市 | 東区          |
| 中蒲原郡                 | 中興野               | 中興野               | 中興野                       | 中興野                     | 中興野                     | 中興野                     | 日本岡村                   | 日本岡村                         | 明治34年11月1日 大形村     | 大形村                       | 昭和18年6月1日 新潟市に編入  | 新潟市                       | 新潟市                      | 新潟市                       | 新潟市                       | 新潟市                       | 新潟市                      | 新潟市                      | 新潟市                     | 新潟市                        | 新潟市 | 東区          |
| 中蒲原郡                 | 本所村               | 本所村               | 本所村                       | 本所村                     | 本所村                     | 本所村                     | 日本岡村                   | 日本岡村                         | 明治34年11月1日 大形村     | 大形村                       | 昭和18年6月1日 新潟市に編入  | 新潟市                       | 新潟市                      | 新潟市                       | 新潟市                       | 新潟市                       | 新潟市                      | 新潟市                      | 新潟市                     | 新潟市                        | 新潟市 | 東区          |
| 中蒲原郡                 | 石動新田             | 石動新田             | 石動新田                     | 石動新田                   | 石動新田                   | 石動新田                   | 日本岡村                   | 日本岡村                         | 明治34年11月1日 大形村     | 大形村                       | 昭和18年6月1日 新潟市に編入  | 新潟市                       | 新潟市                      | 新潟市                       | 新潟市                       | 新潟市                       | 新潟市                      | 新潟市                      | 新潟市                     | 新潟市                        | 新潟市 | 東区          |
| 中蒲原郡                 | 岡山村               | 岡山村               | 岡山村                       | 岡山村                     | 岡山村                     | 岡山村                     | 日本岡村                   | 日本岡村                         | 明治34年11月1日 大形村     | 大形村                       | 昭和18年6月1日 新潟市に編入  | 新潟市                       | 新潟市                      | 新潟市                       | 新潟市                       | 新潟市                       | 新潟市                      | 新潟市                      | 新潟市                     | 新潟市                        | 新潟市 | 東区          |
| 北蒲原郡                 | 松ヶ崎浜村           | 一部                 | 松ヶ崎浜村                   | 松ヶ崎浜村                 | 松ヶ崎浜村                 | 松ヶ崎浜村                 | 松ヶ崎浜村                 | 松ヶ崎浜村                       | 松ヶ崎浜村                 | 松ヶ崎浜村                   | 松ヶ崎浜村                   | 昭和29年4月5日 新潟市に編入  | 新潟市                      | 新潟市                       | 新潟市                       | 新潟市                       | 新潟市                      | 新潟市                      | 新潟市                     | 新潟市                        | 新潟市 | 東区          |
| 北蒲原郡                 | 松ヶ崎浜村           | 一部                 | 松ヶ崎浜村                   | 松ヶ崎浜村                 | 松ヶ崎浜村                 | 松ヶ崎浜村                 | 松ヶ崎浜村                 | 松ヶ崎浜村                       | 松ヶ崎浜村                 | 松ヶ崎浜村                   | 松ヶ崎浜村                   | 昭和29年4月5日 新潟市に編入  | 新潟市                      | 新潟市                       | 新潟市                       | 新潟市                       | 新潟市                      | 新潟市                      | 新潟市                     | 新潟市                        | 新潟市 | 北区          |
| 北蒲原郡                 | 新崎村               | 新崎村               | 新崎村                       | 新崎村                     | 新崎村                     | 新崎村                     | 濁川村                     | 濁川村                           | 濁川村                     | 濁川村                       | 濁川村                       | 昭和29年11月1日 新潟市に編入 | 新潟市                      | 新潟市                       | 新潟市                       | 新潟市                       | 新潟市                      | 新潟市                      | 新潟市                     | 新潟市                        | 新潟市 | 北区          |
| 北蒲原郡                 | 濁川新田             | 濁川新田             | 濁川新田                     | 濁川新田                   | 濁川新田                   | 濁川新田                   | 濁川村                     | 濁川村                           | 濁川村                     | 濁川村                       | 濁川村                       | 昭和29年11月1日 新潟市に編入 | 新潟市                      | 新潟市                       | 新潟市                       | 新潟市                       | 新潟市                      | 新潟市                      | 新潟市                     | 新潟市                        | 新潟市 | 北区          |
| 北蒲原郡                 | 濁川興野             | 濁川興野             | 明治9年 改称 名目所村        | 名目所村                   | 名目所村                   | 名目所村                   | 濁川村                     | 濁川村                           | 濁川村                     | 濁川村                       | 濁川村                       | 昭和29年11月1日 新潟市に編入 | 新潟市                      | 新潟市                       | 新潟市                       | 新潟市                       | 新潟市                      | 新潟市                      | 新潟市                     | 新潟市                        | 新潟市 | 北区          |
| 北蒲原郡                 | 新崎新田             | 新崎新田             | 新崎新田                     | 新崎新田                   | 新崎新田                   | 新崎新田                   | 濁川村                     | 濁川村                           | 濁川村                     | 濁川村                       | 濁川村                       | 昭和29年11月1日 新潟市に編入 | 新潟市                      | 新潟市                       | 新潟市                       | 新潟市                       | 新潟市                      | 新潟市                      | 新潟市                     | 新潟市                        | 新潟市 | 北区          |
| 北蒲原郡                 | 島見浜村             | 島見浜村             | 島見浜村                     | 島見浜村                   | 島見浜村                   | 島見浜村                   | 南浜村                     | 南浜村                           | 南浜村                     | 南浜村                       | 南浜村                       | 昭和29年11月1日 新潟市に編入 | 新潟市                      | 新潟市                       | 新潟市                       | 新潟市                       | 新潟市                      | 新潟市                      | 新潟市                     | 新潟市                        | 新潟市 | 北区          |
| 北蒲原郡                 | 太夫浜村             | 太夫浜村             | 太夫浜村                     | 太夫浜村                   | 太夫浜村                   | 太夫浜村                   | 南浜村                     | 南浜村                           | 南浜村                     | 南浜村                       | 南浜村                       | 昭和29年11月1日 新潟市に編入 | 新潟市                      | 新潟市                       | 新潟市                       | 新潟市                       | 新潟市                      | 新潟市                      | 新潟市                     | 新潟市                        | 新潟市 | 北区          |
| 北蒲原郡                 | 神谷内新田           | 神谷内新田           | 神谷内新田                   | 神谷内新田                 | 神谷内新田                 | 神谷内新田                 | 南浜村                     | 南浜村                           | 南浜村                     | 南浜村                       | 南浜村                       | 昭和29年11月1日 新潟市に編入 | 新潟市                      | 新潟市                       | 新潟市                       | 新潟市                       | 新潟市                      | 新潟市                      | 新潟市                     | 新潟市                        | 新潟市 | 北区          |
| 北蒲原郡                 | 太郎代浜村           | 太郎代浜村           | 太郎代浜村                   | 太郎代浜村                 | 太郎代浜村                 | 太郎代浜村                 | 南浜村                     | 南浜村                           | 南浜村                     | 南浜村                       | 南浜村                       | 昭和29年11月1日 新潟市に編入 | 新潟市                      | 新潟市                       | 新潟市                       | 新潟市                       | 新潟市                      | 新潟市                      | 新潟市                     | 新潟市                        | 新潟市 | 北区          |
| 北蒲原郡                 | 浜浦谷内             | 大部分               | 浜浦谷内                     | 浜浦谷内                   | 浜浦谷内                   | 浜浦谷内                   | 笹山村                     | 笹山村                           | 明治39年4月1日 木崎村      | 木崎村                       | 木崎村                       | 木崎村                       | 昭和30年3月31日 豊栄町      | 昭和30年3月31日 豊栄町       | 豊栄町                       | 豊栄町                       | 昭和35年4月1日 新潟市に編入 | 新潟市                      | 新潟市                     | 新潟市                        | 新潟市 | 北区          |
| 北蒲原郡                 | 浜浦谷内             | ごく一部             | 浜浦谷内                     | 浜浦谷内                   | 浜浦谷内                   | 浜浦谷内                   | 笹山村                     | 笹山村                           | 明治39年4月1日 木崎村      | 木崎村                       | 木崎村                       | 木崎村                       | 昭和30年3月31日 豊栄町      | 昭和30年3月31日 豊栄町       | 豊栄町                       | 豊栄町                       | 豊栄町                      | 昭和45年11月1日 市制 豊栄市 | 豊栄市                     | 平成17年3月21日 新潟市に編入  | 新潟市 | 北区          |
| 北蒲原郡                 | 大谷内新田           | 大谷内新田           | 明治8年 大谷内新田           | 明治12年 改称 下大谷内新田 | 明治12年 改称 下大谷内新田 | 明治12年 改称 下大谷内新田 | 笹山村                     | 笹山村                           | 明治39年4月1日 木崎村      | 木崎村                       | 木崎村                       | 木崎村                       | 昭和30年3月31日 豊栄町      | 昭和30年3月31日 豊栄町       | 豊栄町                       | 豊栄町                       | 豊栄町                      | 昭和45年11月1日 市制 豊栄市 | 豊栄市                     | 平成17年3月21日 新潟市に編入  | 新潟市 | 北区          |
| 北蒲原郡                 | 大谷内請新田         |                      | 明治8年 大谷内新田           | 明治12年 改称 下大谷内新田 | 明治12年 改称 下大谷内新田 | 明治12年 改称 下大谷内新田 | 笹山村                     | 笹山村                           | 明治39年4月1日 木崎村      | 木崎村                       | 木崎村                       | 木崎村                       | 昭和30年3月31日 豊栄町      | 昭和30年3月31日 豊栄町       | 豊栄町                       | 豊栄町                       | 豊栄町                      | 昭和45年11月1日 市制 豊栄市 | 豊栄市                     | 平成17年3月21日 新潟市に編入  | 新潟市 | 北区          |
| 北蒲原郡                 | 笹山新田             | 笹山新田             | 笹山新田                     | 笹山新田                   | 笹山新田                   | 笹山新田                   | 笹山村                     | 笹山村                           | 明治39年4月1日 木崎村      | 木崎村                       | 木崎村                       | 木崎村                       | 昭和30年3月31日 豊栄町      | 昭和30年3月31日 豊栄町       | 豊栄町                       | 豊栄町                       | 豊栄町                      | 昭和45年11月1日 市制 豊栄市 | 豊栄市                     | 平成17年3月21日 新潟市に編入  | 新潟市 | 北区          |
| 北蒲原郡                 | 横土居新田           | 横土居新田           | 横土居新田                   | 横土居新田                 | 横土居新田                 | 横土居新田                 | 笹山村                     | 笹山村                           | 明治39年4月1日 木崎村      | 木崎村                       | 木崎村                       | 木崎村                       | 昭和30年3月31日 豊栄町      | 昭和30年3月31日 豊栄町       | 豊栄町                       | 豊栄町                       | 豊栄町                      | 昭和45年11月1日 市制 豊栄市 | 豊栄市                     | 平成17年3月21日 新潟市に編入  | 新潟市 | 北区          |
| 北蒲原郡                 | 佐々木上新田         | 佐々木上新田         | 明治10年 改称 笠柳村         | 笠柳村                     | 笠柳村                     | 笠柳村                     | 藤井村                     | 藤井村                           | 明治39年4月1日 木崎村      | 木崎村                       | 木崎村                       | 木崎村                       | 昭和30年3月31日 豊栄町      | 昭和30年3月31日 豊栄町       | 豊栄町                       | 豊栄町                       | 豊栄町                      | 昭和45年11月1日 市制 豊栄市 | 豊栄市                     | 平成17年3月21日 新潟市に編入  | 新潟市 | 北区          |
| 北蒲原郡                 | 佐々木下新田         | 佐々木下新田         | 明治10年 改称 横井村         | 横井村                     | 横井村                     | 横井村                     | 藤井村                     | 藤井村                           | 明治39年4月1日 木崎村      | 木崎村                       | 木崎村                       | 木崎村                       | 昭和30年3月31日 豊栄町      | 昭和30年3月31日 豊栄町       | 豊栄町                       | 豊栄町                       | 豊栄町                      | 昭和45年11月1日 市制 豊栄市 | 豊栄市                     | 平成17年3月21日 新潟市に編入  | 新潟市 | 北区          |
| 北蒲原郡                 | 内島見興野           | 内島見興野           | 明治9年 改称 木崎村          | 木崎村                     | 木崎村                     | 木崎村                     | 島崎村                     | 島崎村                           | 明治39年4月1日 木崎村      | 木崎村                       | 木崎村                       | 木崎村                       | 昭和30年3月31日 豊栄町      | 昭和30年3月31日 豊栄町       | 豊栄町                       | 豊栄町                       | 豊栄町                      | 昭和45年11月1日 市制 豊栄市 | 豊栄市                     | 平成17年3月21日 新潟市に編入  | 新潟市 | 北区          |
| 北蒲原郡                 | 内島見村             | 内島見村             | 内島見村                     | 内島見村                   | 内島見村                   | 内島見村                   | 島崎村                     | 島崎村                           | 明治39年4月1日 木崎村      | 木崎村                       | 木崎村                       | 木崎村                       | 昭和30年3月31日 豊栄町      | 昭和30年3月31日 豊栄町       | 豊栄町                       | 豊栄町                       | 豊栄町                      | 昭和45年11月1日 市制 豊栄市 | 豊栄市                     | 平成17年3月21日 新潟市に編入  | 新潟市 | 北区          |
| 北蒲原郡                 | 樋ノ入               | 樋ノ入               | 樋ノ入                       | 樋ノ入                     | 明治16年 改称 樋ノ入村     | 明治16年 改称 樋ノ入村     | 島崎村                     | 島崎村                           | 明治39年4月1日 木崎村      | 木崎村                       | 木崎村                       | 木崎村                       | 昭和30年3月31日 豊栄町      | 昭和30年3月31日 豊栄町       | 豊栄町                       | 豊栄町                       | 豊栄町                      | 昭和45年11月1日 市制 豊栄市 | 豊栄市                     | 平成17年3月21日 新潟市に編入  | 新潟市 | 北区          |
| 北蒲原郡                 | 浦ノ入               | 浦ノ入               | 浦ノ入                       | 浦ノ入                     | 浦ノ入                     | 明治20年 改称 浦ノ入村     | 島崎村                     | 島崎村                           | 明治39年4月1日 木崎村      | 木崎村                       | 木崎村                       | 木崎村                       | 昭和30年3月31日 豊栄町      | 昭和30年3月31日 豊栄町       | 豊栄町                       | 豊栄町                       | 豊栄町                      | 昭和45年11月1日 市制 豊栄市 | 豊栄市                     | 平成17年3月21日 新潟市に編入  | 新潟市 | 北区          |
| 北蒲原郡                 | 仏伝新田             | 仏伝新田             | 仏伝新田                     | 仏伝新田                   | 仏伝新田                   | 仏伝新田                   | 鳥屋村                     | 鳥屋村                           | 明治39年4月1日 木崎村      | 木崎村                       | 木崎村                       | 木崎村                       | 昭和30年3月31日 豊栄町      | 昭和30年3月31日 豊栄町       | 豊栄町                       | 豊栄町                       | 豊栄町                      | 昭和45年11月1日 市制 豊栄市 | 豊栄市                     | 平成17年3月21日 新潟市に編入  | 新潟市 | 北区          |
| 北蒲原郡                 | 内島見西興野         | 内島見西興野         | 明治9年 改称 早通村          | 早通村                     | 早通村                     | 早通村                     | 鳥屋村                     | 鳥屋村                           | 明治39年4月1日 木崎村      | 木崎村                       | 木崎村                       | 木崎村                       | 昭和30年3月31日 豊栄町      | 昭和30年3月31日 豊栄町       | 豊栄町                       | 豊栄町                       | 豊栄町                      | 昭和45年11月1日 市制 豊栄市 | 豊栄市                     | 平成17年3月21日 新潟市に編入  | 新潟市 | 北区          |
| 北蒲原郡                 | 下早通               | 下早通               | 下早通                       | 下早通                     | 下早通                     | 明治18年 改称 下早通村     | 鳥屋村                     | 鳥屋村                           | 明治39年4月1日 木崎村      | 木崎村                       | 木崎村                       | 木崎村                       | 昭和30年3月31日 豊栄町      | 昭和30年3月31日 豊栄町       | 豊栄町                       | 豊栄町                       | 豊栄町                      | 昭和45年11月1日 市制 豊栄市 | 豊栄市                     | 平成17年3月21日 新潟市に編入  | 新潟市 | 北区          |
| 北蒲原郡                 | 新崎新田 （枝郷）    | 新崎新田 （枝郷）    | 新崎新田 （枝郷）            | 明治12年 起立 須戸新田村   | 明治12年 起立 須戸新田村   | 明治12年 起立 須戸新田村   | 鳥屋村                     | 鳥屋村                           | 明治39年4月1日 木崎村      | 木崎村                       | 木崎村                       | 木崎村                       | 昭和30年3月31日 豊栄町      | 昭和30年3月31日 豊栄町       | 豊栄町                       | 豊栄町                       | 豊栄町                      | 昭和45年11月1日 市制 豊栄市 | 豊栄市                     | 平成17年3月21日 新潟市に編入  | 新潟市 | 北区          |
| 北蒲原郡                 | 内島見上興野         | 内島見上興野         | 明治9年 改称 鳥屋村          | 鳥屋村                     | 鳥屋村                     | 鳥屋村                     | 鳥屋村                     | 鳥屋村                           | 明治39年4月1日 木崎村      | 木崎村                       | 木崎村                       | 木崎村                       | 昭和30年3月31日 豊栄町      | 昭和30年3月31日 豊栄町       | 豊栄町                       | 豊栄町                       | 豊栄町                      | 昭和45年11月1日 市制 豊栄市 | 豊栄市                     | 平成17年3月21日 新潟市に編入  | 新潟市 | 北区          |
| 北蒲原郡                 | 下興野新田           | 下興野新田           | 明治11年 改称 葛塚村         | 葛塚村                     | 葛塚村                     | 葛塚村                     | 葛塚村                     | 葛塚村                           | 明治34年11月1日 葛塚町     | 葛塚町                       | 葛塚町                       | 葛塚町                       | 昭和30年3月31日 豊栄町      | 昭和30年3月31日 豊栄町       | 豊栄町                       | 豊栄町                       | 豊栄町                      | 昭和45年11月1日 市制 豊栄市 | 豊栄市                     | 平成17年3月21日 新潟市に編入  | 新潟市 | 北区          |
| 北蒲原郡                 | 太田興野新田地先     | 太田興野新田地先     | 太田興野新田地先             | 太田興野新田地先           | 太田興野新田地先           | 明治19年 太田古屋村        | 太田古屋村                 | 太田古屋村                       | 明治34年11月1日 葛塚町     | 葛塚町                       | 葛塚町                       | 葛塚町                       | 昭和30年3月31日 豊栄町      | 昭和30年3月31日 豊栄町       | 豊栄町                       | 豊栄町                       | 豊栄町                      | 昭和45年11月1日 市制 豊栄市 | 豊栄市                     | 平成17年3月21日 新潟市に編入  | 新潟市 | 北区          |
| 北蒲原郡                 | 太田上興野新田地先   | 太田上興野新田地先   | 太田上興野新田地先           | 太田上興野新田地先         | 太田上興野新田地先         | 明治19年 太田古屋村        | 太田古屋村                 | 太田古屋村                       | 明治34年11月1日 葛塚町     | 葛塚町                       | 葛塚町                       | 葛塚町                       | 昭和30年3月31日 豊栄町      | 昭和30年3月31日 豊栄町       | 豊栄町                       | 豊栄町                       | 豊栄町                      | 昭和45年11月1日 市制 豊栄市 | 豊栄市                     | 平成17年3月21日 新潟市に編入  | 新潟市 | 北区          |
| 北蒲原郡                 | 太田興野             | 新発田藩領           | 太田興野                     | 明治14年 太田上古屋村      | 明治14年 太田上古屋村      | 明治19年 太田古屋村        | 太田古屋村                 | 太田古屋村                       | 明治34年11月1日 葛塚町     | 葛塚町                       | 葛塚町                       | 葛塚町                       | 昭和30年3月31日 豊栄町      | 昭和30年3月31日 豊栄町       | 豊栄町                       | 豊栄町                       | 豊栄町                      | 昭和45年11月1日 市制 豊栄市 | 豊栄市                     | 平成17年3月21日 新潟市に編入  | 新潟市 | 北区          |
| 北蒲原郡                 | 太田興野             | 幕府領               | 太田興野                     | 明治14年 太田古屋村        | 明治14年 太田古屋村        | 明治19年 太田古屋村        | 太田古屋村                 | 太田古屋村                       | 明治34年11月1日 葛塚町     | 葛塚町                       | 葛塚町                       | 葛塚町                       | 昭和30年3月31日 豊栄町      | 昭和30年3月31日 豊栄町       | 豊栄町                       | 豊栄町                       | 豊栄町                      | 昭和45年11月1日 市制 豊栄市 | 豊栄市                     | 平成17年3月21日 新潟市に編入  | 新潟市 | 北区          |
| 北蒲原郡                 | 太田興野新田         | 太田興野新田         | 太田興野新田                 | 明治14年 太田古屋村        | 明治14年 太田古屋村        | 明治19年 太田古屋村        | 太田古屋村                 | 太田古屋村                       | 明治34年11月1日 葛塚町     | 葛塚町                       | 葛塚町                       | 葛塚町                       | 昭和30年3月31日 豊栄町      | 昭和30年3月31日 豊栄町       | 豊栄町                       | 豊栄町                       | 豊栄町                      | 昭和45年11月1日 市制 豊栄市 | 豊栄市                     | 平成17年3月21日 新潟市に編入  | 新潟市 | 北区          |
| 北蒲原郡                 | 太田上興野           | 幕府領               | 太田上興野                   | 明治14年 太田古屋村        | 明治14年 太田古屋村        | 明治19年 太田古屋村        | 太田古屋村                 | 太田古屋村                       | 明治34年11月1日 葛塚町     | 葛塚町                       | 葛塚町                       | 葛塚町                       | 昭和30年3月31日 豊栄町      | 昭和30年3月31日 豊栄町       | 豊栄町                       | 豊栄町                       | 豊栄町                      | 昭和45年11月1日 市制 豊栄市 | 豊栄市                     | 平成17年3月21日 新潟市に編入  | 新潟市 | 北区          |
| 北蒲原郡                 | 太田上興野           | 新発田藩領           | 太田上興野                   | 明治14年 太田上古屋村      | 明治14年 太田上古屋村      | 明治14年 太田上古屋村      | 太田古屋村                 | 太田古屋村                       | 明治34年11月1日 葛塚町     | 葛塚町                       | 葛塚町                       | 葛塚町                       | 昭和30年3月31日 豊栄町      | 昭和30年3月31日 豊栄町       | 豊栄町                       | 豊栄町                       | 豊栄町                      | 昭和45年11月1日 市制 豊栄市 | 豊栄市                     | 平成17年3月21日 新潟市に編入  | 新潟市 | 北区          |
| 北蒲原郡                 | 太田上興野新田       | 太田上興野新田       | 太田上興野新田               | 明治14年 太田上古屋村      | 明治14年 太田上古屋村      | 明治14年 太田上古屋村      | 太田古屋村                 | 太田古屋村                       | 明治34年11月1日 葛塚町     | 葛塚町                       | 葛塚町                       | 葛塚町                       | 昭和30年3月31日 豊栄町      | 昭和30年3月31日 豊栄町       | 豊栄町                       | 豊栄町                       | 豊栄町                      | 昭和45年11月1日 市制 豊栄市 | 豊栄市                     | 平成17年3月21日 新潟市に編入  | 新潟市 | 北区          |
| 北蒲原郡                 | 則清村新田           | 則清村新田           | 則清村新田                   | 則清村新田                 | 則清村新田                 | 則清村新田                 | 佐々木村                   | 明治23年8月22日 太田古屋村に編入 | 明治34年11月1日 葛塚町     | 葛塚町                       | 葛塚町                       | 葛塚町                       | 昭和30年3月31日 豊栄町      | 昭和30年3月31日 豊栄町       | 豊栄町                       | 豊栄町                       | 豊栄町                      | 昭和45年11月1日 市制 豊栄市 | 豊栄市                     | 平成17年3月21日 新潟市に編入  | 新潟市 | 北区          |
| 北蒲原郡                 | 内沼                 | 内沼                 | 内沼                         | 明治15年 内沼              | 明治16年 改称 内沼村       | 明治21年 内沼村            | 嘉山村                     | 嘉山村                           | 明治34年11月1日 葛塚町     | 葛塚町                       | 葛塚町                       | 葛塚町                       | 昭和30年3月31日 豊栄町      | 昭和30年3月31日 豊栄町       | 豊栄町                       | 豊栄町                       | 豊栄町                      | 昭和45年11月1日 市制 豊栄市 | 豊栄市                     | 平成17年3月21日 新潟市に編入  | 新潟市 | 北区          |
| 北蒲原郡                 | 内沼新田地先         | 内沼新田地先         | 内沼新田地先                 | 明治15年 内沼              | 明治16年 改称 内沼村       | 明治21年 内沼村            | 嘉山村                     | 嘉山村                           | 明治34年11月1日 葛塚町     | 葛塚町                       | 葛塚町                       | 葛塚町                       | 昭和30年3月31日 豊栄町      | 昭和30年3月31日 豊栄町       | 豊栄町                       | 豊栄町                       | 豊栄町                      | 昭和45年11月1日 市制 豊栄市 | 豊栄市                     | 平成17年3月21日 新潟市に編入  | 新潟市 | 北区          |
| 北蒲原郡                 |                      |                      | 明治初年 起立 里飯野新田地先 | 里飯野新田地先             | 明治16年 改称 内沼新村     | 明治21年 内沼村            | 嘉山村                     | 嘉山村                           | 明治34年11月1日 葛塚町     | 葛塚町                       | 葛塚町                       | 葛塚町                       | 昭和30年3月31日 豊栄町      | 昭和30年3月31日 豊栄町       | 豊栄町                       | 豊栄町                       | 豊栄町                      | 昭和45年11月1日 市制 豊栄市 | 豊栄市                     | 平成17年3月21日 新潟市に編入  | 新潟市 | 北区          |
| 北蒲原郡                 | 大月興野新田         | 大月興野新田         | 大月興野新田                 | 大月興野新田               | 明治16年 大月村            | 明治19年 大月村            | 嘉山村                     | 嘉山村                           | 明治34年11月1日 葛塚町     | 葛塚町                       | 葛塚町                       | 葛塚町                       | 昭和30年3月31日 豊栄町      | 昭和30年3月31日 豊栄町       | 豊栄町                       | 豊栄町                       | 豊栄町                      | 昭和45年11月1日 市制 豊栄市 | 豊栄市                     | 平成17年3月21日 新潟市に編入  | 新潟市 | 北区          |
| 北蒲原郡                 | 大月興野             | 大月興野             | 大月興野                     | 大月興野                   | 明治16年 大月村            | 明治19年 大月村            | 嘉山村                     | 嘉山村                           | 明治34年11月1日 葛塚町     | 葛塚町                       | 葛塚町                       | 葛塚町                       | 昭和30年3月31日 豊栄町      | 昭和30年3月31日 豊栄町       | 豊栄町                       | 豊栄町                       | 豊栄町                      | 昭和45年11月1日 市制 豊栄市 | 豊栄市                     | 平成17年3月21日 新潟市に編入  | 新潟市 | 北区          |
| 北蒲原郡                 | 大月興野新田地先     | 大月興野新田地先     | 大月興野新田地先             | 大月興野新田地先           | 大月興野新田地先           | 明治19年 大月村            | 嘉山村                     | 嘉山村                           | 明治34年11月1日 葛塚町     | 葛塚町                       | 葛塚町                       | 葛塚町                       | 昭和30年3月31日 豊栄町      | 昭和30年3月31日 豊栄町       | 豊栄町                       | 豊栄町                       | 豊栄町                      | 昭和45年11月1日 市制 豊栄市 | 豊栄市                     | 平成17年3月21日 新潟市に編入  | 新潟市 | 北区          |
| 北蒲原郡                 | 大月                 | 大月                 | 大月                         | 大月                       | 大月                       | 明治19年 大月村            | 嘉山村                     | 嘉山村                           | 明治34年11月1日 葛塚町     | 葛塚町                       | 葛塚町                       | 葛塚町                       | 昭和30年3月31日 豊栄町      | 昭和30年3月31日 豊栄町       | 豊栄町                       | 豊栄町                       | 豊栄町                      | 昭和45年11月1日 市制 豊栄市 | 豊栄市                     | 平成17年3月21日 新潟市に編入  | 新潟市 | 北区          |
| 北蒲原郡                 | 高田村新田地先       | 高田村新田地先       | 高田村新田地先               | 高田村新田地先             | 高田村新田地先             | 高田村新田地先             | 嘉山村                     | 嘉山村                           | 明治34年11月1日 葛塚町     | 葛塚町                       | 葛塚町                       | 葛塚町                       | 昭和30年3月31日 豊栄町      | 昭和30年3月31日 豊栄町       | 豊栄町                       | 豊栄町                       | 豊栄町                      | 昭和45年11月1日 市制 豊栄市 | 豊栄市                     | 平成17年3月21日 新潟市に編入  | 新潟市 | 北区          |
| 北蒲原郡                 | 下興野上新田新料     | 下興野上新田新料     | 明治10年 嘉山村              | 嘉山村                     | 嘉山村                     | 嘉山村                     | 嘉山村                     | 嘉山村                           | 明治34年11月1日 長浦村     | 長浦村                       | 長浦村                       | 長浦村                       | 長浦村                      | 長浦村                       | 長浦村                       | 昭和34年7月22日 豊栄町に編入 | 豊栄町                      | 昭和45年11月1日 市制 豊栄市 | 豊栄市                     | 平成17年3月21日 新潟市に編入  | 新潟市 | 北区          |
| 北蒲原郡                 | 下興野上新田古料     |                      | 明治10年 嘉山村              | 嘉山村                     | 嘉山村                     | 嘉山村                     | 嘉山村                     | 嘉山村                           | 明治34年11月1日 長浦村     | 長浦村                       | 長浦村                       | 長浦村                       | 長浦村                      | 長浦村                       | 長浦村                       | 昭和34年7月22日 豊栄町に編入 | 豊栄町                      | 昭和45年11月1日 市制 豊栄市 | 豊栄市                     | 平成17年3月21日 新潟市に編入  | 新潟市 | 北区          |
| 北蒲原郡                 | 市島請新田           |                      | 明治10年 嘉山村              | 嘉山村                     | 嘉山村                     | 嘉山村                     | 嘉山村                     | 嘉山村                           | 明治34年11月1日 長浦村     | 長浦村                       | 長浦村                       | 長浦村                       | 長浦村                      | 長浦村                       | 長浦村                       | 昭和34年7月22日 豊栄町に編入 | 豊栄町                      | 昭和45年11月1日 市制 豊栄市 | 豊栄市                     | 平成17年3月21日 新潟市に編入  | 新潟市 | 北区          |
| 北蒲原郡                 | 前新田               | 前新田               | 前新田                       | 前新田                     | 前新田                     | 前新田                     | 嘉山村                     | 嘉山村                           | 明治34年11月1日 長浦村     | 長浦村                       | 長浦村                       | 長浦村                       | 長浦村                      | 長浦村                       | 長浦村                       | 昭和34年7月22日 豊栄町に編入 | 豊栄町                      | 昭和45年11月1日 市制 豊栄市 | 豊栄市                     | 平成17年3月21日 新潟市に編入  | 新潟市 | 北区          |
| 北蒲原郡                 | 新鼻新田             | 新鼻新田             | 新鼻新田                     | 新鼻新田                   | 新鼻新田                   | 明治21年 改称 新鼻村       | 嘉山村                     | 嘉山村                           | 明治34年11月1日 長浦村     | 長浦村                       | 長浦村                       | 長浦村                       | 長浦村                      | 長浦村                       | 長浦村                       | 昭和34年7月22日 豊栄町に編入 | 豊栄町                      | 昭和45年11月1日 市制 豊栄市 | 豊栄市                     | 平成17年3月21日 新潟市に編入  | 新潟市 | 北区          |
| 北蒲原郡                 | 新鼻三囲             | 新鼻三囲             | 新鼻三囲                     | 新鼻三囲                   | 新鼻三囲                   | 明治21年 改称 新鼻新田     | 嘉山村                     | 嘉山村                           | 明治34年11月1日 長浦村     | 長浦村                       | 長浦村                       | 長浦村                       | 長浦村                      | 長浦村                       | 長浦村                       | 昭和34年7月22日 豊栄町に編入 | 豊栄町                      | 昭和45年11月1日 市制 豊栄市 | 豊栄市                     | 平成17年3月21日 新潟市に編入  | 新潟市 | 北区          |
| 北蒲原郡                 | 岡新田               | 岡新田               | 岡新田                       | 岡新田                     | 岡新田                     | 岡新田                     | 越岡村                     | 越岡村                           | 明治34年11月1日 長浦村     | 長浦村                       | 長浦村                       | 長浦村                       | 長浦村                      | 長浦村                       | 長浦村                       | 昭和34年7月22日 豊栄町に編入 | 豊栄町                      | 昭和45年11月1日 市制 豊栄市 | 豊栄市                     | 平成17年3月21日 新潟市に編入  | 新潟市 | 北区          |
| 北蒲原郡                 | 上堀田村             | 上堀田村             | 明治初年 上堀田村            | 上堀田村                   | 上堀田村                   | 上堀田村                   | 越岡村                     | 越岡村                           | 明治34年11月1日 長浦村     | 長浦村                       | 長浦村                       | 長浦村                       | 長浦村                      | 長浦村                       | 長浦村                       | 昭和34年7月22日 豊栄町に編入 | 豊栄町                      | 昭和45年11月1日 市制 豊栄市 | 豊栄市                     | 平成17年3月21日 新潟市に編入  | 新潟市 | 北区          |
| 北蒲原郡                 | 上堀田村             | 上堀田村             | 明治初年 下堀田村            | 下堀田村                   | 下堀田村                   | 下堀田村                   | 越岡村                     | 越岡村                           | 明治34年11月1日 長浦村     | 長浦村                       | 長浦村                       | 長浦村                       | 長浦村                      | 長浦村                       | 長浦村                       | 昭和34年7月22日 豊栄町に編入 | 豊栄町                      | 昭和45年11月1日 市制 豊栄市 | 豊栄市                     | 平成17年3月21日 新潟市に編入  | 新潟市 | 北区          |
| 北蒲原郡                 | 大月新田             | 大月新田             | 大月新田                     | 大月新田                   | 大月新田                   | 大月新田                   | 越岡村                     | 越岡村                           | 明治34年11月1日 長浦村     | 長浦村                       | 長浦村                       | 長浦村                       | 長浦村                      | 長浦村                       | 長浦村                       | 昭和34年7月22日 豊栄町に編入 | 豊栄町                      | 昭和45年11月1日 市制 豊栄市 | 豊栄市                     | 平成17年3月21日 新潟市に編入  | 新潟市 | 北区          |
| 北蒲原郡                 | 里飯野新田           | 里飯野新田           | 明治初年 東飯野新田          | 東飯野新田                 | 明治16年 里飯野村          | 明治16年 里飯野村          | 越岡村                     | 越岡村                           | 明治34年11月1日 長浦村     | 長浦村                       | 長浦村                       | 長浦村                       | 長浦村                      | 長浦村                       | 長浦村                       | 昭和34年7月22日 豊栄町に編入 | 豊栄町                      | 昭和45年11月1日 市制 豊栄市 | 豊栄市                     | 平成17年3月21日 新潟市に編入  | 新潟市 | 北区          |
| 北蒲原郡                 | 里飯野新田           | 里飯野新田           | 明治初年 西飯野新田          | 西飯野新田                 | 明治16年 里飯野村          | 明治16年 里飯野村          | 越岡村                     | 越岡村                           | 明治34年11月1日 長浦村     | 長浦村                       | 長浦村                       | 長浦村                       | 長浦村                      | 長浦村                       | 長浦村                       | 昭和34年7月22日 豊栄町に編入 | 豊栄町                      | 昭和45年11月1日 市制 豊栄市 | 豊栄市                     | 平成17年3月21日 新潟市に編入  | 新潟市 | 北区          |
| 北蒲原郡                 | 里飯野村             | 里飯野村             | 里飯野村                     | 里飯野村                   | 明治16年 里飯野村          | 明治16年 里飯野村          | 越岡村                     | 越岡村                           | 明治34年11月1日 長浦村     | 長浦村                       | 長浦村                       | 長浦村                       | 長浦村                      | 長浦村                       | 長浦村                       | 昭和34年7月22日 豊栄町に編入 | 豊栄町                      | 昭和45年11月1日 市制 豊栄市 | 豊栄市                     | 平成17年3月21日 新潟市に編入  | 新潟市 | 北区          |
| 北蒲原郡                 | 長場新田             | 長場新田             | 長場新田                     | 長場新田                   | 長場新田                   | 長場新田                   | 越岡村                     | 越岡村                           | 明治34年11月1日 長浦村     | 長浦村                       | 長浦村                       | 長浦村                       | 長浦村                      | 長浦村                       | 長浦村                       | 昭和34年7月22日 豊栄町に編入 | 豊栄町                      | 昭和45年11月1日 市制 豊栄市 | 豊栄市                     | 平成17年3月21日 新潟市に編入  | 新潟市 | 北区          |
| 北蒲原郡                 | 山飯野新田           | 山飯野新田           | 山飯野新田                   | 明治14年 改称 浦木村       | 明治14年 改称 浦木村       | 明治14年 改称 浦木村       | 長場村                     | 長場村                           | 明治34年11月1日 長浦村     | 長浦村                       | 長浦村                       | 長浦村                       | 長浦村                      | 長浦村                       | 長浦村                       | 昭和34年7月22日 豊栄町に編入 | 豊栄町                      | 昭和45年11月1日 市制 豊栄市 | 豊栄市                     | 平成17年3月21日 新潟市に編入  | 新潟市 | 北区          |
| 北蒲原郡                 | 土地亀新田上組       | 土地亀新田上組       | 土地亀新田上組               | 明治12年 改称 上土地亀新田 | 明治12年 改称 上土地亀新田 | 明治12年 改称 上土地亀新田 | 長場村                     | 長場村                           | 明治34年11月1日 長浦村     | 長浦村                       | 長浦村                       | 長浦村                       | 長浦村                      | 長浦村                       | 長浦村                       | 昭和34年7月22日 豊栄町に編入 | 豊栄町                      | 昭和45年11月1日 市制 豊栄市 | 豊栄市                     | 平成17年3月21日 新潟市に編入  | 新潟市 | 北区          |
| 北蒲原郡                 | 土地亀新田下組       | 土地亀新田下組       | 土地亀新田下組               | 明治12年 改称 下土地亀新田 | 明治12年 改称 下土地亀新田 | 明治12年 改称 下土地亀新田 | 長場村                     | 長場村                           | 明治34年11月1日 長浦村     | 長浦村                       | 長浦村                       | 長浦村                       | 長浦村                      | 長浦村                       | 長浦村                       | 昭和34年7月22日 豊栄町に編入 | 豊栄町                      | 昭和45年11月1日 市制 豊栄市 | 豊栄市                     | 平成17年3月21日 新潟市に編入  | 新潟市 | 北区          |
| 北蒲原郡                 | 太子堂興野           | 太子堂興野           | 太子堂興野                   | 太子堂興野                 | 太子堂興野                 | 太子堂興野                 | 長場村                     | 長場村                           | 明治34年11月1日 長浦村     | 長浦村                       | 長浦村                       | 長浦村                       | 長浦村                      | 長浦村                       | 長浦村                       | 昭和34年7月22日 豊栄町に編入 | 豊栄町                      | 昭和45年11月1日 市制 豊栄市 | 豊栄市                     | 平成17年3月21日 新潟市に編入  | 新潟市 | 北区          |
| 北蒲原郡                 | 長戸呂新田           | ［字大瀬柳］         | 長戸呂新田                   | 長戸呂新田                 | 長戸呂新田                 | 長戸呂新田                 | 長場村                     | 長場村                           | 明治34年11月1日 長浦村     | 長浦村                       | 長浦村                       | 長浦村                       | 長浦村                      | 長浦村                       | 長浦村                       | 昭和34年7月22日 豊栄町に編入 | 豊栄町                      | 昭和45年11月1日 市制 豊栄市 | 豊栄市                     | 平成17年3月21日 新潟市に編入  | 新潟市 | 北区          |
| 北蒲原郡                 | 長戸呂新田           | ［字川原毛］         | 長戸呂新田                   | 長戸呂新田                 | 長戸呂新田                 | 長戸呂新田                 | 亀浦村                     | 亀浦村                           | 明治34年11月1日 岡方村     | 岡方村                       | 岡方村                       | 岡方村                       | 昭和30年3月31日 豊栄町      | 昭和30年3月31日 豊栄町       | 豊栄町                       | 豊栄町                       | 豊栄町                      | 昭和45年11月1日 市制 豊栄市 | 豊栄市                     | 平成17年3月21日 新潟市に編入  | 新潟市 | 北区          |
| 北蒲原郡                 | 平林村               | 平林村               | 平林村                       | 平林村                     | 平林村                     | 平林村                     | 亀浦村                     | 亀浦村                           | 明治34年11月1日 岡方村     | 岡方村                       | 岡方村                       | 岡方村                       | 昭和30年3月31日 豊栄町      | 昭和30年3月31日 豊栄町       | 豊栄町                       | 豊栄町                       | 豊栄町                      | 昭和45年11月1日 市制 豊栄市 | 豊栄市                     | 平成17年3月21日 新潟市に編入  | 新潟市 | 北区          |
| 北蒲原郡                 | 十二新田             | 十二新田             | 十二新田                     | 十二新田                   | 十二新田                   | 十二新田                   | 亀浦村                     | 亀浦村                           | 明治34年11月1日 岡方村     | 岡方村                       | 岡方村                       | 岡方村                       | 昭和30年3月31日 豊栄町      | 昭和30年3月31日 豊栄町       | 豊栄町                       | 豊栄町                       | 豊栄町                      | 昭和45年11月1日 市制 豊栄市 | 豊栄市                     | 平成17年3月21日 新潟市に編入  | 新潟市 | 北区          |
| 北蒲原郡                 | 山飯野村             | 山飯野村             | 山飯野村                     | 山飯野村                   | 山飯野村                   | 山飯野村                   | 亀浦村                     | 亀浦村                           | 明治34年11月1日 岡方村     | 岡方村                       | 岡方村                       | 岡方村                       | 昭和30年3月31日 豊栄町      | 昭和30年3月31日 豊栄町       | 豊栄町                       | 豊栄町                       | 豊栄町                      | 昭和45年11月1日 市制 豊栄市 | 豊栄市                     | 平成17年3月21日 新潟市に編入  | 新潟市 | 北区          |
| 北蒲原郡                 | 灰塚新田             | 灰塚新田             | 灰塚新田                     | 灰塚新田                   | 灰塚新田                   | 灰塚新田                   | 亀浦村                     | 亀浦村                           | 明治34年11月1日 岡方村     | 岡方村                       | 岡方村                       | 岡方村                       | 昭和30年3月31日 豊栄町      | 昭和30年3月31日 豊栄町       | 豊栄町                       | 豊栄町                       | 豊栄町                      | 昭和45年11月1日 市制 豊栄市 | 豊栄市                     | 平成17年3月21日 新潟市に編入  | 新潟市 | 北区          |
| 北蒲原郡                 | 大迎村               | 大迎村               | 大迎村                       | 大迎村                     | 大迎村                     | 大迎村                     | 亀浦村                     | 亀浦村                           | 明治34年11月1日 岡方村     | 岡方村                       | 岡方村                       | 岡方村                       | 昭和30年3月31日 豊栄町      | 昭和30年3月31日 豊栄町       | 豊栄町                       | 豊栄町                       | 豊栄町                      | 昭和45年11月1日 市制 豊栄市 | 豊栄市                     | 平成17年3月21日 新潟市に編入  | 新潟市 | 北区          |
| 北蒲原郡                 | 長戸呂村             | 長戸呂村             | 長戸呂村                     | 長戸呂村                   | 長戸呂村                   | 長戸呂村                   | 亀浦村                     | 亀浦村                           | 明治34年11月1日 岡方村     | 岡方村                       | 岡方村                       | 岡方村                       | 昭和30年3月31日 豊栄町      | 昭和30年3月31日 豊栄町       | 豊栄町                       | 豊栄町                       | 豊栄町                      | 昭和45年11月1日 市制 豊栄市 | 豊栄市                     | 平成17年3月21日 新潟市に編入  | 新潟市 | 北区          |
| 北蒲原郡                 | 太子堂村             | 太子堂村             | 太子堂村                     | 太子堂村                   | 太子堂村                   | 太子堂村                   | 大久保村                   | 大久保村                         | 明治34年11月1日 岡方村     | 岡方村                       | 岡方村                       | 岡方村                       | 昭和30年3月31日 豊栄町      | 昭和30年3月31日 豊栄町       | 豊栄町                       | 豊栄町                       | 豊栄町                      | 昭和45年11月1日 市制 豊栄市 | 豊栄市                     | 平成17年3月21日 新潟市に編入  | 新潟市 | 北区          |
| 北蒲原郡                 | 大久保新田           | 大久保新田           | 大久保新田                   | 大久保新田                 | 大久保新田                 | 大久保新田                 | 大久保村                   | 大久保村                         | 明治34年11月1日 岡方村     | 岡方村                       | 岡方村                       | 岡方村                       | 昭和30年3月31日 豊栄町      | 昭和30年3月31日 豊栄町       | 豊栄町                       | 豊栄町                       | 豊栄町                      | 昭和45年11月1日 市制 豊栄市 | 豊栄市                     | 平成17年3月21日 新潟市に編入  | 新潟市 | 北区          |
| 北蒲原郡                 | 三ツ屋村             | 三ツ屋村             | 三ツ屋村                     | 三ツ屋村                   | 三ツ屋村                   | 三ツ屋村                   | 三森村                     | 三森村                           | 明治34年11月1日 岡方村     | 岡方村                       | 岡方村                       | 岡方村                       | 昭和30年3月31日 豊栄町      | 昭和30年3月31日 豊栄町       | 豊栄町                       | 豊栄町                       | 豊栄町                      | 昭和45年11月1日 市制 豊栄市 | 豊栄市                     | 平成17年3月21日 新潟市に編入  | 新潟市 | 北区          |
| 北蒲原郡                 | 高森村               | 高森村               | 高森村                       | 高森村                     | 高森村                     | 高森村                     | 三森村                     | 三森村                           | 明治34年11月1日 岡方村     | 岡方村                       | 岡方村                       | 岡方村                       | 昭和30年3月31日 豊栄町      | 昭和30年3月31日 豊栄町       | 豊栄町                       | 豊栄町                       | 豊栄町                      | 昭和45年11月1日 市制 豊栄市 | 豊栄市                     | 平成17年3月21日 新潟市に編入  | 新潟市 | 北区          |
| 北蒲原郡                 | 高森新田             | 高森新田             | 高森新田                     | 高森新田                   | 高森新田                   | 高森新田                   | 三森村                     | 三森村                           | 明治34年11月1日 岡方村     | 岡方村                       | 岡方村                       | 岡方村                       | 昭和30年3月31日 豊栄町      | 昭和30年3月31日 豊栄町       | 豊栄町                       | 豊栄町                       | 豊栄町                      | 昭和45年11月1日 市制 豊栄市 | 豊栄市                     | 平成17年3月21日 新潟市に編入  | 新潟市 | 北区          |
| 北蒲原郡                 | 森下新田             | 森下新田             | 森下新田                     | 森下新田                   | 森下新田                   | 森下新田                   | 三森村                     | 三森村                           | 明治34年11月1日 岡方村     | 岡方村                       | 岡方村                       | 岡方村                       | 昭和30年3月31日 豊栄町      | 昭和30年3月31日 豊栄町       | 豊栄町                       | 豊栄町                       | 豊栄町                      | 昭和45年11月1日 市制 豊栄市 | 豊栄市                     | 平成17年3月21日 新潟市に編入  | 新潟市 | 北区          |

## 新潟町の成立と移転
新潟という地名は永正17年（1520年）に文献に記され、それよりも古い時代に新潟の町が成立したと考えられている。新潟町が現在の古町の区域、信濃川河口の白山島・寄居島に移転したのは明暦元年（1655年）のことである。
明暦の移転以前の経緯は明らかになっていないが、新潟町の移転伝承が載せられている史科がひとつだけ残されている。天明4年（1784年）の長岡藩士大瀬庄左衛門の手記『温古の栞』には、永正年間に赤塚村、佐潟周辺に湊があり、そこに新潟の町があったこと、天文年間に青山村への移転したこと、元和3年に関屋村と寄居村の間の土地に移転したこと、明暦元年末までに現在地へ移転したことについての伝承が記されている。

### 元和の移転（古新潟への移転）
元和2年（1616年）、新潟が長岡藩主堀直寄領となり、翌年の元和3年（1617年）に直寄から新しい町建てを命じられる。その位置は「蒲原新潟立会小絵図」によれば「古新潟（ふるにいがた）」と呼ばれ、現在の学校町、新潟大学医学部周辺とされている。

### 明暦の町建て
寛永15年（1638年）、長岡藩主牧野忠成が新発田藩主溝口宣直に「信濃川の流れが変わったため、新潟町を最寄りの白山島・寄居島に移転させる」という旨の書状を出し、了解を得る。その後新発田藩と協議し、幕府の許可も得て寛永20年（1643年）に州崎番所が建てられる。
しかし、この時にはまだ町は移転しておらず、長岡藩が幕府から移転の許可を得たのは承応3年（1654年）のことだった。実際に町の移転はその前から徐々に行われていたが、長岡藩は幕府からの回答があった翌年の明暦元年（1655年）を新潟町移転の年としている。
町を移転するに当たっては、それまでの町割りを崩さずに移転することが原則とされた。そして、信濃川に並行して古町、本町、大川前の通りが作られ、片原堀（東堀）、寺町堀（西堀）などの掘割をもって運輸網とされた。

### 新しくできた土地の開発
明暦元年（1655年）に現在地へ移転したときの新潟町の範囲は、寺町（現：西堀通）と大川前通（現：上大川前通）の間で、通り筋の北側の町はずれはだいたい洲崎町（現：古町通13番町）であった。大川前通の「大川」は信濃川を指し、文字通り信濃川左岸に面した通りであった。
信濃川河口は、川によって運ばれる土砂の堆積によって次第に東へ移動し、町外れから河口までの距離は毎年伸びていた。また、信濃川左岸の新潟町側には砂州が付いたり、中州が寄り付いたりしていた。こうしてできた信濃川縁のの土地は、榛木島（はんのき）、秣島（まぐさ）、毘沙門島（びしゃもん）、上島（かみ）、下島（しも）などと呼ばれた。
一方、海岸側も信濃川が供給する土砂によって砂丘が増え続け、海岸線は沖合へ伸びていった。新潟町では、年々新しい土地が生まれていた。新潟町の人々は、信濃川寄りに生まれた土地を浜手、海岸寄りの砂丘地を山手と呼んでいた。

## 明治時代の合併

### 新潟区の設置
明治11年（1878年）7月、政府は「郡区町村編制法」を定め、大区小区制を廃止した。
これによって町村が行政の単位として復活。また、狭い地域に多くの人が集まっている土地には、郡とは別に直接県の監督を受ける行政機関として「区」を置いた。
新潟県は、明治12年（1879年）4月に郡区町村の区画を決定。蒲原郡は4郡となり、新津町に中蒲原郡役所、巻村に西蒲原郡役所が置かれた。新潟県では、新潟町が区に指定されて「新潟区」となり、寄居白山外新田が編入された。明治20年（1887年）には西鳥屋野島を編入し、区域を広げた。

### 市制の施行
明治22年（1889年）4月1日、「市制」の施行によって新潟区は「新潟市」となった。
新潟市は「市制」を施行するにあたり、西蒲原郡関屋村古新田を合併した。関屋の人々は、「関屋と新潟は地理的にも経済的にも、そして交通上でも一体であり、新潟区が市として将来発展するためには、関屋の土地が役に立つ」と、西蒲原郡長に合併を請願した。その結果、21年12月に内務大臣から合併が許可され、明治22年（1889年）4月1日の「市制」の施行とともに合併が告示された。
同じころに「町村制」が施行。町村の合併が進められ、現市域内の市町村は1市（新潟市）・123町村になった（明治の大合併）。

### 明治34年の合併
明治22年（1889年）の町村合併は、「市制」・「町村制」の施行に伴って、国から委任された行政事務を円滑に行うことができる行政能力を備えた独立の町村とすることが目的であったが、各町村の反対によりその意図を十分に果たせなかった。
新潟県の町村の規模は全国的にみると小さく、300戸に満たない町村が全体の55%に達していた。就学率が上昇するにつれて学校を建てて教員を増やさなければならなかったが、財政の問題から一村で学校を設置できず、何ヶ村かで学区組合を作って学校を運営している所が多かった。
こうした村々を地理条件や民情を考慮しながら、より強い大町村に変えることが必要であると考えた新潟県は、明治34年（1901年）に新潟県独自で町村合併を実施することにした。この大合併で現市域内の市町村は、1市・67町村になった。

## 大正時代の合併

### 沼垂町との合併
新潟市と沼垂町との合併。「信濃川を挟んだ二つの町は、早くから合併したほうが良い」という意見は早くからあり、明治13年（1880年）ごろにはすでに話題にあげられていた。
しかし、江戸時代の湊をめぐる度重なる訴訟や、明治以降も続いた漁場をめぐる争いなどがあり、一般の人々の間には反目が残っていた。さらに、明治29年（1896年）から明治30年（1897年）には北越鉄道（現：信越本線）の終着駅の位置をめぐって新潟市と沼垂町は争い、鉄道施設の爆破事件まで起きていた。このため、新潟市と沼垂町の合併は、容易に実現できるものではないと考えられていた。
明治40年（1907年）に沼垂町で大火があったとき、新潟市の消防ポンプが活躍したことがきっかけとなって、合併問題が日程に上がるようになった。消防の礼に沼垂町長と助役が新潟市長を訪問した際に、新潟市と沼垂町が合併して大都市を建設するということが話題となったことから、両者は、折を見て合併に向けて懇談会を開催することを約束した。

#### 合併反対の動き
沼垂町は大正2年（1913年）10月に、合併について町民の理解を得るための説明会を開催した。しかし、説明は合併反対派の妨害により途中で解散となった。反対派の主張は、「人情、風俗、生活習慣の異なる新潟市と合併しなくとも、沼垂町は発展する」というものであった。反対派は町会に合併反対の請願や建議を提出し、事務所を設けたり、町長代理の家へ押し掛けたりするようになった。
これに対して11月4日に新潟県知事自らが沼垂町を訪れ、合併の必要性を説いた。合併賛成派は「合併問題を検討する合併研究会」を結成し、12月11日に沼垂座で第一回大会を開いた。しかし、反対派はこの会への出席を拒み、賛成派の意見だけが発表される会となった。さらに、16日には第二回大会を開き、税負担が軽減されることを説いた。
反対派は大正3年（1914年）1月17日に浄徳寺に1,000人余りを集めて町民大会を開いた。また、政府へも陳情したが、町会は合併派が優位を占め、新潟県知事の積極的関与の下で合併準備が着々と進み、反対派は急速に勢力を失っていった。

#### 合併の実現
大正3年（1914年）4月1日、新潟市と沼垂町は近代埠頭の築造を期して合併し、過去の様々な出来事を乗り越えて実現した。当日は花火が揚がり、新潟市内には幔幕が張られたほか、桜提灯や日の丸が掲げられ、白山公園で祝賀会が開催された。

## 昭和時代の合併

### 戦時下の合併
昭和14年（1939年）。新潟県は工場を誘致し、それまでの都市計画を変更して「大都市計画」を実行に移すために、新潟市周辺の町村との合併を亀田町、内野町、松ヶ崎浜村、大江山村、石山村、大形村、鳥屋野村、曽野木村、坂井輪村、黒埼村に働きかけた。
しかし、周辺町村は合併に消極的で、昭和17年（1942年）に県の斡旋によって内々に交渉を始め、合併に傾いた内野町との合併も、坂井輪村の1～2集落の反対によって立ち消えとなっていた。そうしている間に、大形村、石山村、鳥屋野村には大工場や鉄道官舎などが進出し、村内には町並みが新潟市域と一体の地区ができ始め、3村は昭和18年（1943年）に新潟市と合併した。

#### 大形村との合併
昭和18年（1943年）に入ると、大形村の工場の防空体制を整備する関係から、新潟市と大形村の合併を急がなくてはならなくなった。
新潟県は、2月に「軍需工場設置に必要な合併は、反対を押し切っても促進する」という方針を立て、6月1日に両市村は合併した。村の意向よりも「国家的見地」が強調された合併であった。

#### 石山村、鳥屋野村との合併
新潟市と大形村の合併は、石山村、鳥屋野村の合併を促進させた。
石山村は、6月5日の「石山村報」で「農村としては相当考慮が必要であるが、「戦時増強」が第一であり、一村の歴史や個人的な立場は放棄せざるをえない」と表明した。
鳥屋野村は、昭和橋周辺や出来島付近は市街化、工場地帯化していたが、農村部が合併によって農業が軽視されることを恐れ、合併に反対する意見が多かった。そのため、鳥屋野村は合併について態度を明確にすることができなかったが、10月7日に新潟県が「合併を早急に実現することが、「国家の要請」にこたえることである」と鳥屋野村に通知したことから、鳥屋野村も合併せざるをえなくなった。
11月11日に石山村と鳥屋野村は、新潟市と協議会を開いて合併条件について話し合い、12月8日に合併した。

### 昭和の大合併(1)
地方自治法が施行された昭和22年（1947年）、市域は1市48町村であった。
昭和24年（1949年）9月の「シャウプ勧告」によって、昭和20年代後半から30年代の前半にかけて、町村合併が強力に進められた。この勧告は市町村財政の強化と、国、県市町村間の行政事務の再配分による市町村権限の拡大を求めるもので、その一環として合併を奨励した。
これは、いわゆる「昭和の大合併」と呼ばれるもので、昭和28年（1953年）から全国的に合併が進められ、昭和36年（1961年）に3市12町村になった。
新潟市は、「町村合併促進法」が施行されたころから、近隣町村との合併による「大新潟市構想」を独自に打ち出していた。この構想は文化的交流、経済的関連性、地理的条件などを考慮して、北蒲原郡の濁川村、南浜村。西蒲原郡の内野町、坂井輪村、黒埼村。中蒲原郡の亀田町、曽野木村、両川村、横越村、大江山村を合併対象に上げ、昭和14年（1939年）に計画されていた「50万都市構想」の復活といえるものであった。
新潟市では、「町村合併促進法」とともに、この大都市構想が合併の機運を盛り上げ、合併を進めた。

#### 松ヶ崎浜村との合併
この合併の動きとは別に、新潟市は昭和29年（1954年）4月5日、松ヶ崎浜村と合併した。
「町村合併促進法」制定前の昭和25年（1950年）から、松ヶ崎浜村は新潟市との合併の調査を進めていた。北蒲原郡の西端にあり新潟市と隣接する松ヶ崎浜村は、村内に新潟飛行場があり、交通、産業、教育などの様々な面で新潟市と深い関係があった。
この合併は、戦後の近隣町村合併の契機になり、2001年までの新潟市域へ発展する端緒となった。

#### 濁川村、南浜村、坂井輪村との合併
「町村合併促進法」による町村の標準人口は8,000人以上であったため、人口約4,200人の濁川村、約5,000人の南浜村、約6,700人の坂井輪村は、どこかと合併しなければならなかった。
昭和29年（1954年）3月17日に出された新潟県の合併計画案では、濁川村、南浜村は木崎村と合併することになっていたが、北蒲原郡町村合併促進委員会は、3月27日に葛塚町を中心に岡方村、長浦村、南浜村、濁川村、木崎村を合併する案を上げ、いずれも濁川村、南浜村と新潟市との合併は考慮していなかった。しかし、このときすでに新潟市は、濁川村、南浜村に合併を申し入れていた。
新潟市の呼びかけに、濁川村は3月27日に、南浜村は4月3日に合併を議決。両村の新潟市との合併の動きに北蒲原郡町村合併促進委員会は引き止めを図ったが、両村とも新潟市との合併の意思を変えなかった。
坂井輪村は、新潟県の合併計画案では内野町と合併することになっていたが、村では自主独立の方針を採っていた。昭和29年（1954年）3月、坂井輪村は内野町から「大内野町構想」に基づいて赤塚村、中野小屋村とともに合併を呼びかけられていた。また、新潟市からも、合併の申し入れがあった。こうした働きかけに坂井輪村でも合併の機運が高まり、村民の世論調査の結果、6月26日に新潟市との合併を決めた。
新潟市議会は3村の合併を議決し、昭和29年（1954年）11月1日に合併した。

#### 木崎村浜浦谷内の編入
濁川・南浜両村に隣接する木崎村はそもそも大新潟市構想に含まれていなかったが、両村の新潟市との合併の意思は、木崎村の態度を流動化させることになった。ただ、人口が約9,600人であったこともあり、残った四町村（葛塚町・木崎村・岡方村・長浦村）では最も合併に消極的であった。それが、どちらかといえば新潟市へ合併という雰囲気を生じさせてしまった。ところが、昭和29年（1954年）10月11日、県より残った4町村での合併計画案が公表され、それを受けて11月9日、新潟市議会議長より「これ以上北蒲原郡西部郷とは合併しない」旨の発言が出たことで、木崎村の新潟市合併がなくなり、4町村合併への参加（豊栄町の発足）となった。
この時、南浜村に隣接している浜浦谷内・下大谷内の分村、新潟市編入に関する木崎村との約束が有耶無耶となり、昭和30年（1955年）6月23日には下大谷内から、7月4日には浜浦谷内から「豊栄町分町新潟市合併に関する請願書」が提出されたが、昭和31年（1956年）3月21日に豊栄町の定例議会は請願を否決した。豊栄町側は長浦村が合併できていない状態での分町で町の弱体化につながることを恐れていた。この対応に住民は業を煮やし、学童の同盟休校や南浜村の小中学校への転校などの手段にでて大問題に発展した。幾度となく調停を進めた結果、新潟市編入を全員が希望していた浜浦谷内は昭和35年（1960年）4月1日に編入が実現した。なお、意見が二分していた下大谷内は、それに先立つ同年2月25日の住民投票の結果、新潟市編入が規定の2/3を上回れず、豊栄町に残ることになった。

#### 合併の難航
新潟市の「大都市構想」に基づく合併はこの後難航し、特に亀田町と内野町との合併は大問題となった。両町とも自立の方針であったが、この働きかけによって合併へ動き出した。
亀田町は昭和29年（1954年）8月29日に住民投票を行い、合併賛成が投票総数5,199票のうち3,922票を占めたため、合併申入書を新潟市に提出した。一方内野町では、新潟市合併派と大内野町構想派との間で激しい抗争となった。
昭和29年（1954年）9月24日、新潟市市長は新潟市議会本会議で、「合併は財政負担を増大するものであり、今後も続けるのならば市の財政危機をもたらすので一時見送る」と発言したため、亀田町は10月28日に合併申入書を取り下げ、内野町では内紛がいっそう激しくなった。

### 昭和の大合併(2)
昭和29年（1954年）の市長による合併打ち切り発言後、一時中断していた周辺町村との合併問題は、昭和31年（1956年）の「新市町村建設促進法」施行を契機に、再び合併機運が盛り上がった。

#### 両川村、曽野木村、大江山村との合併
昭和29年（1954年）5月18日。両川村、曽野木村、大江山村の3ヶ村の村長は、新潟市役所を訪れ、新潟市長に合併の早期実現を陳情した。新潟市は、健全財政維持の見地から合併に慎重であったが、県の勧告や法改正で市の負担も軽減されること、3ヶ村が熱望していることから、昭和32年（1957年）中に実現させることとした。
昭和32年（1957年）5月3日。両川村、曽野木村、大江山村は、新潟市と合併した。

#### 内野町との合併
内野町では、依然合併をめぐる内紛が続いていた。内野町議会で多数を占める合併推進派は、町議会で新潟市との合併を決議しようとした。これに対し、商店街などの反対は激しく、町議会は収拾が着かない状態になった。
昭和30年（1955年）、町長と町議会議員が改選。町議会議員全員が合併推進委員となって新たに近村合併の方針を打ち出したが、昭和32年（1957年）になって内野町、中野小屋村、升潟村、赤塚村の4町村が一団となり、新潟市と合併するという案が出てきた。同年3月、新潟県は内野町の一部を新潟市と合併し、残りの内野町と赤塚村、中野小屋村の一部で新しい自治体をつくるよう勧告した。この後、内野町では全町で新潟市と合併しようとする動きが強まり、昭和33年（1958年）2月、町議会は新潟市への合併申し入れ議案を可決した。しかし、新潟市は県の計画があることと、町内に反対があることなどから合併申し入れの受諾を渋った。
昭和34年（1959年）3月、県はこの地区の合併計画を新潟市、内野町、赤塚村、中野小屋村の一部を合併に再び変更。これにより、内野町は町議会で新潟市との合併を満場一致で議決。さらに昭和34年（1959年）4月の統一地方選挙後の内野町議会も満場一致で合併を決議し、5月18日、新潟市長と新潟市議会議長に正式に合併を申し入れた。内野町は昭和35年（1960年）1月11日に新潟市と合併し、長期間、混迷を続けた内野町合併問題は解決した。

#### 赤塚村、中野小屋村との合併
赤塚村と中野小屋村は両村とも、内野町の事情や新潟県の合併計画に影響された。
赤塚村は、新潟市との合併を昭和34年（1959年）4月の村議会で全員一致で議決し、内野町と同時合併を希望したが、新潟市の段階的合併の意向と、中野小屋村の分村運動との関連で実現しなかった。
中野小屋村は、村の北側は当初は内野町、後には新潟市と合併するという考えであったし、南側は升潟村、西川町と合併するという考えであった。新潟市は中野小屋村全村なら合併を考慮するという意向であり、一方、新潟県は昭和34年（1959年）に中野小屋村の分村計画を表明していた。合併をめぐって村内の対立は激化した。新潟県は「新市町村建設促進法」の期限が切れる、昭和36年（1961年）6月以前に中野小屋村の合併問題を解決するために、3月9日の住民投票を実施した。
この結果、全村で新潟市に合併することになり、昭和36年（1961年）6月1日に赤塚村と中野小屋村は同時に新潟市と合併した。

## 平成の合併

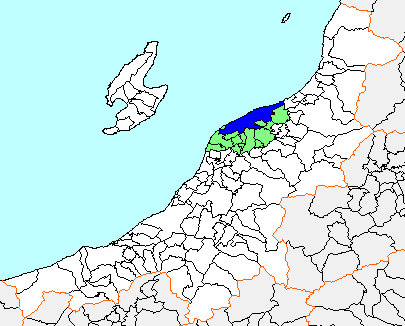
旧新潟市域（旧黒埼町を含む）（青）と、編入13市町村の市域（緑）

新潟市は、平成13年（2001年）1月1日の西蒲原郡黒埼町との合併を皮切りに、平成17年（2005年）3月21日には、豊栄市、新津市、白根市、中蒲原郡亀田町・横越町・小須戸町、西蒲原郡味方村・月潟村・中之口村・西川町・潟東村・岩室村の近隣12市町村が新潟市に編入。同じ年の10月10日には西蒲原郡巻町も編入。これによって新潟市は現在の市域となり、人口約81万人、面積約726平方キロメートルを有することになった。
いわゆる「平成の大合併」のひとつではあるが、合併の背景としては、道路網や情報伝達手段の発達により、通勤、通学、買い物などの住民の日常生活の範囲が居住する市町村に関係なく拡大。1日の大半を新潟市で過ごす周辺市町村の住民は多いが、他市町村の住民であるために十分な行政サービスを受けることができないといった問題や、行政区域が異なることによる行政サービスの格差が顕在化してきた。
住民サービスを提供する行政側としても、受益の負担と乖離といった問題を直視しなければならず、各市町村では住民に一番身近な自治体として、多様化、高度化した住民ニーズに応えるために、効率的、効果的な行政運営を行うことが求められてきていた。

### 黒埼町との合併
黒埼町は地勢的に見ても新潟市に食い込む形で位置し、日常生活においては通勤、通学、買い物のいずれの分野でも新潟市へ向かう町民の割合が高く、日常範囲の一体化が進んでいた。
こうした中、平成元年（1989年）の黒埼町長選挙で「新潟市との合併に関して住民アンケートを実施する」ことを公約の一つに掲げた町長候補が当選。平成3年（1991年）には、「新潟市との合併問題に関するアンケート」が実施された。
アンケートの結果、合併賛成が67.6%を占めたことから、平成4年（1992年）に合併に係る問題点についての検討を行う「新潟市・黒埼町合併問題調査検討会」を設置。平成7年（1995年）から平成11年（1999年）にわたって、新潟市と黒埼町とで「新潟市・黒埼町合併問題協議会」を開催。平成13年（2001年）1月1日に黒埼町は新潟市と合併した。

### 周辺12市町村との合併
新潟市は隣接する黒埼町と合併した平成13年（2001年）、新潟県市町村合併促進要綱による新潟圏域の政令指定都市移行型合併パターンとしての提示や、様々な支援策が盛り込まれた国の市町村合併支援プランの提示により、全国的に合併が強く推進されることとなった。
この流れを受け、新潟県から政令指定都市移行型合併パターンとして提示された、新潟市、新津市、白根市、豊栄市、小須戸町、横越町、亀田町、味方村、月潟村、中之口村の10市町村は、8月23日に市町村合併に関する調査・研究をおこなうため、「新潟地域市町村合併問題研究会」を設置し、行政制度の比較作業を始めた。11月には西川町も加わった。
こうしたなか、新潟市、横越町、亀田町の1市2町は、互いの合併への意識の高まりから、11月20日に任意の合併協議会である「新潟市・亀田町・横越町　合併問題協議会」を設置し協議を開始。全国的に合併への関心が高まるなか、合併について具体的なアンケート調査を行った市町村もあった。

#### 周辺12市町村による協議
平成14年（2002年）5月24日、新潟市議会が政令指定都市を展望した広域合併を推進するべきとした「政令指定都市の実現を目指す決議」を可決。新潟市と近隣市町村で政令指定都市を目指して合併する機運が急速に高まり、8月2日に「新潟市・亀田町・横越町　合併問題協議会」が関係市町村との協議を一本化するために解散。さらに周辺市町村が協議会への参加を表明して、任意合併協議会である「新潟地域合併問題協議会」に発展した。
最終的に参加した市町村は新潟市、亀田町、横越町、豊栄市、新津市、白根市、小須戸町、西川町、味方村、潟東村、月潟村、中之口村、岩室村の計13市町村（4市4町5村）が合併について協議を行った。
このうち潟東村と、他の協議会参加市町村とは巻町を置いて飛び地となっている岩室村は、巻町と1町2村による合併協議を進めていたものの、当時の巻町長が合併の前提条件として、両村に対して巻原子力発電所建設の是非を問う住民投票の実施を強く求めたことなどから協議が行き詰まり、平成14年（2002年）4月4日に協議打ち切りとなったため、この3町村の枠組みから離脱し新潟市との合併協議に参加することになったもの。
この間、巻町は新潟市との合併協議にも参加しなかったが、このうち新潟市赤塚地区と生活圏上一体となっていた四ツ郷屋地区については、境界変更による新潟市編入の構想も浮上していた。

#### 新津市の一時離脱
その後、新津市は平成15年（2003年）12月に実施された住民アンケートの結果を受け、同市議会で13市町村での法定合併協議会設置案を一旦否決したため、平成16年（2004年）1月6日に合併協議から一時離脱。これに伴い、残る12市町村での平成17年（2005年）3月21日の合併（新潟市への編入合併）を目指し、任意協議会から発展した形で法定合併協議会「新潟地域合併協議会」を平成16年（2004年）1月29日に設置した。
しかし新津市は、平成16年（2004年）2月に行われた市長選で合併推進派の候補が当選し、同時に行われた新潟市との合併の是非を問う住民投票でも合併が賛成多数となったのを受け、「新潟市・新津市合併協議会」（法定協議会）を同年4月16日に設置し、法定協議に改めて合流（協議会は別だが、協議そのものは前出12市町村と同時進行）。
再び新潟市を含めた13市町村による協議が進められることになり、新潟市周辺の12市町村は平成17年（2005年）3月21日に新潟市と合併した。

### 巻町との合併
新潟市の周辺12市町村との合併協議が進む中、平成16年（2004年）1月に巻町では新たな町長が就任。5月に18歳以上の全町民を対象に合併に関するアンケートを実施した結果、一番多かった「新潟市との合併を推進するべき」という町民の意見を反映させるべく、6月1日に新潟市長に合併協議を始めたい旨を伝えた。
平成16年（2004年）8月に、巻町で新潟市との合併是非を問う住民投票が行われ、賛成多数で巻町が新潟市との合併協議に参加することとなった。そして同年10月18日に「新潟市・巻町合併問題協議会」（任意合併協議会）が設置され、第1回協議が行われた。
この中で両市町は、合併期日については「平成17年度早期」を目標とし、改正合併特例法の経過措置の適用を受けるため、平成16年度末（2005年3月31日）までに県知事に合併申請を行う方向で協議を進めることを確認。平成17年（2005年）1月に「新潟市・巻町合併協議会」（法定協議会）に移行し、合併期日は同年10月10日に設定された。
これにより、最終的に合併する市町村は計14となった。

### 地名
編入された各市町村の地名は「郡市町村」と「大字」を除いた表記となり（例：西蒲原郡月潟村大字月潟→新潟市月潟）、13市町村間で重複する地名については、旧市町村名や東西南北を付した表記に改められた（例：中蒲原郡亀田町四ッ興野→新潟市亀田四ッ興野、白根市大字田中→新潟市南田中）。

## 政令指定都市化
期間限定の市町村合併支援プランに従い、政令指定都市の人口要件緩和措置等を満たした新潟市は、平成18年（2006年）10月24日の閣議で平成19年（2007年）4月1日に指定都市への移行が決定した。

### 行政区
平成17年（2005年）8月30日に「行政区画の編成及び区役所の位置」について、平成18年（2006年）3月28日に「新潟市の行政区の名称」についての答申が出され、同年12月18日に新潟市議会で可決された。
区の数は8つ。名称は以下のとおり。おおよその位置関係を反映して表を分けた。左側の区が海側。

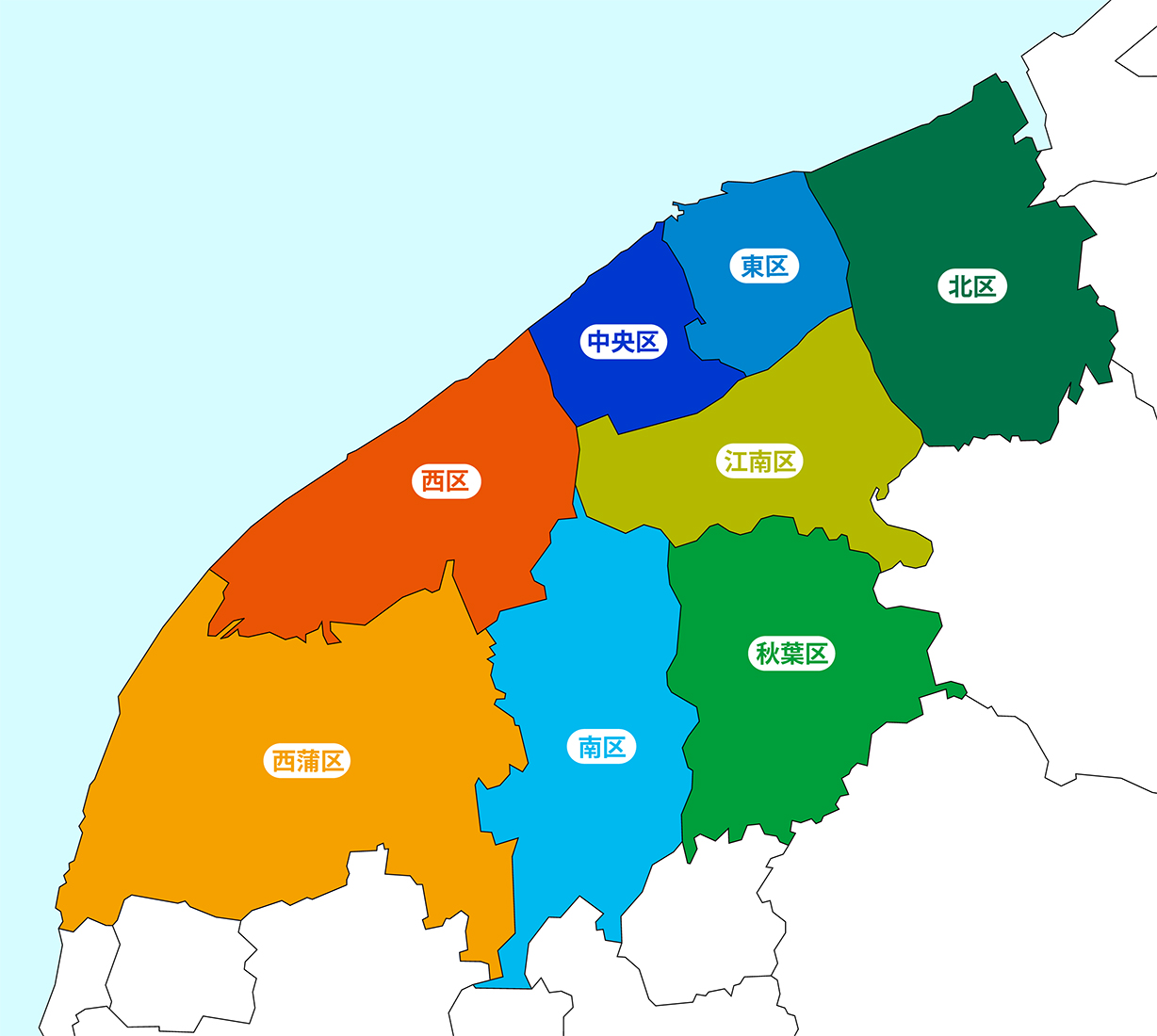
新潟市の行政区

| 旧自治体 | 地区     | 区     |
| -------- | -------- | ------ |
| 豊栄市   | 豊栄市   | 北区   |
| 横越町   | 十二前   | 北区   |
| 新潟市   | 北       | 北区   |
| 新潟市   | 中       | 東区   |
| 新潟市   | 木戸     | 東区   |
| 新潟市   | 大形     | 東区   |
| 新潟市   | 石山     | 東区   |
| 新潟市   | 中央     | 中央区 |
| 新潟市   | 沼垂     | 中央区 |
| 新潟市   | 南       | 中央区 |
| 新潟市   | 山潟     | 中央区 |
| 新潟市   | 西       | 西区   |
| 黒埼町   |          | 西区   |
| 巻町     | 四ッ郷屋 | 西区   |
| 巻町     | 上記以外 | 西蒲区 |
| 西川町   |          | 西蒲区 |
| 岩室村   |          | 西蒲区 |
| 潟東村   |          | 西蒲区 |
| 中之口村 |          | 西蒲区 |

| 旧自治体 | 地区           | 区     |
| -------- | -------------- | ------ |
| 横越町   | 十二前以外     | 江南区 |
| 新潟市   | 曽野木（南）   | 江南区 |
| 新潟市   | 両川（南）     | 江南区 |
| 新潟市   | 大江山（石山） | 江南区 |
| 亀田町   |                | 江南区 |
| 白根市   | 白根市         | 南区   |
| 味方村   |                | 南区   |
| 月潟村   |                | 南区   |
| 新津市   | 新津市         | 秋葉区 |
| 小須戸町 |                | 秋葉区 |

### 経緯

#### 区割り
政令指定都市移行時の区割り案については、2004年（平成16年）8月13日に開かれた13市町村の首長・議長連絡会で、各区の人口を10万人から20万人程度として、信濃川、阿賀野川、小阿賀野川などを境界線とした、7区割りを基本線とした3つの案が示された。
関屋分水路・信濃川以西の白根市を含む西蒲原地区については、複数のパターンが想定されている。これら区割り案については、同年9月上旬から各市町村で順次公表された。なお、巻町はこの段階では合併協議開始前であったため、区割り案のパターンには含まれなかった。
この3つの区割り案を叩き台とし、市民及び編入市町村民から意見を募った上で、合併協議に参加した巻町を加え、先の3案を修正したものと新たに作成した2案の、計5案による区割り意見の二次募集が2005年（平成17年）1月30日から2月25日まで行われた。

#### 区名
区名案の募集と結果
新潟市行政区画審議会は、区の一体感・愛着・全市的整合性の3つの基本的な考え方により、2005年（平成17年）10月31日から11月21日まで区名案を募集した。
その結果、応募の1位は、1区：豊栄、2区：東、3区：中央、4区：亀田、5区：新津、6区：白根、7区：西、8区：巻となり、1区・4区・5区・6区・8区では旧市町村名がいずれも応募1位を占めた。なお、応募総数は14,965通あり、このうち5区（旧新津市・旧小須戸町）からの応募数が9,666通で全体の6割強を占めた。
区名案の絞り込み
新潟市行政区画審議会は、下部組織としての検討委員会を立ち上げ、検討委員の意見と地域審議会などからの意見を元に区名案の絞り込みを行った。
その結果、区の一体感を阻害するとの懸念から応募1位になった旧市町村名を候補とせず、方位方角及び中央についても候補としないこととして、新潟市行政区画審議会へ報告した。
区名案の最終調整と結果
新潟市行政区画審議会は、検討委員会から絞り込んだ区名案の報告と地域審議会やコミュニティークラブなどの意見を受け、区名案の最終調整を行った。この時、新潟市議会議員で構成する新潟クラブや政令指定都市調査特別委員会からは、応募の多かった旧市町村名は民意であるから区名候補に入れるべきとする意見書が提出されていた。
また、1区から8区において意見集約が図れなかった地区は5区だけで、新津を区名候補に入れて欲しいとする新津地域審議会と新津と秋葉を除外して欲しいとする小須戸地域審議会の2地域審議会だった。
結局、行政区画審議会委員による多数決により旧市町村名を候補としないこととしたが、一方で行政区画審議会委員などからの要望により検討委員会では候補としなかった方位方角・中央を区名候補に加え、意向調査する区名候補が決定した。なお、5区の区名候補には小須戸地域審議会が除外要望した秋葉が区名候補に入った。
区名意向調査と答申
新潟市行政区画審議会は、区の一体感・愛着・全市的整合性の3つの基本的な考え方により、平成18年（2006年）2月24日から3月9日まで区名意向調査を実施した。
応募数は34,459通（内有効33,436通）、新潟市行政区画審議会は同年3月28日、全市的に一番応募の多かった区名候補（1区：北、2区：東、3区：中央、4区：江南、5区：秋葉、6区：南、7区：西、8区：西蒲）を新潟市行政区の区名候補として新潟市長へ答申した。
なお、5区については全市で最も多かった区名案（秋葉）と居住区で最も多かった区名案（緑）が異なっていたが、全市的な観点という理由により秋葉を答申した。また、付帯意見として区名に続き表示される町字名に旧市町村名等をつけることについて対処を求めた。新潟市行政区画審議会は平成18年（2006年）3月31日をもって解散した。
5区の名称を新津とすることを求めることについての署名活動と新潟市議会の請願採択
新潟市行政区画審議会の答申後、主に旧新津市住民による真の分権型政令市を実現させる会が5区の名称を新津とすることについて署名活動を行い、37,597名の署名（賛同者）を集め、新潟市長に陳情、新潟市議会へ請願書を提出。平成18年（2006年）7月3日の新潟市議会本会議においてこの請願が採択された。
なお、署名収集の方法のひとつとして、新津地域の自治会を通じて回覧板を各組（各世帯）へ廻して集めるなどの手法がとられたが、この手法については賛否両論の声が聞かれた。

### 地名
政令市移行に伴い、地名も一部再整理された。
市内で唯一「大字」表記を存続していた亀田地区は政令市移行とともに大字を全廃し（例：新潟市大字亀田→新潟市江南区亀田）、これによって市内の大字を冠する地名は全廃された。
また8行政区間で重複する地名は地元住民などとの協議の上、地区名や東西南北を冠したままのケース（例：新潟市亀田四ッ興野、白根四ッ興野→新潟市江南区亀田四ッ興野、南区白根四ッ興野）と、地区名や東西南北を外して編入前の地名に復したケース（例1：新潟市南田中→新潟市南区田中）（例2：新潟市豊栄美里、潟東美里→新潟市北区美里、西蒲区美里）とがある。
なお、北区では豊栄市の住居表示によって誕生した豊栄地区の東栄町（とうえいちょう）と、太夫浜から分立した北地区の東栄町（ひがしさかえまち）とで混同を避けるために合併時に前者に豊栄を冠したにもかかわらず、区制に伴い外してしまった為に同区内で混同が生じる恐れがある。しかし、文化会館・図書館等を抱える文教地区+住宅街であり、完全に住居表示を実施されている前者と、競馬場厩舎街で住居表示を実施されていない後者でどこまで混同されて重大なミスにつながるかは未知数である。
- 町名一覧表 新潟市

## 新潟100万都市構想
20世紀中は、政令指定都市移行に「人口100万以上、または、近い将来人口100万人を超える見込みの80万人以上の人口」が必要（参照）とみられていたため、新潟市が政令市となるため100万都市となるような合併の枠組みの提言がなされた。
平成13年（2001年）8月30日の市町村合併支援プラン決定により、人口要件は期間限定で緩和され、新潟市の政令市移行も実現したが、周辺自治体の財政状況など諸般の事情により、今もなお合併を模索する動きがある。
「新潟100万都市構想検討報告書」
新潟商工会議所が市制100周年にあたる平成元年（1989年）9月にまとめた報告書。第1次新潟新都市エリアとして旧新潟市・旧豊栄市・旧亀田町・旧黒埼町・旧横越村。第2次新潟新都市エリアとして、現在の新潟市から旧岩室村を除いた地域に、聖籠町、現：阿賀野市。最終新潟新都市エリアに、第2次新潟新都市エリアに現佐渡市を加えた地域を想定している。すなわち、現在の新潟市から旧岩室村を除いた地域に、聖籠町、現阿賀野市、現佐渡市を加えた地域を以って100万都市を目指す構想であった。
「緑豊かな国際商業都市を目指して」
21世紀を前に、新潟商工会議所が平成12年（2000年）1月にまとめた提言書。政令指定都市化の際の市域の範囲は、旧新潟市・旧新津市・旧白根市・旧豊栄市・旧京ヶ瀬村・旧小須戸町・旧横越町・旧亀田町・旧西川町・旧黒埼町・旧味方村・聖籠町を想定しており、「新潟100万都市構想検討報告書」と比べて範囲が縮小されている。
平成の大合併中
平成の大合併における旧新潟市と周辺市町村の合併構想の際、旧北蒲原郡水原町・安田町・京ヶ瀬村・笹神村側（現：阿賀野市）にも政令指定都市を目指して新潟市への編入合併案が浮上していた。北蒲原郡南部郷合併協議会が発行していた「北蒲原郡南部郷合併協議会だより」において、平成13年（2001年）3月に政令指定都市を目指す「第4次新潟地域広域市町村圏計画」を明記している。
将来構想
阿賀野市の編入や田上町の編入も構想されている。

## その他
合併記念歌
この平成17年（2005年）の合併にあたり、市と各合併協議会では記念歌の制作を決定。新潟市が制作費の一部2,000万円を拠出し、新発田市出身のたかたかしが作詞、新潟市に在住歴のある遠藤実が作曲を手懸け、新潟市出身の小林幸子が歌うテーマソングは『越佐海峡』の仮題で制作が進められていた。
しかし10月23日に発生した新潟県中越地震を受け、タイトルとアレンジを急遽変更、歌詞も被災地への激励を込めたものに一部を手直しした『越後絶唱』が完成した。